# Deutschlandsberg
Deutschlandsberg (Betonung auf -lands-, da der Name von Deutsch Landsberg herrührt) ist eine Stadt in der Steiermark, Österreich, mit 11.757 Einwohnern (Stand 1. Jänner 2025). Sie ist Sitz der Bezirkshauptmannschaft Deutschlandsberg.

## Geografie

### Stadtgliederung
Die Stadtgemeinde umfasst 32 Katastralgemeinden (Fläche Stand 31. Dezember 2023):
- Bergegg (140,05 ha)
- Blumau (275 ha)
- Bösenbach (89,9 ha)
- Burgegg (129,58 ha)
- Deutschlandsberg (103,24 ha)
- Feldbaum (500,06 ha)
- Furth (103,24 ha)
- Gams (192,99 ha)
- Gersdorf (284,51 ha)
- Greim (949,98 ha)
- Hinterleiten (142,7 ha)
- Hohenfeld (260,49 ha)
- Hörbing (242,83 ha)
- Klosterwinkel (1.451,81 ha)
- Kruckenberg (634,41 ha)
- Leibenfeld (178,72 ha)
- Mitteregg (50,94 ha)
- Mitterspiel (1.028,96 ha)
- Müllegg (21,24 ha)
- Niedergams (273,46 ha)
- Oberlaufenegg (451,48 ha)
- Osterwitz (4.535,51 ha)
- Rettenbach-Kloster, nicht zu verwechseln mit der KG 61051 Rettenbach-Hollenegg im benachbarten Bad Schwanberg, (750,24 ha)
- Rostock (932,71 ha)
- Sallegg (1.821,42 ha)
- Sulz (80,06 ha)
- Trahütten (1.256,5 ha)
- Unterlaufenegg (219,79 ha)
- Vochera am Weinberg (207,37 ha)
- Warnblick (354,21 ha)
- Wildbach (37,18 ha)
- Wildbachdorf (141,81 ha)

Das Gemeindegebiet gliedert sich in 20 Ortschaften (in Klammern Einwohnerzahl Stand 1. Jänner 2025):
- Bad Gams (612)
- Bergegg (137)
- Deutschlandsberg (8487)
- Feldbaum (154)
- Freiland bei Deutschlandsberg (156)
- Furth (126)
- Gersdorf (98)
- Greim (142)
- Hohenfeld (118)
- Kloster (111)
- Kruckenberg (153)
- Mitteregg (83)
- Müllegg (109)
- Niedergams (379)
- Osterwitz (128)
- Rettenbach (78)
- Rostock (75)
- Sallegg (151)
- Trahütten (189)
- Vochera am Weinberg (271)

### Eingemeindungen
Die Gemeinde Bösenbach, die 1850 aus den Katastralgemeinden Bösenbach und Unterlaufenegg entstanden war, wurde am 1. Jänner 1941 mit Deutschlandsberg vereinigt.
Die Gemeinde Burgegg (mit Warnblick) kam ebenfalls 1941 zu Deutschlandsberg. Ihre Bürgermeister waren u. a. Josef Wallner sen. (1850–1877), Josef Reinisch (1877–1879), Josef Wallner jun. (1879–1913), Josef Rainer (1914–1916), August Krasser (1916), Josef Rainer (1916–1935).
Die frühere Gemeinde Wildbach wurde am 1. Jänner 1970 mit der Gemeinde Deutschlandsberg zusammengeschlossen.
Die Gemeinde Sulz-Laufenegg kam mit 1. Jänner 1974 zu Deutschlandsberg, ihr ursprünglicher Name Sulz war mit 1. Juni 1951 in „Sulz-Laufenegg“ geändert worden.
Mit 1. Jänner 2015 erfolgte der Zusammenschluss der Stadtgemeinde Deutschlandsberg im Rahmen der steiermärkischen Gemeindestrukturreform mit weiteren fünf Gemeinden:
- Bad Gams
- Freiland bei Deutschlandsberg
- Kloster
- Osterwitz
- Trahütten[9] Grundlage dafür war das Steiermärkische Gemeindestrukturreformgesetz – StGsrG.[10]

### Nachbargemeinden
Drei der acht Nachbargemeinden liegen im Kärntner Bezirk Wolfsberg (WO) zwei weitere im Bezirk Voitsberg (VO).
| Preitenegg (WO)                 | Hirschegg Pack (VO)000000 Edel- schrott (VO) | Stainz                   |
| Wolfsberg (WO)                  | Kompassrose, die auf Nachbargemeinden zeigt  | Frauental an der Laßnitz |
| Frantschach-Sankt Gertraud (WO) | Bad Schwanberg                               |                          |

### Geologie

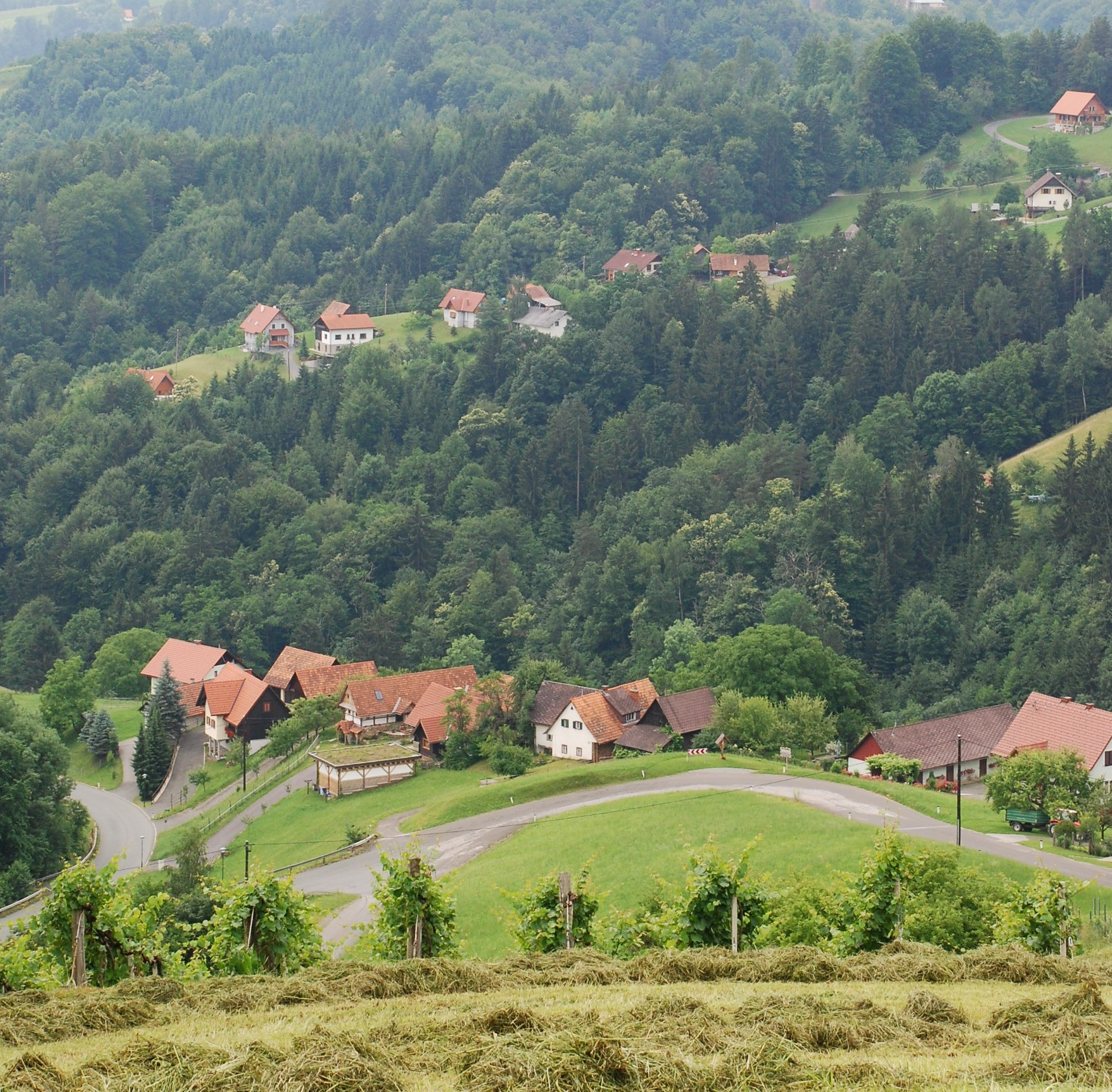
Herausforderung für manche Autofahrer: Die „Hundsreih“ auf der Freiländer Straße über den Steilabbruch vor Deutschlandsberg. Entschärft nur mehr max. 12 % Gefälle über mehrere Kilometer

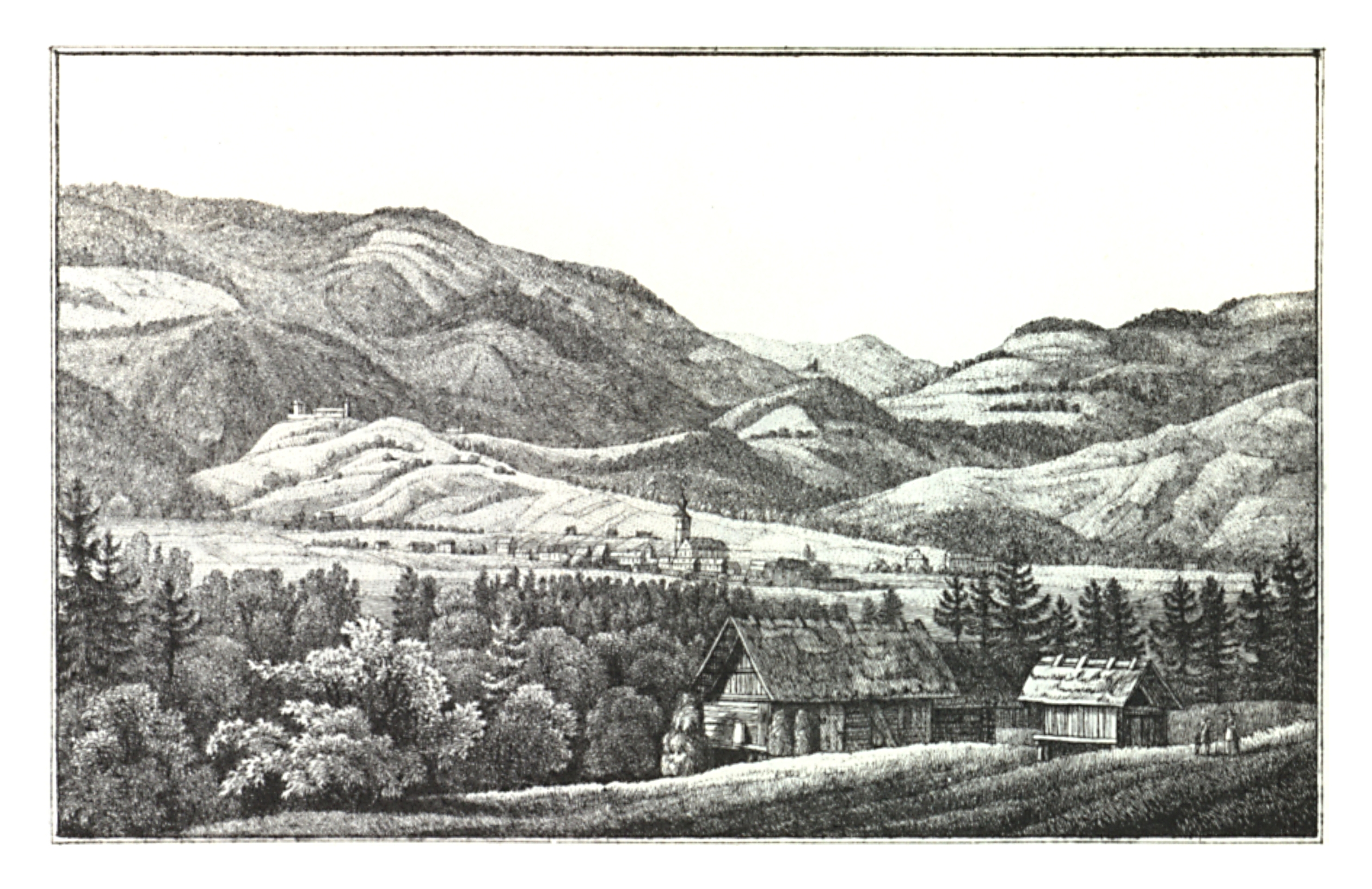
Deutschlandsberg um 1820, Lith. Anstalt J.F. Kaiser, Graz

Deutschlandsberg liegt an der Westgrenze des Weststeirischen Beckens (Weststeirisches Neogenbecken), das durch die Mittelsteirische Schwelle (vom Sausal bis zum Fürstenstand westlich Graz) vom Oststeirischen Becken getrennt ist. Alle Teile gehören zum Westen des Pannonischen Beckens. Der Ort liegt an der Ostgrenze des Koralpenzuges, an der Grenze des kristallinen Gesteins (Gneis, Amphibolite usw.) zu den Gesteinen (Schottern, Brekzien usw.) aus dem Neogen (früher Tertiär genannt), die das Grazer Becken bilden. Der Koralpenzug ist geologisch ein herausgehobener Gebirgsblock (Pultscholle,) der an seinem Rand an der westlichen Grenze der Stadt Deutschlandsberg steil in das Grazer Becken abfällt und unterhalb der Schotterbedeckung noch bis an die Grenze des Sausals (Florianer Becken) weiter verfolgt werden kann. Die Stellen, an denen der Gebirgszug unter dem Schotter des Grazer Beckens verschwindet, sind in der Natur deutlich daran zu erkennen, dass dort die langen und bis zu 15 % steilen Gefällstrecken der Straßen aus der Koralpe in flache Straßenstücke übergehen. Südlich von Groß Sankt Florian befindet sich der derzeit erforschte tiefste Punkt des Untergrundes von Deutschlandsberg in einem Becken tiefer als 600 m unter dem Meeresspiegel (= 900 bis 1000 m unter der heutigen Erdoberfläche in der Gleinz). Dieses Becken wird „Teilbecken St. Florian“ genannt oder auch „Florianer Bucht“.
Im Südwesten Deutschlandsbergs ist in einschlägigen Publikationen ein kleines Goldvorkommen verzeichnet. Veröffentlichungen über tatsächliche Goldfunde oder Abbautätigkeiten liegen nicht vor.
Südöstlich der Burg Deutschlandsberg, im ehemaligen Steinbruch des Bauernhofes vlg. „Schwemmhoisl“ in Warnblick wurden zu Beginn der 1970er Jahre der schwerste Bergkristall der Steiermark und die größten Titanitkristalle des Alpenraumes gefunden.
Der Hauptfluss im Gebiet der Stadtgemeinde Deutschlandsberg ist die Laßnitz. Wichtige Nebenflüsse der Laßnitz, die ebenfalls im Gemeindegebiet liegen, sind der Wildbach, der Mittereggerbach sowie der Gamsbach.

### Klima
|                        | Jan  | Feb  | Mär  | Apr  | Mai  | Jun  | Jul  | Aug  | Sep  | Okt  | Nov  | Dez  |   |      |
| Mittl. Temperatur (°C) | −1,5 | 0,2  | 4,6  | 9,5  | 14,6 | 17,7 | 19,6 | 18,7 | 14,3 | 9,4  | 3,6  | −0,6 | ⌀ | 9,2  |
| Mittl. Tagesmax. (°C)  | 3,4  | 6,4  | 11,1 | 16,1 | 21,2 | 24,1 | 26,3 | 25,6 | 21,0 | 15,5 | 8,4  | 3,6  | ⌀ | 15,3 |
| Mittl. Tagesmin. (°C)  | −4,9 | −3,8 | 0,1  | 4,2  | 8,8  | 11,9 | 13,7 | 13,3 | 9,7  | 5,5  | 0,5  | −3,5 | ⌀ | 4,7  |
|                        |      |      |      |      |      |      |      |      |      |      |      |      |   |      |
| Niederschlag (mm)      | 32   | 44   | 59   | 73   | 108  | 132  | 129  | 158  | 112  | 85   | 77   | 63   | Σ | 1072 |
|                        |      |      |      |      |      |      |      |      |      |      |      |      |   |      |
| Luftfeuchtigkeit (%)   | 69,0 | 57,1 | 53,1 | 49,9 | 52,5 | 55,9 | 55,0 | 57,2 | 59,7 | 65,0 | 71,0 | 74,6 | ⌀ | 60   |

| −4,9 |

| −3,8 |

| 0,1 |

| 4,2 |

| 8,8 |

| 11,9 |

| 13,7 |

| 13,3 |

| 9,7 |

| 5,5 |

| 0,5 |

| −3,5 |

| −4,9 |

| −3,8 |

| 0,1 |

| 4,2 |

| 8,8 |

| 11,9 |

| 13,7 |

| 13,3 |

| 9,7 |

| 5,5 |

| 0,5 |

| −3,5 |

| N i e d e r s c h l a g | 32  | 44  | 59  | 73  | 108 | 132 | 129 | 158 | 112 | 85  | 77  | 63  |
|                         | Jan | Feb | Mär | Apr | Mai | Jun | Jul | Aug | Sep | Okt | Nov | Dez |

## Geschichte

### Namensherkunft
Der Name „Lonsperch“ wurde erstmals um 1153 erwähnt, diese Aussprachevariante wird auch im 21. Jahrhundert in der Alltagssprache noch verwendet und dokumentiert die Herkunft des Namens. Der heutige Wortteil Land- im Namen Deutschlandsberg wird nicht auf das deutsche Wort für ein Gebiet, sondern auf einen slawischen Ausdruck zurückgeführt: Vor diesem Hintergrund wurde der Ort auch in einer alten Landkarte als Lonč bezeichnet. Der Wortteil wird zu lonka (Lokativ lonce), rekonstruiert *loNč'je bzw. *lǫka ‚feuchte Wiese‘ gestellt. Dieselbe Wurzel könnte im Namen des Flusses Laßnitz, an dem Deutschlandsberg liegt, stecken (für den aber auch andere Ableitungen möglich sind). Diese Ableitung würde eine alte slawische Bevölkerungsschicht und deren Zugehörigkeit zum Fürstentum Karantanien belegen.
In älteren Publikationen, die im Wesentlichen aus dem 19. Jahrhundert stammen, wird der erste Teil des Namens „Lonsperch“ auf das althochdeutsche Wort „lôn“ für Lohn, Belohnung zurückgeführt. Das wird in Zusammenhang damit gebracht, dass Friedrich I. von Lonsperg 1153 für seine Dienste bei der Kolonisation des oberen Laßnitztales vom Erzbischof von Salzburg den Burgberg erhielt. In der neueren Literatur wird diese Ableitung nicht unterstützt und auf die oben erwähnte slawische Herkunft verwiesen. 2003 erschien ein Beitrag über die Entwicklung des Namens, worin das Entstehen des Buchstabens „d“ im Namen, der nicht zum Wort „lôn“ passt, als „volksetymologischer Prozess“ geschildert wird, in dessen Rahmen die im Volk unbekannte slawische Wurzel „lan“ zu einem bekannteren Wort wurde (1455 Lonsperg, 1564 Lonnsperg, 1592 Lannsperg).
Als Siedlungen unter der Burg Landsberg entstanden, erhielt der Ort seinen Namen von der Ritterfamilie der Lonspercher, die für den Erzbischof von Salzburg das Gebiet verwalteten und auf der Burg ihren Sitz hatten.
Erst im 19. Jahrhundert wurde dem Namen des Ortes das Wort Deutsch- vorangesetzt, um Verwechslungen mit dem im heutigen Slowenien gelegenen Windisch-Landsberg (Podčetrtek; vgl. windisch) zu vermeiden. Eine erste Nennung als „Markt Teütschlandsberg“ wurde allerdings bereits für 1778 publiziert.
Der Ortsname „Freidorf“ in der damaligen Gemeinde Freidorf wurde ab 1931 in „Hörbing“ geändert.
Der Name des Ortsteils „Sulz“ wird auf ein Mineralwasservorkommen mit auffallendem salzigem Geschmack zurückgeführt. Das Wasser, das aus dem Bereich der Sulz kommt, wird auch als stark eisenhaltig beschrieben. (zu einer solchen Namensableitung vgl. beim Namen von Stainz).

### Von der Vorgeschichte bis zur Völkerwanderung
Bereits in der Jungsteinzeit (Neolithikum) war das Gebiet besiedelt. Siedlungsspuren im Bereich von Ausgrabungen der Jahre 2022/23 an der Forstgartenstraße im Süden der Stadt dürften der späten Jungsteinzeit (3. Jahrtausend v. Chr.) angehören. Im Graben des Wildbaches wurden zwei „Feuersteinknollen“ aus Jaspis und andere Silexgeräte aus prähistorischer Zeit gefunden, die auf eine prähistorische Siedlung in diesem Gebiet deuten. In der La-Tène-Zeit siedelte der keltische Stamm der Uperaken in der gesamten Weststeiermark und hinterließ hier deutliche Spuren.
In der Katastralgemeinde Hörbing (ehemalige Ruhdorfer-Gründe) ⊙ ist eine bronzezeitliche Besiedlung in einem Bereich von ca. 12.000 Quadratmetern dokumentiert. 2021/22 wurden einige Gruben für Vorräte, aber auch verlandete Bachläufe und der Grundriss eines Ständerbaus mit einem Megaron-artigen Vorbau im Westen gefunden. Die insgesamt 16 Pfostengruben des Gebäudes enthielten Keramikbruchstücke, Holzkohlereste und Hüttenlehmfragmente mit Holzbalkenabdrücken, in einer Pfostengrube konnte die Negativform eines Holzpfostens dokumentiert werden. In einer der bronzezeitlichen Gruben wurde ein Depot aus Keramikgefäßen geborgen.
Aus der Eisenzeit, zunächst der Hallstattzeit, ca. 800–450 v. Chr., und der Keltenzeit (La-Tène-Kultur, ca. 1. Jahrhundert v. Chr.) liegen nur wenige Keramikfunde vor, die auf eine Nutzung dieses Gebietes vermuten lassen. Bereits 1990/91 wurden bei der Forstgartenstraße beim Bau des Pflegewohnheimes ⊙ auf ca. 9.000 Quadratmetern sechs Pfostenbauten freigelegt, welche neben einschiffigen Bauten auch mehrschiffige Gebäude aufwiesen. Weitere Funde aus der Mittel- und Spätlatènezeit (jüngere Eisenzeit) sind ebenfalls vorhanden, ebenso Grabenanlagen (für Entwässerung bzw. Grundstücksbegrenzung) aus der Römerzeit etwa 200 v. bis 200 nach Chr. Streifenförmige Fundamente aus Schotterlagen aus der römischen Kaiserzeit (1.–4. Jh. n. Chr.) gehören zu den beeindruckendsten Baustrukturen dieses Ausgrabungsgebietes. Bei ihnen wurden viele römische Keramikbruchstücke, auch von Tafelgeschirr aus Terra Sigillata gefunden.
Im Norden der Grabung, Richtung Laßnitz, sind Überschwemmungsflächen mit einer Vielzahl an mittelalterlichen Gefäßkeramikfragmenten aus dem 13. bis 15. Jahrhundert dokumentiert, die sich mit Funden aus den hoch- und spätmittelalterlichen Schichten auf der Burg Deutschlandsberg vergleichen lassen. Damit ist auch eine mittelalterliche Besiedlung belegt. Eine weitere Fundstelle, jene eines spätantiken Töpferofens, befindet sich südlich der 2022 dokumentierten Ausgrabung ⊙. eine zweite, ebenfalls als archäologische Fundstelle ausgewiesene Fläche befindet sich beim Keltenweg ⊙. Diese Fundstellen zeigen, dass das Gebiet von Deutschlandsberg seit langer Zeit weitläufig besiedelt ist. Der 2023 ausgegrabene zweite Töpferofen war gleich wie der zunächst 1990 erforschte Ofen in Hörbing gebaut: eine aus Bachsteinen errichtete Kuppel, unter der eine Ofentenne mit zwei Heizkanälen lag. Der erste Ofen wurde mit divergierenden Auswertungen der Radiokohlenstoffdaten von 60 bis 210 n. Chr. oder in die Zeit von 540 bis 620 n. Chr. Für den zweiten Ofen wird von einer spätrömische Nutzung ausgegangen.
In Hörbing und Leibenfeld ist eine römische Siedlung dokumentiert.
Der „Tanzboden“ bei der Burg Deutschlandsberg enthält Hinweise auf eine prähistorische Wallanlage, welche bis in das Mittelalter verwendet wurde.
Am Kraxnerkogel im Gemeindeteil Warnblick, etwa 750 m südlich des Standorts der Burg Deutschlandsberg und jenseits des tief eingeschnittenen Laßnitztales befindet sich ebenfalls ein Rest einer Befestigungsanlage (Turmhügel). Er weist Siedlungsspuren von der Lasinja-Kultur der Kupferzeit bis in das Mittelalter auf.

### Mittelalter
Im Frühmittelalter war das Gebiet um Deutschlandsberg ein Teil des slawischen Fürstentums Karantanien, das schon bald unter die Oberhoheit der Awaren geriet. Der Versuch, sich aus dieser mit Hilfe des Herzogtums Bayern zu befreien, brachte Karantanien allerdings im Laufe des 8. Jahrhunderts immer stärker unter bayerische Oberhoheit. Mit der Absetzung des bayerischen Herzogs Tassilo III. (788) und der Einverleibung Bayerns ins Fränkische Reich Karls des Großen wechselte das Deutschlandsberger Gebiet abermals den Besitzer. Im Zuge der kirchlichen Neuorganisation Karantaniens und der Gebiete, die Karl der Große den Awaren entrissen hatte, wurde das Gebiet um Deutschlandsberg im Jahre 798 dem Erzbistum Salzburg zugeschlagen, das fortan vom Chiemsee bis zur Theiß in Ungarn und von der Donau bis zur Drau reichte.
Deutschlandsberg bestand zu dieser Zeit aber noch nicht, die erste Erwähnung als „Lonsperch“ erfolgte erst 1153. Als Markt erscheint Deutschlandsberg erstmals in einer Urkunde Rudolfs von Habsburg aus dem Jahr 1280, doch stellte sich heraus, dass diese Urkunde eine Fälschung aus dem 15. Jahrhundert ist. Erst in einer weiteren Urkunde aus dem Jahr 1322 wird Deutschlandsberg als forum, das heißt als Markt bezeichnet.
1292 wurde auf der Burg Deutschlandsberg der Landsberger Bund als Grundlage des Aufstandes des steirischen Adels gegen Herzog Albrecht I. abgeschlossen.
Im Leibenfeld ist östlich der „Fuchswirt“-Kreuzung der Radlpass Straße B 76 mit der Sulmtal Straße B 74 ein Erdwerk dokumentiert, das entfernte Ähnlichkeit mit dem Pfaffenkrainer-Waldschloss in Pitschgau hat. Es hat die Form eines fast ganz abgeflachten Kegelstumpfes mit einem Durchmesser von höchstens 17 Metern. Das Plateau misst etwa sechs mal sechs Meter, es war darauf im Geländeboden ein unregelmäßiges Viereck zu bemerken. Im Osten verlief ein nord-südlich laufender Graben, ein Wall im Norden war schwach zu erkennen. Ob es sich bei der Anlage um eine Turmburg handelte (die ungeschützte Lage spricht eher dagegen, die Form der Reste eher dafür), ist offen. Ihre Stelle ist nicht denkmalgeschützt, aber im geographischen Informationssystem des Landes Steiermark als Bodenfundstätte ersichtlich gemacht.
Die Burg Deutschlandsberg war der Sitz der salzburgischen Verwaltung und Mittelpunkt der Herrschaft Landsberg, die bis zum Kamm der Koralpe reichte. Zu ihr gehörten große Alm- und Waldgebiete, aber auch Bauernhöfe in Osterwitz, Trahütten, Warnblick, Laufenegg, Vochera, im Laßnitztal, in der Gleinz und im Wildbachertal. Zur Herrschaft Landsberg zählten rund 80 Huben (niederdeutsch „Hufe“) oder Bauernhöfe von oft beachtlicher Größe sowie knapp 20 Keuschler, die dem Urbaramt Deutschlandsberg unterstanden.
1383 ist die Errichtung einer Kapelle dokumentiert.
Im Bereich Schmiedgasse/Flurgasse wurden archäologische Siedlungsstrukturen gefunden: ein Holzgebäuderest mit Eisenverhüttung, eine Kalkgrube zur Sumpfkalkherstellung und Pfostenlöcher eines hallenartigen Ständerbaues. Diese Funde werden in die Zeit ab dem 14. Jahrhundert bis Anfang des 19. Jahrhunderts datiert und sollten 2019 näher erforscht werden.
Das Gebiet der früher selbständigen Gemeinde Wildbach gehörte teilweise zur Grundherrschaft des Stiftes Admont, die sich von der Blumau bis auf die Höhe des Koralpenzuges bei der Hebalm beim Gebiet des Hofes vlg. Reinischwirt (damals: Buchen-Reinisch genannt) erstreckte. Ein weiterer Teil von Wildbach war die Grundherrschaft der Familie Wildenstein, zu der auch der frühere Pramerhof in Gersdorf bei Gams gehörte. Wildbach gehörte noch zu weiteren Grundherrschaften (z. B. jener der Racknitzer). Es ist publiziert, dass 21 Bauern, die an einem Gerichtsverfahren teilnahmen, 14 verschiedenen Grundherrschaften angehörten.

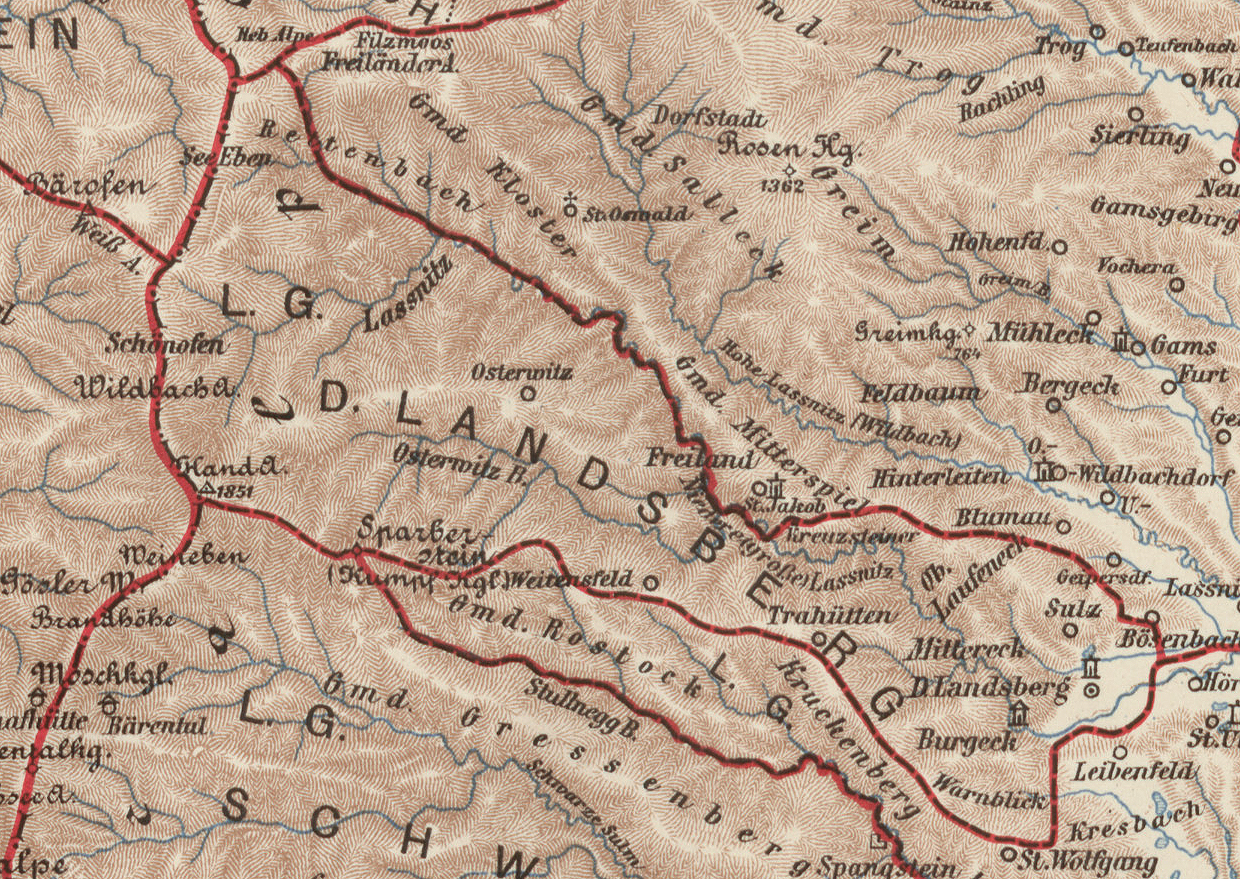
Der Zuständigkeitsbereich des Landgerichtes (D.)Landsberg im 17. Jahrhundert

Die Grenzziehung der Herrschaft Landsberg war oft unklar, was immer wieder zu Streitigkeiten führte. Eine der langwierigsten Streitigkeiten dieser Art entbrannte am Beginn des 14. Jahrhunderts zwischen der Herrschaft Schwanberg, die vom Bistum Brixen an die Herren von Pettau verliehen worden war, und der Herrschaft Deutschlandsberg. Dieser so genannte Almkrieg dauerte rund zwei Jahrzehnte und forderte auf beiden Seiten zahlreiche Todesopfer.

### Neuzeit

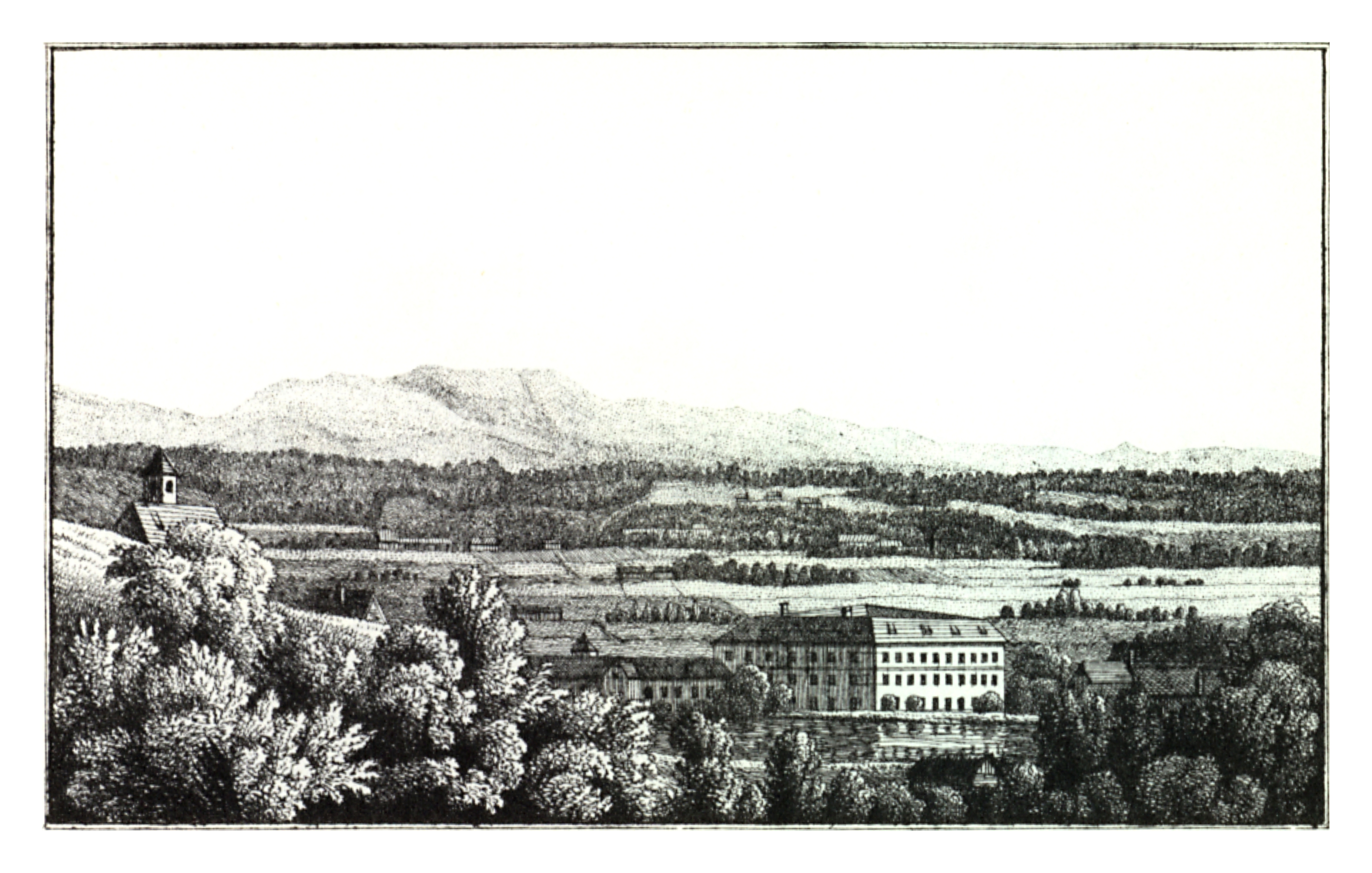
Das Schloss Frauental um 1820, Lith. J.F. Kaiser

Im 15. und 16. Jahrhundert lag das damalige Landsberg nach der Vierteleinteilung der Steiermark 1462 im „Viertel zwischen Mur und Traa“ (Drau), dem Vorgänger des Marburger Kreises. Es war aber unklar, ob der Ort und seine Umgebung Teil der Steiermark waren oder eine Exklave des Fürsterzbistums Salzburg bildeten. Der Rezess von Wien klärte 1535 die Situation zugunsten der Steiermark. Die landesfürstliche Visitation 1544/45 behandelt die Kirche „zu Allen Heiligen zu Lansperg“ noch (ebenso wie die Kirche St. Ulrich) als Filiale von Sankt Florian: Lehensherr und Vogt war der Bischof von Lavant. 1556 wurde Landsberg ein eigener Priester zugeordnet. Dieser Priester erhielt 1634 die Rechte eines (Pfarr-)Vikars, 1643 wurde das Gebiet von Deutschlandsberg eine eigenständige Pfarre.
Für die höhere (Blut-)Gerichtsbarkeit bildete das Gebiet von Landsberg (bis auf die Höhe des Koralmzuges) einen eigenen Gerichtssprengel: das Landgericht Landsberg. Diese Sonderstellung wurde auf die Immunität des Gebietes seit dem 12. Jahrhundert (1178, unsicher) unter der Herrschaft des Erzbistums Salzburg zurückgeführt.
Das engere Gemeindegebiet hatte im 16. und 17. Jahrhundert für die niedere Gerichtsbarkeit einen eigenen Burgfried, der auf eine Verleihung durch Kaiser Rudolf 1278 zurückgeführt wurde (Bestätigung durch Erzbischof Friedrich am 25. Jänner 1445). Dies galt allerdings nur außerhalb des Dachtraufes: Innerhalb dessen lag die volle niedere Gerichtsbarkeit im 16. Jahrhundert beim jeweiligen Grundherren.
Im 18. Jahrhundert wurde der Markt mehrfach durch Brände schwer geschädigt: 1724 wurden wegen einer Unachtsamkeit feiernder Bewohner (in der Pfarrbeschreibung „Bacchanten“ genannt) sämtliche Häuser eingeäschert, daraufhin waren bis Mitte des 19. Jahrhunderts Tanzveranstaltungen an den letzten drei Faschingstagen verboten. 1779 (Mühle Stering, später Dengg zerstört), 1791 (vier Häuser) und 1797 (sechs Häuser zerstört) folgten weitere Brände, am 12. März 1798 brannten von den 74 Häusern des Marktes 52 ab. Die freiwillige Feuerwehr Deutschlandsberg wurde 1872 gegründet, bereits um 1600 hatte es eine „Feuerordnung“ gegeben. Weitere Brände trafen auch später immer wieder Bürgerhäuser, 1813 den Kirchturm und 1830 den Glockenturm des Schlosses. Neben Blitzschlag ergaben das Dörren von Äpfeln, das Trocknen von Holz und das Aufhängen von Textilien neben den offenen Feuern in den Küchen oder die Arbeitsplätze bei den Hafnern, Schmieden und Mühlen ständige Gefahr. Ab 1850 wurde der Betrieb von Sparherden statt offener Herdfeuer üblich und Strohdächer verstärkt durch Ziegeldächer ersetzt. Eine Löschgerätehütte befand sich zunächst am unteren Platz, dann bis zum Bau des neuen Rüsthauses 1881 beim Haus Nr. 82 am Hauptplatz. Eine Abzweigung vom Mühlbach, das sogenannte Feuerbächl (Marktbächl, Platzbächl) bot eine Wasserzufuhr für Löscharbeiten.
Ab 1770, der ersten Personen- und Häusererfassung in Österreich, wurden Häuser und Menschen aus dem damaligen Landsberg in den Gebieten Burgegg, Oberlaufenegg, Sulz, Mitteregg und Deutschlandsberg selbständig erfasst. Diese Erfassung fand im Rahmen der Heeresreformen unter Maria Theresia und Joseph II. statt und führte zur Einführung der „Numerierungsabschnitte“ (Konskriptionsgemeinden). Die genannten Gebiete waren solche Abschnitte. Aus diesen Abschnitten entwickelten sich noch unter Joseph II. die „Steuergemeinden“, in weiterer Folge die Katastralgemeinden des Franziszeischen Katasters.
Die Numerierungsabschnitte wurden in Werbbezirken zusammengefasst. Deutschlandsberg war ein solcher Werbbezirk, in welchem neben den genannten Gebieten auch die Numerierungsabschnitte der Pfarren Osterwitz (Osterwitz, Trahütten und Warnblick) und Freiland (Kloster, Rettenbach und Mitterspiel=Freiland) zusammengefasst waren. Nach 1826 kamen auch die Werbbezirke Feilhofen und Frauenthal zum Werbbezirk Landsberg. Der Werbbezirk umfasste 1770 2.385 Personen (Seelen) und elf Numerierungsabschnitte, 1782 2.428 Personen, 1812 2.053 (nach einer anderen Quelle 1992) Personen und im Jahr 1846 zehn Katastralgemeinden mit 2.306 Personen. Unterlaufenegg gehörte zunächst zum Werbbezirk Feilhofen. Benachbarte Werbbezirke (WB) des damaligen Landsberg waren die WB Ligist, Lankowitz, Wildbach, Feilhofen, Frauenthal, Hollenegg und Schwanberg.
Deutschlandsberg und seine Umgebung lagen ab 1748 im damals neu eingerichteten Marburger Kreis des Herzogtums Steiermark, vorher lag das Gebiet im Viertel zwischen Mur und Drau. Die Kreisgrenze wurde zweimal nach Süden verschoben, verlief aber bis 1849 nördlich von Deutschlandsberg.
1777 ist die Eröffnung der ersten Brauerei in Deutschlandsberg durch Martin Offner belegt. Die erste Mitteilung über ein Brauhaus stammt allerdings bereits aus 1322, wo in einem Urbar von einer Brauhausmühle (der heutigen Preinmühle in Laufenegg) gesprochen wird, Peter Paul Offner wird dort um 1750 als Bierbrauer genannt. Weitere Brauereien wurden durch die Familien Offner und Frizberg geführt, die letzte Brauerei durch die Familie Götz. Diese Brauerei mit ihrem angeschlossenen Gasthaus „Zur Bierhalle“ befand sich am rechten Laßnitzufer gegenüber dem Galthof. Die Getränke wurden in einem Felsenkeller gelagert, der sich bei der ersten Klausenbrücke über die Laßnitz befand. Sie wurde um 1900 geschlossen, in ihrem Bereich folgte die Baumschule „Westland“. Von 1911 bis in die 1980er Jahre bestand in Deutschlandsberg im Haus „Lebzelter“ am Hauptplatz 11 ein Bierdepot der Brauerei Reininghaus, Bier wurde dort nicht mehr gebraut.

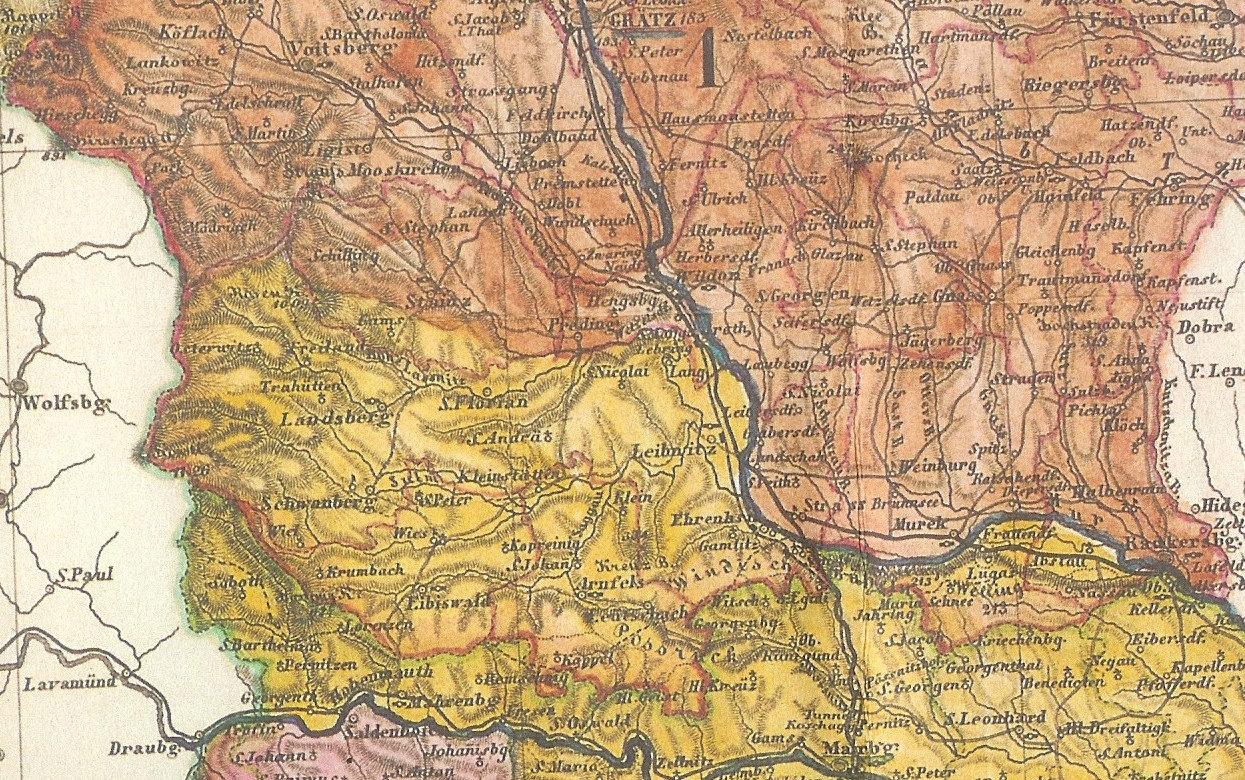
Die Grenze zwischen dem Marburger Kreis (gelb) und dem Grazer Kreis (rotbraun) wurde zwischen 1748 und 1850 mehrfach nach Süden verlegt.

Bei der Neuordnung der staatlichen Verwaltung 1849 wurde Deutschlandsberg und sein Gerichtsbezirk der Bezirkshauptmannschaft Stainz zugeordnet. Dies wird dem Einfluss Erzherzog Johanns zugeschrieben. Die Bezirkshauptmannschaft Deutschlandsberg (für die Gerichtsbezirke Eibiswald, Deutschlandsberg und Stainz) wurde erst 1868 gegründet. Sie nahm am 31. August 1868 ihre Tätigkeit auf.
Die Gleise der Graz-Köflacher-Bahn beschreiben einen Halbkreis um die Stadt. Das ist darauf zurückzuführen, dass der Bürgermeister des damaligen Marktes Deutschlandsberg, Franz Pichler, sich sehr dafür einsetzte, dass die Stadt einen Bahnhof erhielt und nicht umfahren wurde. Die Gemeinde stellte für die Bahnstrecke eineinhalb Joch Grund zum halben Preis zur Verfügung, eine entsprechende Abstimmung in der Bevölkerung ergab 114 Stimmen dafür und nur 10 Stimmen dagegen. Zur Erinnerung an Franz Pichler wurde der Franz-Pichler-Weg benannt.

### Papierfabrik Deutschlandsberg
Die Industrialisierung Deutschlandsbergs begann umfangreich in der zweiten Hälfte des 19. Jahrhunderts. Bereits vorher hatte es im Gebiet zwar einige Unternehmen gegeben (Glashütte, Messingfabrik Frauental), einer der größten Betriebe war jedoch die um 1870 gegründete Papierfabrik Burgegg. Die Arbeiterschaft dafür wurde aus der großen Zahl von Knechten und Mägden des Gebietes rekrutiert.
Für die Fabrik wurde von der Firma Carl Franz & Comp. 1869 die Grabenmühle ⊙ erworben und umgebaut. Dieses Unternehmen hatte schon 1868 die erste steirische Strohpapierfabrik in Hörbing erbaut. Die Papiermaschine der Papierfabrik Grabenmühle war mit ihrer Breite von 277 cm nach einem Ausbau 1872 (vorher 168 cm) die damals größte Anlage dieser Art in der Monarchie. 1877 wurde die Fabrik samt der Holzschleiferei in Bad Schwanberg, die damals von der „Gesellschaft der Deutsch Landsberger Papierfabriken“ betrieben worden war, an die Firma Carl Romeney (Romenez) & Ernst Rathausky verpachtet und 1883 an diese verkauft. Die Strohpapierfabrik in Hörbing ging an die Firma Leopold Leitner (später Franz Müller, Carl Schweizer, C. Merkens). Die Papierproduktion in Deutschlandsberg erzeugte viele verschiedene Papierarten und hatte Abnehmer bis nach Japan und Südamerika. 1912 musste der Sohn von Ernest Rathausky Konkurs anmelden. Das Betriebsgrundstück der Fabrik ist auch 2023 noch mit „Papierfabrik“ bezeichnet, als Eigentümer ist seit 1983 die Stadtgemeinde Deutschlandsberg im Grundbuch eingetragen.
Die Arbeitsordnung der Fabrik sah von 6 bis 18 Uhr eine tägliche Arbeitszeit von 11 Stunden mit insgesamt 1,5 Stunden Pausen vor, Geldstrafen für kleinere Vergehen, aber auch eine Fabriks-Krankenkasse waren vorgesehen. 1877 wurde zur Sicherung des Kohlebedarfs das Kohlenwerk Kalkgrub bei Schwanberg erworben. Damals arbeiteten ca. 480 Personen im Werk. 1912 ging das Unternehmen jedoch in Konkurs und wurde von Leopold Adler und danach an die Guggenbacher Papierfabrik verkauft. 1914 erhielt der Betrieb die Auszeichnung, den kaiserlichen Adler führen zu dürfen. 1940 kam es neuerlich zur Insolvenz, ein Fortbetrieb wurde geführt, aber in den 1950er Jahren eingestellt. 1955 wurde der 40 m hohe Schornstein gesprengt, das Unternehmen 1968 gelöscht.

### 20. Jahrhundert
Am 19. Oktober 1918 erhob Kaiser Karl I. die bisherige Marktgemeinde Deutschlandsberg zur Stadt.

#### Hietlbad
Am 1. August 1907 wurde in der Glashüttenstraße ein öffentliches Schwimmbad, das „Hietlbad“ eröffnet. Sein Name wird auf den Namen seines langjährigen Bademeisters Lorenz Hüttl zurückgeführt, der diese Aufgabe von 1907 bis 1952 ausübte. Das Bad bezog sein Wasser aus der Laßnitz, die allerdings in seiner Nähe durch die Abwässer der Papierfabrik Deutschlandsberg (im Galthof und dessen Umgebung) stark verschmutzt war. Durch ein Entgegenkommen des Fabriksbesitzers Ernst Rathausky konnte jedoch sauberes Wasser oberhalb des Wehres in der Klause entnommen und durch Röhren unterhalb der Bezirksstraße zum Bad geleitet werden. Badestunden waren von 9 bis 11 Uhr vormittags und von 3 bis 5 Uhr nachmittags für Damen, die übrige Zeit für Herren. Noch 1917 wurde der Bademeister angewiesen, „mit aller Strenge auf die Einhaltung der festgesetzten Badestunden zu dringen und das gemeinsame Baden der Geschlechter während der für die Damen festgesetzten Stunden unter persönlicher Verantwortung hintanzuhalten“.

#### Obstbau Westland
Der Name „Westland“ für ein Wohngebiet in Burgegg geht auf eine landwirtschaftliche Produktionsgenossenschaft zurück, die auf dem Gelände der früheren Brauerei Götz lag („Deutschlandsberger Bier“) und in den 1920er Jahren gegründet wurde. Sie hatte unter ihrem Leiter, dem Südtiroler Heinrich Atz, der den Betrieb 1940 übernommen hatte, große Erfolge. Westland betrieb eine Baumschule für Obstbäume, eine Rosen- und Azaleenzucht und eine Rebschule. Das Ziel war, die Erträge deutlich zu steigern, und aus diesem Grund z. B. die 500-600 verschiedenen Sorten, die damals bei Obstbäumen genannt wurden, auf zehn Prozent zu reduzieren. Westland führte daher nur 35 Birnen und Apfelsorten. Man befasste sich auch mit innovativen Produkten und stellte bereits 1927 bei der Obstausstellung in Graz einen alkoholfreien Obstsekt vor. Die Genossenschaft erhielt für ihre Produkte eine Reihe von Auszeichnungen, wie 1928 unter dem Kellermeister Oskar Mahler den 1. Staatspreis für Obst- und Kellereiprodukte (dessen Vergabe später wieder eingestellt wurde), und 1951 eine Goldmedaille bei der internationalen Gartenschau. Eine kleine Kapelle an der Glashüttenstraße wurde zum Gedenken an Heinrich Atz errichtet. Der Nachfolgebetrieb der Westland umfasst eine Apfelplantage mit ca. 1000 Bäumen.

#### Straftaten
Aufsehen erregte ein Eifersuchtsattentat in einem Bahnwärterhaus in der Nähe des städtischen Schwimmbades. Dort lebte ein Eisenbahnbediensteter gemeinsam mit einer Schrankenwärterin, in die er sich verliebt hatte, nachdem seine eigene Gattin in die Landesheilanstalt Feldhof eingeliefert worden war. Die Frau war aber mit einem anderen Mann verlobt. In der Nacht auf den 4. Oktober 1935 überfiel der Eisenbahner die schlafende Frau, schlug mit einem Meißel auf sie ein und schoss der Flüchtenden nach, sie überlebte.
Bei einer Serie von ca. 15 bis 20 Einbrüchen und Diebstählen im Gebiet von Deutschlandsberg im Jahr 1935 wurde bei einem Besitzer in St. Oswald in Freiland ein großer Bargeldbetrag erbeutet, weiters einem Keuschler bei Stainz eine Kuh gestohlen, die weiß und braun gefleckt war. Zur Tarnung wurde das Tier vom Dieb mit rotbrauner Farbe überstrichen, was die Verhaftung des Täters aber nicht verhindern konnte.

#### Wasserkraftwerk mit Staumauer an der Laßnitz
Um 1922 war geplant, im Ortsteil Burgegg am Ende der Klause ein Wasserkraftwerk zu errichten. Eine 30 Meter hohe Staumauer sollte die Laßnitz auf etwa zwei Kilometer aufstauen. Nach 30 Jahren wäre die Anlage in das Eigentum der Stadtgemeinde übergegangen. Es gab allerdings Bedenken wegen der Rentabilität der Anlage und die Gemeinde entschloss sich, Strom aus einer anderen Quelle zu beziehen: Der Steweag, die damals den Bau des Wasserkraftwerkes Arnstein an der Teigitsch (eröffnet 1925) in Angriff nahm.

#### Streit bei Gemeinderatswahl 1924
1924 kam es bei den Wahlen zum Gemeinderat zu Streit, weil eine der beiden kandidierenden Parteien, die Sozialdemokraten, nur einen unvollständigen Wahlvorschlag (ohne Beruf, Wohnort und Geburtsdatum der vorgeschlagenen Kandidaten) eingebracht hatte. Die Orts-Wahlbehörde hatte diesen Vorschlag für ungültig, die Wahl für nicht notwendig und die einzige verbliebene Partei, die „Wirtschaftliche Vereinigung“, zur Wahlsiegerin erklärt. Der Bürgermeister hob diesen Beschluss vorläufig auf und ließ (obwohl er der verbliebenen Partei angehörte) „… um Beunruhigungen der Bevölkerung hintan zu halten …“ die Wahl trotzdem abhalten (er trat dann in einem anderen Zusammenhang zurück). Eine Beschwerde gegen diesen Ablauf wurde von der Landes-Wahlbehörde als unbegründet zurückgewiesen. Zum neuen Bürgermeister gewählt wurde der Baumeister Carl Pfleger.

#### Gauturnfest 1928
Am 16. und 17. Juni 1928 wurde auf dem Turnplatz der Deutschlandsberger Turnerschaft (46° 49′ N, 15° 13′ O) das 1. Gauturnfest der Steiermark abgehalten, es gab 1200 Teilnehmer, die zum Teil mit einem Sonderzug angereist kamen. Als Haus mit einer Geräte und Ankleidekammer diente die neu errichtete „Jahnhütte“. Es fand auch ein Festzug und eine Angelobung von „Wehrmännern“ aus der Turnerschaft (Wehrturnern) statt.

#### Nationalsozialistische Bewegung
In der Zwischenkriegszeit war die Stadtgemeinde einer der „Kristallisationskerne“ der bedingt durch die Weltwirtschaftskrise in Österreich aufstrebenden NSDAP. Diese Partei war seit den Gemeinderatswahlen 1932 auch mit einem Mandatar im Stadtgemeinderat vertreten. Verglichen mit den Nationalratswahlen 1930 hatte sich der Stimmanteil der NSDAP in der Stadt mehr als verdreifacht. Die einstmals einflussreiche Deutschlandsberger Ortsgruppe der Großdeutschen war zu den Wahlen von 1932 als einzige in der Steiermark allein, und nicht wie sonst in allen anderen Wahlorten üblich, in Koalition mit anderen wahlwerbenden Gruppen angetreten. Trotz aller Bemühungen um Abgrenzung und Bewahrung ihrer politischen Eigenständigkeit gerieten die Großdeutschen, vor allem aber die ihnen nahestehenden städtischen Vereine in der Folgezeit jedoch zunehmend in den Sog der aufstrebenden Nationalsozialisten.
Während des nationalsozialistischen Juliputsches im Jahr 1934 wurden die Stadt und ihre Umgebung nahezu vollständig von den Nationalsozialisten beherrscht, die Gendarmeriepostenkaserne, die Bezirkshauptmannschaft und andere öffentliche Gebäude waren von ihnen umstellt. Bei einem Entsatzversuch des Gendarmeriepostens durch eine Heimwehreinheit starben insgesamt vier Menschen: drei Heimwehrmänner und ein SA-Angehöriger. Mehrere Anführer der Deutschlandsberger Putschisten verbüßten nach der Niederschlagung des Putsches längere Haftstrafen. Insgesamt waren im Gebiet des Gendarmeriepostenrayons Deutschlandsberg 46 Personen wegen Beteiligung am Juliputsch verhaftet worden, 36 weitere waren deswegen geflüchtet.
Der Anschluss 1938 wurde auch in Deutschlandsberg enthusiastisch gefeiert. Aufmärsche, Ansprachen und Feierlichkeiten bestimmten die nachfolgenden Monate in Deutschlandsberg und sollten den Bewohnern die von den Nationalsozialisten propagierte „Volksgemeinschaft“ vor Augen führen. Angesichts der Bedeutung, welche die Stadt bereits in der „Kampfzeit“ für die NS-Bewegung gehabt hatte, bemühten sich die Deutschlandsberger Nationalsozialisten erfolgreich, den Sitz der Kreisleitung der NSDAP des Kreises Deutschlandsberg von Stainz nach Deutschlandsberg zu verlegen, nachdem sie der Kreisleitung unentgeltlich einen Amtssitz zur Verfügung gestellt hatten. Deutschlandsberg blieb bis Kriegsende Sitz der Kreisleitung. Kreisleiter wurde der für seine Brutalität bekannte Hugo Suette (1903–1949). Er floh am 7. Mai 1945, kurz vor dem Ende des Zweiten Weltkrieges, und starb 1949 in Erlangen. Seine Verstrickung in die Ermordung von fünf Partisanen am 1. April 1945 wurde im Grazer Partisanenmordprozess behandelt, er selbst konnte für diese und andere Taten, die auch unter den Umständen der damaligen Zeit rechtswidrig gewesen waren, nicht belangt werden.

#### Zweiter Weltkrieg
Zu Kriegsende fanden nur mehr kleinere Kampfhandlungen statt, so wurde ein russischer Panzerspähwagen beschossen und eine deutsche Motorradbatterie gefangen genommen. Flüchtende Truppenteile der 118. deutschen Jägerdivision und der ungarischen Division „Szent Laszlo“, die sich vom 6. bis 12. Mai 1945 vor der Gefangennahme durch die Rote Armee über die Weinebene und die Hebalm Richtung Kärnten bewegten, um sich dort den Briten zu ergeben, wurden verfolgt. Das führte zum Unfall eines russischen T 34-Panzers, bei dem dessen Kommandant den Tod fand.
Zu Kriegsende wurde Deutschlandsberg für einige Tage von Angehörigen der jugoslawischen Partisanen und der Österreichischen Freiheitsfront besetzt, danach am 10. Mai 1945 von der Roten Armee. Eine offizielle Begräbnisfeier für die 18 Personen, die am 10. April 1945 auf der Hebalm erschossen worden waren, fand am 11. Juni 1945 am Friedhof von Deutschlandsberg statt, wo sich auch das Grabdenkmal befindet. Bezirkshauptmann Rader (auch als Beauftragter der Oesterreichischen Freiheitsfront, Kampfgruppe Steiermark) und der Bezirksleiter der Kommunistischen Partei H. Winkler hielten Ansprachen, in denen auf die Entstehung und Rolle der Freiheitskämpfer eingegangen wurde.
In dieser ersten Besatzungsphase waren auch bulgarische Truppen in Deutschlandsberg, sie wurden in der vierten Maiwoche 1945 wieder abgezogen. Mehrere Personen wurden verhaftet und in einer Garage am Areal der Solo-Fabrik eingesperrt. Sie wurden später im damaligen Gemeindeobstgarten (Gebiet Raiffeisenstraße, ehemaliges Steweag-Gelände) erschossen und verscharrt. Es handelte sich bei ihnen um Angehörige der Wlassow-Armee, um Ostarbeiter, aber auch um einheimische Zivilisten. Ihre Gräber wurden erst 1952 entdeckt.
Die Besatzer aus Jugoslawien zogen am 30. Juni 1945 ab, jene aus Russland ebenfalls um diese Zeit. Bis 1955 war dann das Gebiet von der Britischen Armee besetzt, die über die Hebalm und die Weinebene aus Kärnten gekommen und erstmals um den 13. Mai 1945 zwischen den Orten St. Oswald und Freiland mit sowjetischen Truppenteilen zusammengetroffen war. Besatzungstruppen befanden sich aber ab 1947 nicht mehr in der Stadt. Bürgermeister der Nachkriegszeit waren Josef Topolnik (Mai bis Oktober 1945), Louis Rainer-Jaklitsch (1945–1946, war schon 1926 bis 1938 Bürgermeister gewesen), Paul Dittrich (1946 bis 1948) und Norbert Ehrlich (1948 bis 1960).

#### Steiermärkische Pelzindustrie
Ab 1947 befand sich an der Stelle des späteren Schulsportplatzes die Zentrale der „Steiermärkischen Pelzindustrie“. Ihr Unternehmer, Roman Eibner, verkaufte Pelzwaren auf Basis eines Ratensystems: Nach Einzahlung von zwei Drittel des Kaufpreises wurde die Ware geliefert. Der Kauf konnte in 200 Verkaufsstellen in ganz Österreich abgeschlossen werden. 4000 bis 5000 Pelzmäntel wurden jährlich verkauft. Das Pelzwerk kam Mitte der 1950er-Jahre in wirtschaftliche Schwierigkeiten und musste schließen.

#### Entwicklung ab 1948: „Steirisches Meran“, Umfahrungsstraßenplanung, Stadtplatz
Ab 1948 gab es Überlegungen, die Lage der Stadt in der Weststeiermark mit Meran in Südtirol zu vergleichen und Deutschlandsberg als „das steirische Meran“ zu bewerben. Einer der Anlässe war ein entsprechender Vergleich durch den Schriftsteller Rudolf Hans Bartsch. Der damalige Bürgermeister Paul Dittrich, dem die Sanierung der Burgruine zu verdanken ist, förderte Pläne zur Errichtung eines Großgasthofes mit mindestens 100 Betten bei der Burg (die ganze Stadt hatte damals nur 44 Fremdenzimmer) und die Übernahme der Radlpass-Straße als Bundesstraße, was 1951 auch durchgeführt wurde. Für spätere Zeiten wurde eine Seilschwebebahn von der Burg auf den „weststeirischen Semmering“, nach Trahütten überlegt.
In dieser Zeit wurde 1952/53 auch der Bau einer Umfahrungsstraße geplant. Diese Straße wäre von Frauental aus von der Abzweigung der Straße nach Gams parallel zur Bahntrasse vorbei am Sägewerk Liechtenstein und dem Schloss Feilhofen sowie weiter vorbei am Stiftungshaus (heutiger Kindergarten) etwa entlang des späteren Dr.-Hans-Kloepfer-Weges bis zur Einmündung in die Glashüttenstraße bei der Bahnkreuzung in Burgegg verlaufen. Von dort aus wäre sie wie die Glashüttenstraße über die Laßnitzbrücke vorbei an der Bierhalle nach Leibenfeld und zur Fuchswirt-Kreuzung gelegen. Als Vorteile wurde der Entfall des Bahnüberganges in Frauental und einiger enger Kurven und Brücken sowie die Tatsache gesehen, dass die Straße weitgehend im (damals) unverbauten Gelände verlaufen wäre. Als Nachteile wurden die Kreuzung mit der noch wenig befahrenen Straße nach Freiland und die mögliche Blendwirkung durch die Lokomotiven der Bahn gesehen. Einen einstimmigen Beschluss der Stadtgemeinde und Unterstützung durch die Landesplanung hatte es bereits gegeben. Die Bundesstraßenverwaltung stimmte nicht zu, sie unterstützte den Umbau der (stark ansteigenden, die alte Trasse ist teilweise noch im Wald neben der heutigen Straße erkennbar) Straßentrasse über die Leibenfelder Höhe mit einer neuen Rampe und einer Brücke über die Bahn, wie es später auch tatsächlich (an den Ortskernen von Frauental und Deutschlandsberg vorbei) für die Radlpass-Straße B 76 gebaut wurde.
Das Stadtbild um den Hauptplatz ist durch eine Reihe von Gewerbebetrieben der Nahversorgung geprägt. Ihre Namen bzw. jene der Vorgänger um 1950 sind in einem Artikel der Regionalzeitung dokumentiert. Das Kaufhaus Pieber (im ehem. Färberhaus), das später mit mehreren Filialen als Universalkaufhaus inkl. Baustoff-, Brennstoff-, Eisenwaren-, Hausrat- und Lebensmittelhandel, später auch Sportartikel, geführt wurde, war 1894 gegründet worden. Es wurde mit Jahresende 2012 geschlossen.

#### Autobuslinien: Kortschak und GKB

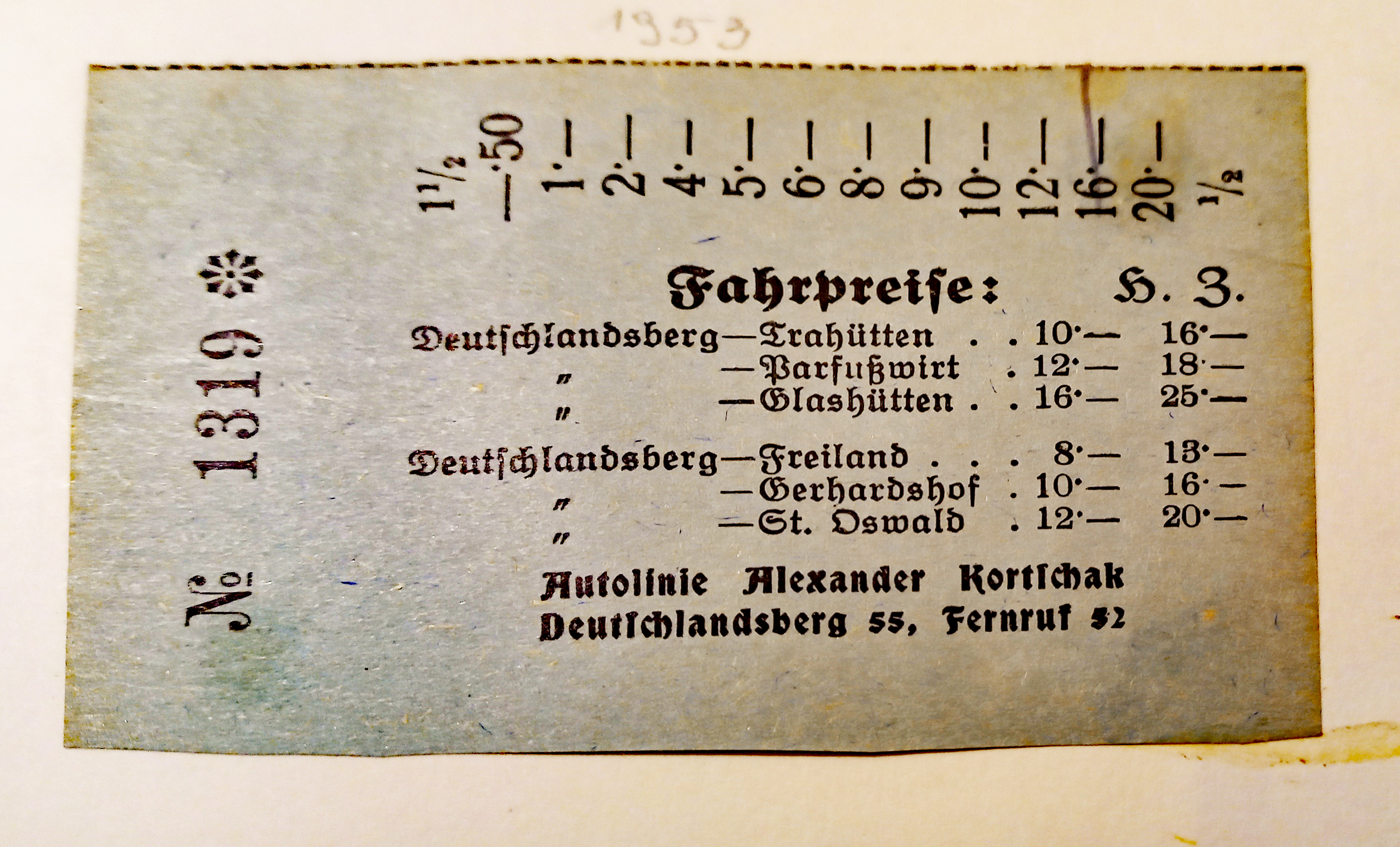
Fahrschein des Autobusbetriebes Kortschak 1953 in die Koralmgemeinden

Das Unternehmen Kortschak betrieb bis 1954 Autobuslinien über Trahütten nach Glashütten und über Freiland nach St. Oswald in Freiland, weiters ein Bestattungsunternehmen und einen Fuhrwerksbetrieb. 1931 war dafür ein zehnsitziger Tatra-Gebirgswagen angeschafft worden, ab 1949 wurde ein zum Autobus umgebautes Fahrgestell eines Pontiac-Armeefahrzeuges verwendet: Dieses Fahrzeug wurde zum Koralpenexpress. Die Unternehmensgeschichte ist in einem umfangreichen Privatarchiv dokumentiert. Die beiden kleinen Autobuslinien waren auf Dauer nicht wirtschaftlich zu führen. Sie mussten wegen des schlechten Straßenzustandes teilweise mit umgebauten, geländegängigen Armeefahrzeugen betrieben werden, die für z. B. eine Fahrt nach Glashütten auf 16 km 30 Liter Benzin verbrauchten (die Verwendung von Dieselfahrzeugen war nach dem Zweiten Weltkrieg anfangs noch behördlich untersagt). Die Winterfahrpläne stießen weiters auf die Schwierigkeit, dass einerseits Betriebspflicht herrschte, andererseits sich niemand um die Schneeräumung der Straßen kümmerte (es handelte sich um Bezirks- und Gemeindestraßen). Die Fahrpreise konnten auch nicht an die gegebenen Belastungen angepasst werden. Die Linien wurden 1954 an den Busbetrieb der Graz-Köflacher-Bahn übergeben. Die GKB leistete in diesen Liniendiensten weitere Pionierarbeit bei der Erschließung der Berggemeinden des Koralpenzuges, zu denen bis zu 27 % steile Schotterstraßen befahren wurden. Verwendet wurden dabei kleinere Saurer-Personenbusse mit zuschaltbarem Sperrdifferential und Allradantrieb, Type 5 GAF-0, Bj. 1945–55, 6 Zyl. Diesel, 130 PS 30 Sitze, 14 Stehplätze 7,5 t, 8,65 m lang.

#### Haus Liechtenstein
In der Stadtgeschichte spielt auch die Fürstenfamilie Liechtenstein eine wichtige Rolle, welche lange Zeit große Gebiete der heutigen Stadt und ihrer Umgebung besaß und selbst bewirtschaftete. Henriette von Liechtenstein galt als verehrte Wohltäterin, nach ihr ist eine Straße im Ort benannt. Letzter „Gutsherr und Chef des Betriebes“ war Alfred Géza Liechtenstein (1907–1992). Das am 29. Jänner 1923 als „Dampfsäge“ eröffnete Sägewerk Liechtenstein wurde in den 1960er-Jahren und 1974 erneuert, trägt seit 2004 den Namen „Holztreff Liechtenstein“ und ist im Besitz eines Nachfahren der Fürstenfamilie, die im Gebiet großen Waldbesitz hat. Dieser Betrieb blieb im Rahmen der Umstrukturierung der liechtensteinischen Wirtschaftsbetriebe in den 1970er-Jahren durch Franz Geza von Liechtenstein bestehen, damals wurden die Meiereien, Fischteiche, Gärtnerei, Weingärten und die Flächen beim Schloss Frauenthal aufgelassen bzw. verkauft oder verpachtet.

### SOLO-Zündholzfabrik im 19. und 20. Jahrhundert
Von 1856 bis 1982 befand sich im Nordosten des Ortskerns ein großes Werk der Zündholzindustrie. Dieses Werk war von Florian Pojatzi (1830–1917), einem gebürtigen Deutschlandsberger, gegründet worden. Weitere Gesellschafter waren Carl Franz (1837–1911) und Franz Czerweny (1848–1921). 1892 hatte das Unternehmen, zu dem auch die Zündholzfabrik Stallhof bei Stainz gehörte, 700 Beschäftigte. Die Anfänge dieses Werkes lagen im Haus der Apotheke am Hauptplatz Nr. 5, in dessen Keller Florian Pojatzi mit der Erzeugung von Schwefelhölzern begonnen hatte.
1903 wurde das Werk durch Franz Czerweny, den Schwiegersohn Pojatzis, mit anderen bedeutenden Zündholzfabriken der Österreich-Ungarischen Monarchie zur „Solo Zündwaren- und Wichsefabriken AG“ zusammengeschlossen, 1907 wurde ein 45 Meter hoher Schornstein errichtet. Das Werk und seine Besitzer waren Ursprung einer Reihe weiterer Unternehmen und sozialer Einrichtungen, wie der Papierfabriken in Burgegg und Hörbing, Arbeiter- und Beamtenwohnhäusern sowie eines Quellschutzgebietes und des ersten Krankenhauses in Deutschlandsberg.
Im September 1921 waren 500 Arbeiter beschäftigt, die 440.000 Zündholzschachteln herstellten. Von 1949 bis 1951 arbeitete das Werk auch an einem größeren Exportauftrag nach Peru, für den 211 Arbeiterinnen und 62 Arbeiter zusätzlich aufgenommen wurden, der aber wegen ungünstiger Verhältnisse auf dem Weltmarkt nicht fortgesetzt werden konnte. Diese Beschäftigten wurden im Jänner 1951 wieder gekündigt. Im November 1950 hatte das Werk 700 Arbeiter mit einer Erzeugung von über 1,2 Millionen Schachteln. Für 1951 wird von 799 Arbeitern und Arbeiterinnen berichtet.

Solo-Zündholzfabrik in Deutschlandsberg
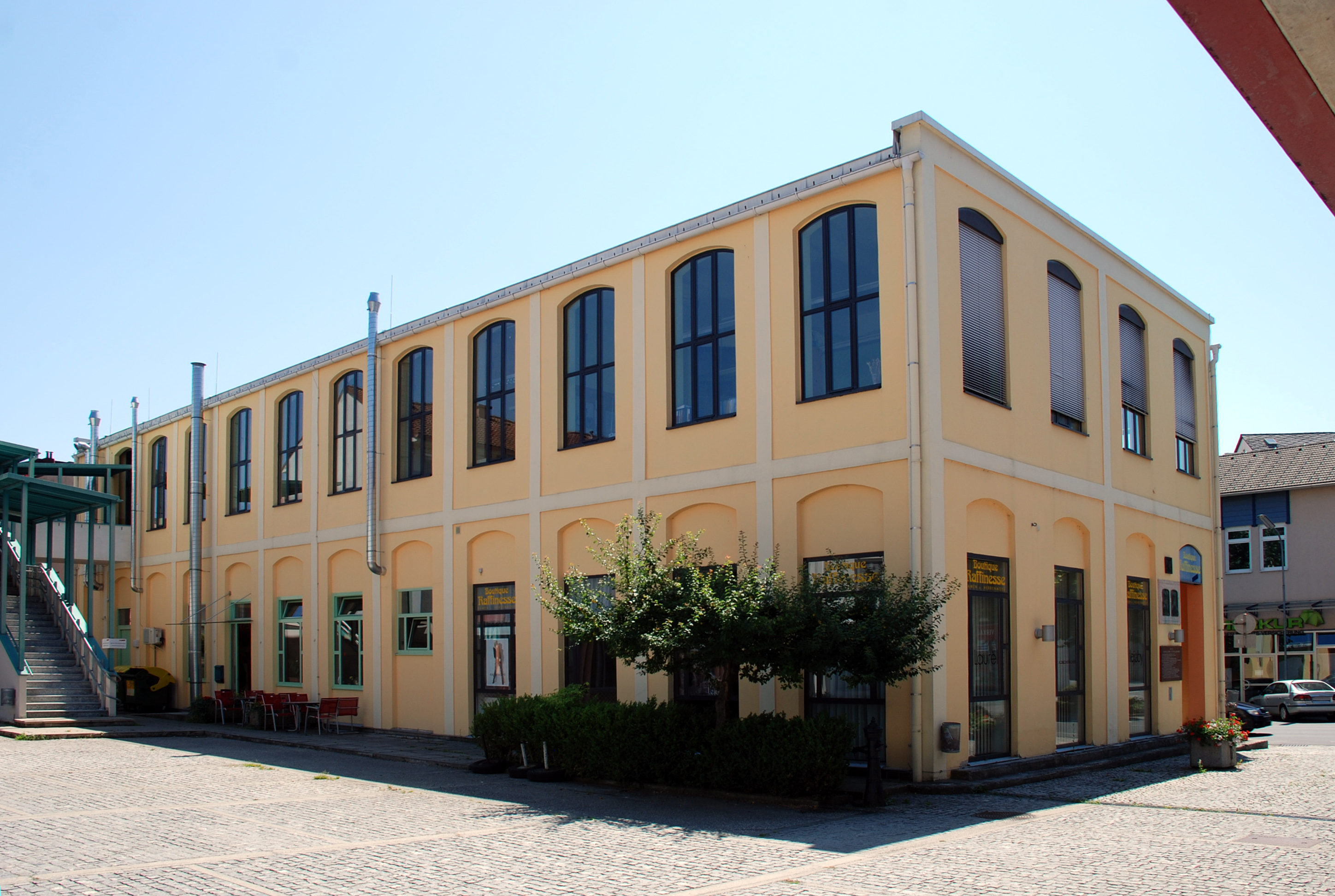
Lagergebäude der SOLO Deutschlandsberg
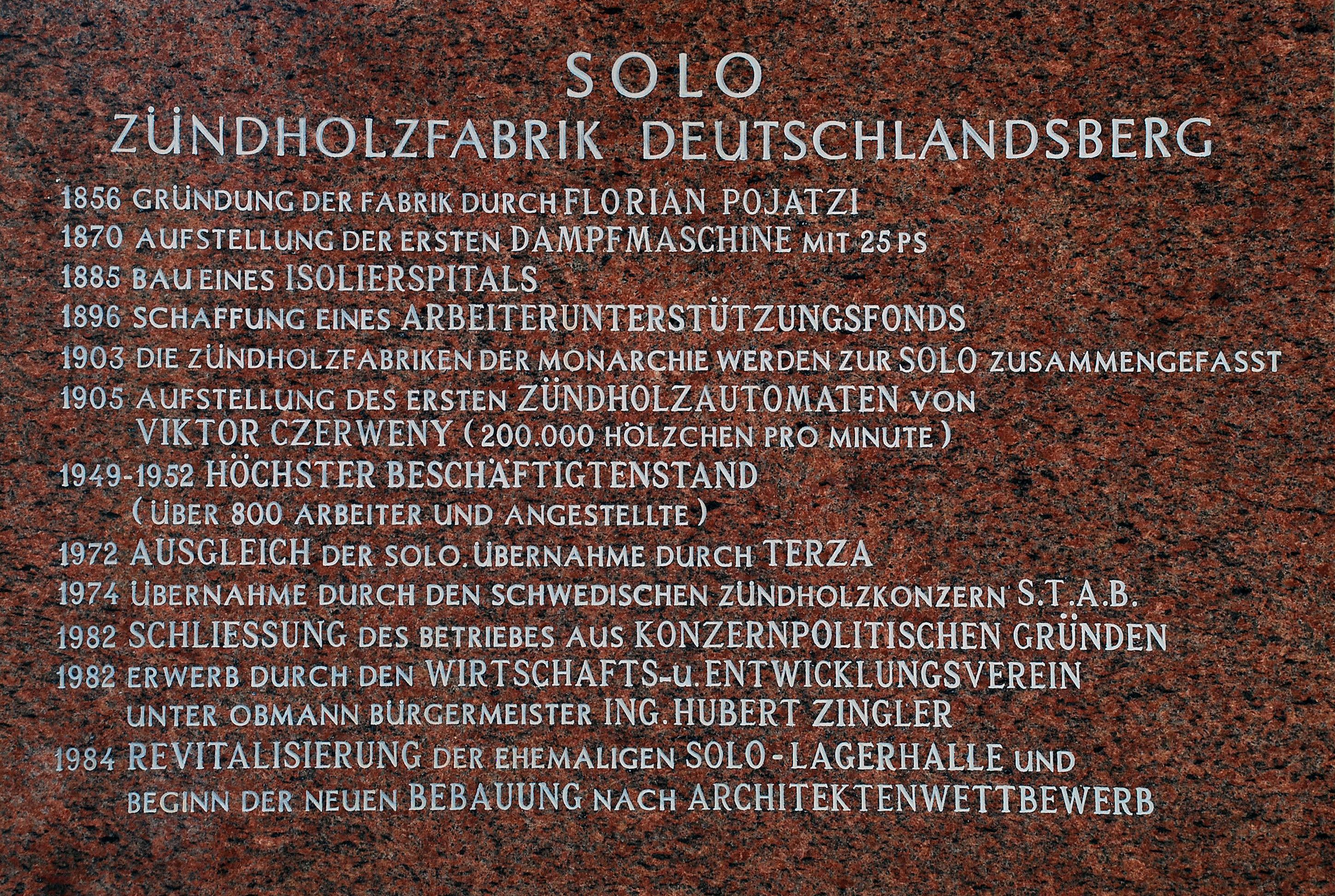
Zeittafel der SOLO Deutschlandsberg
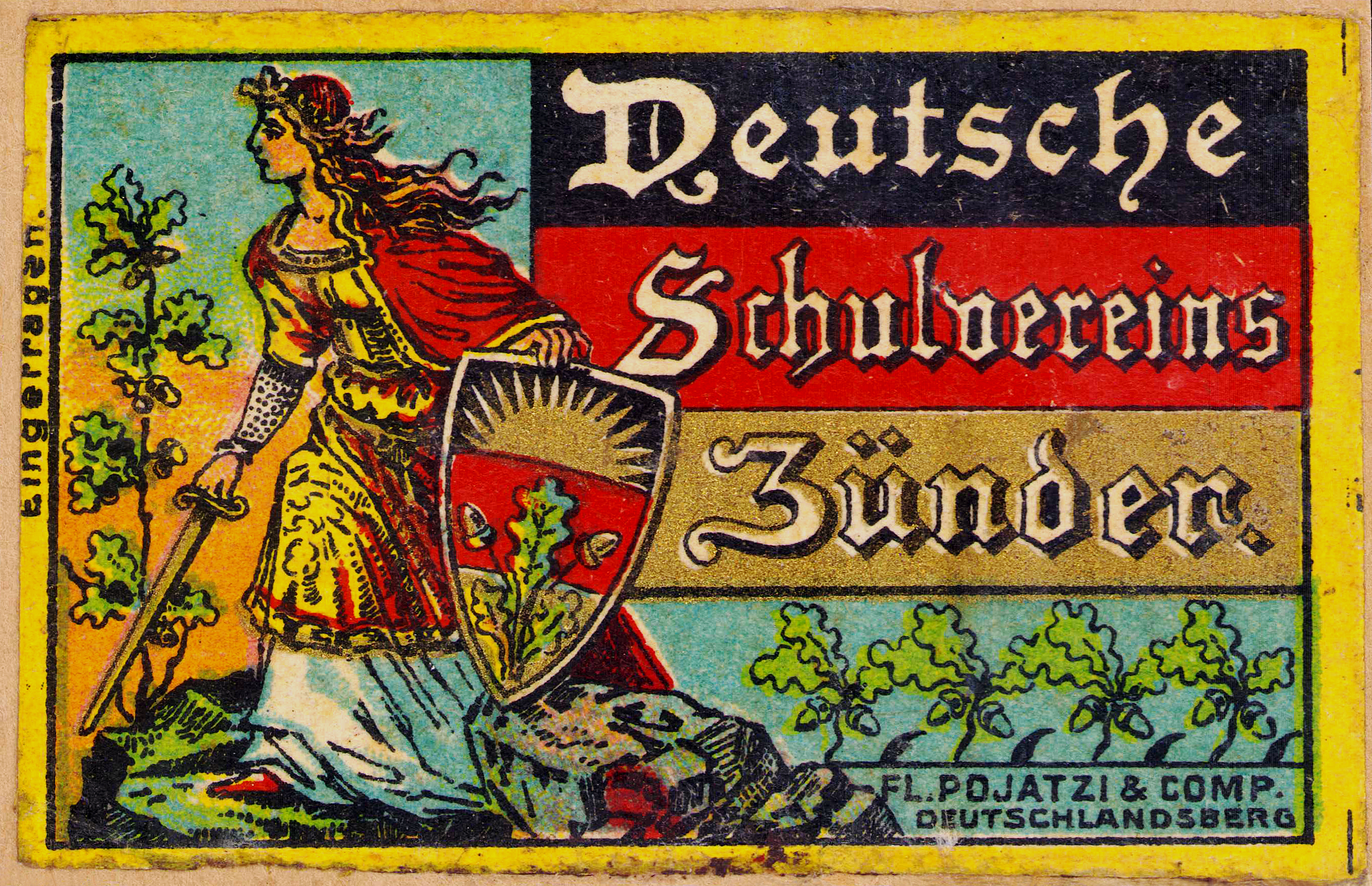
Motiv des Deutschen Schulvereins
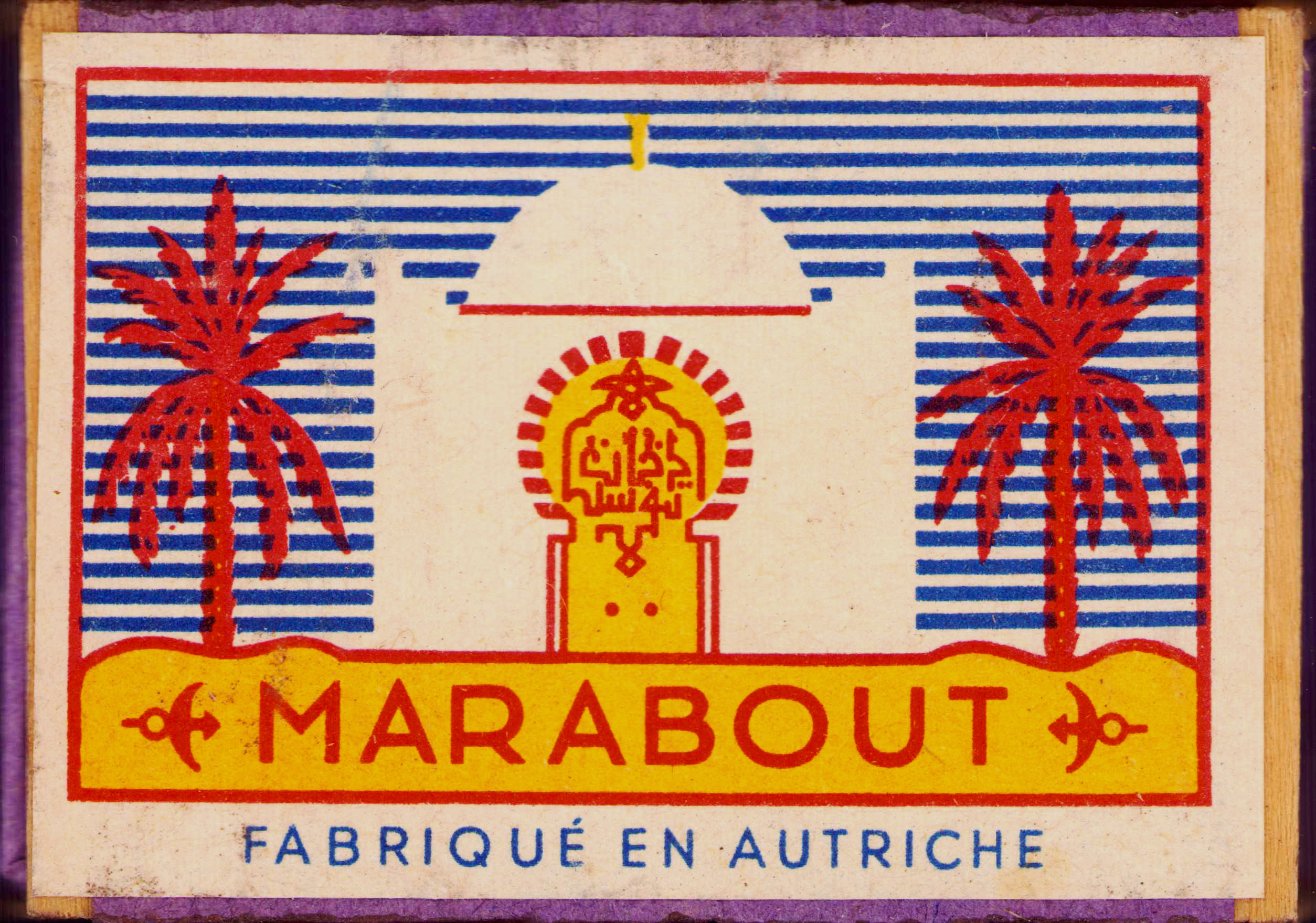
Exportpackung arabische Länder
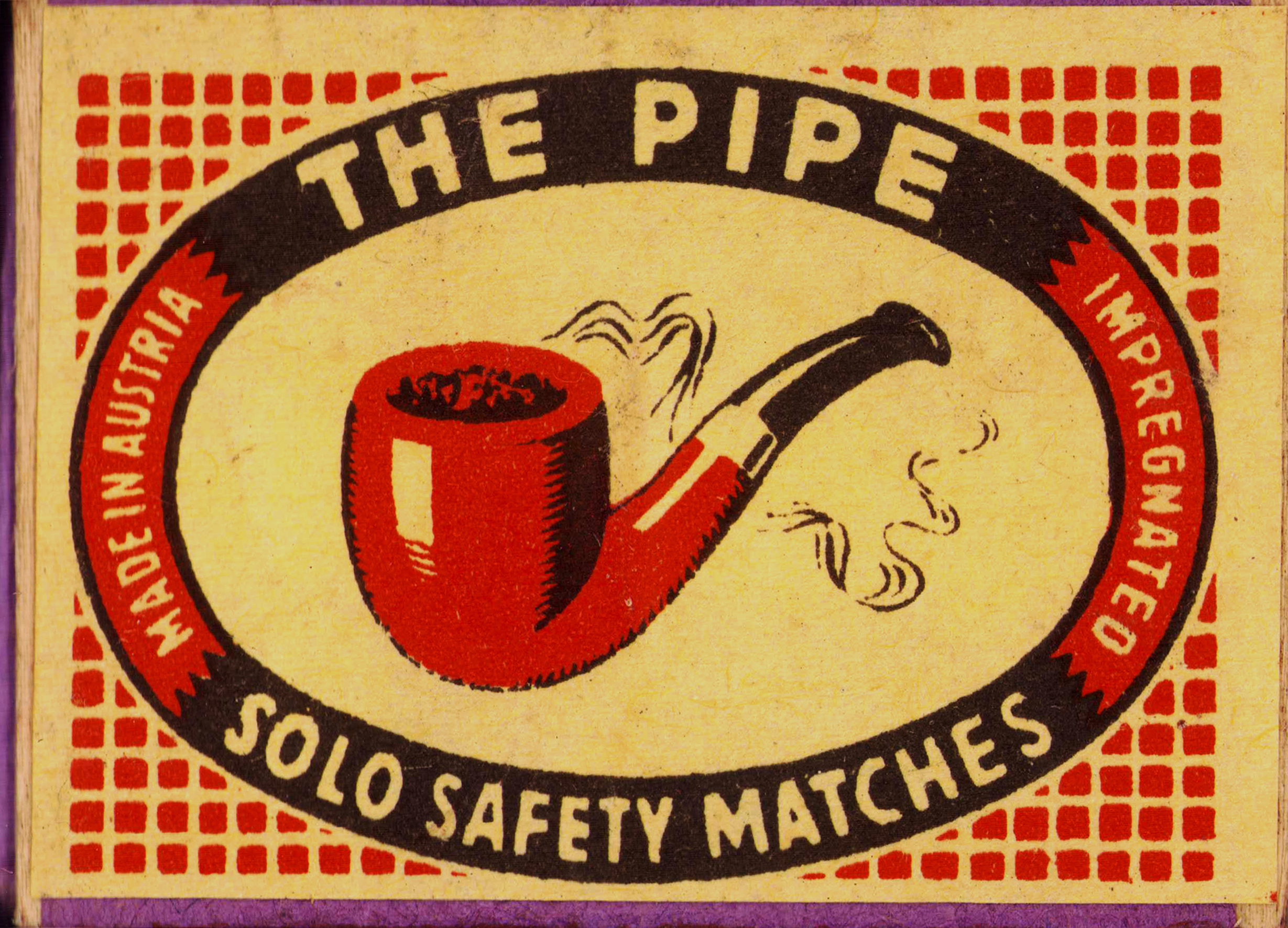
Packungsmotiv „Pfeife“ neutral
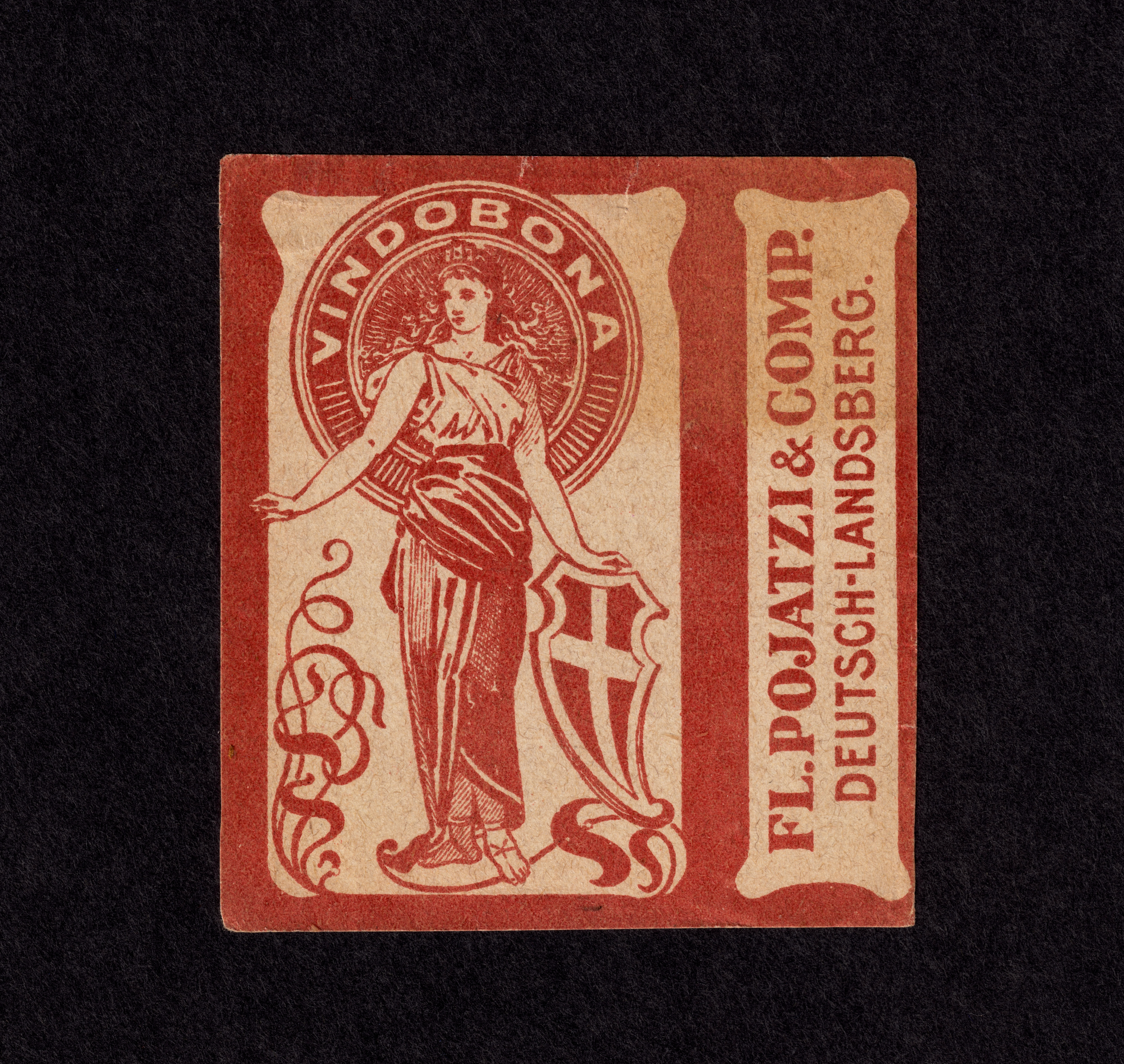
Motiv „Vindobona 2“
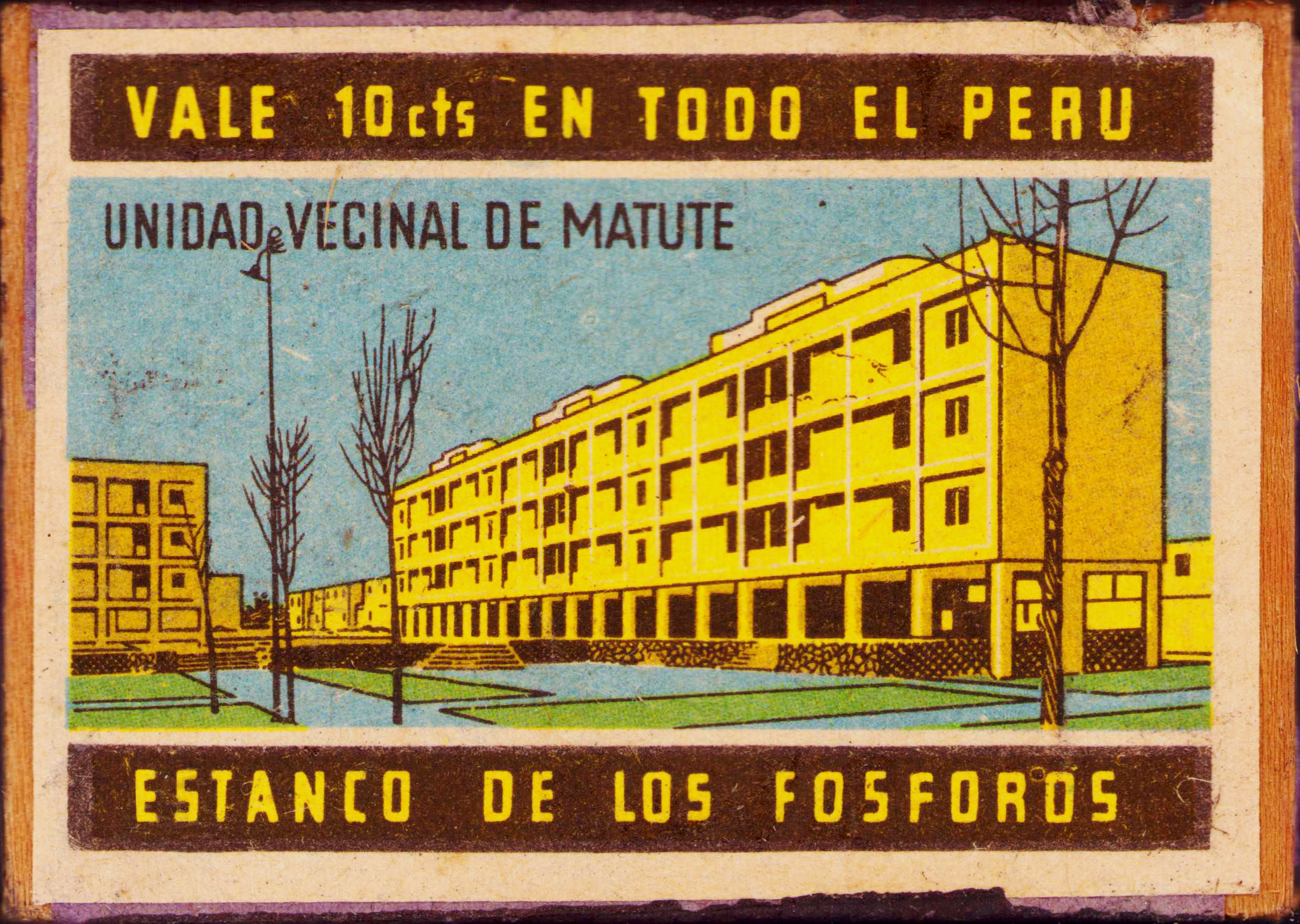
Zündholzschachtel der SOLO mit peruanischem[67] Motiv.
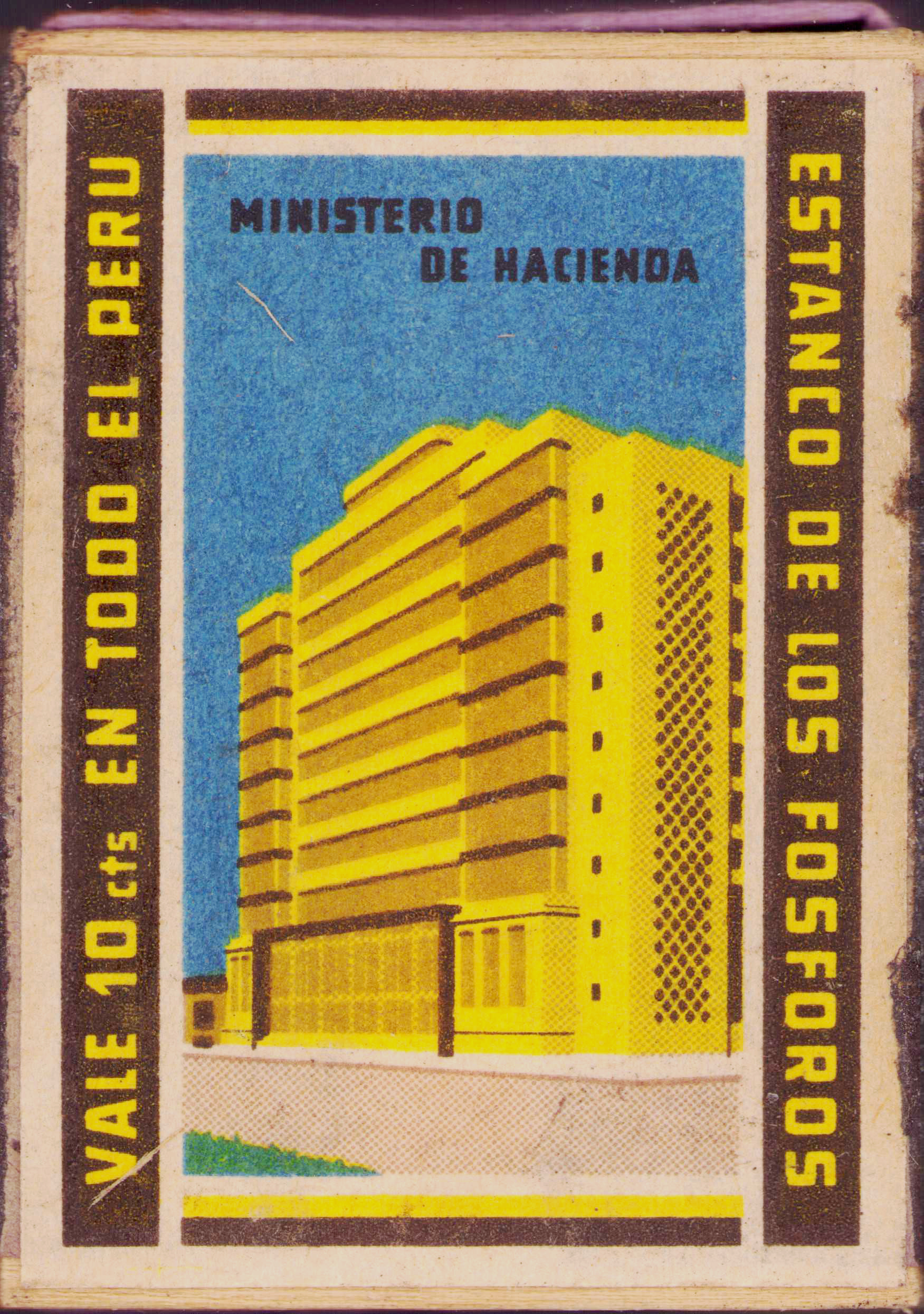
Peruanisches Finanzministerium
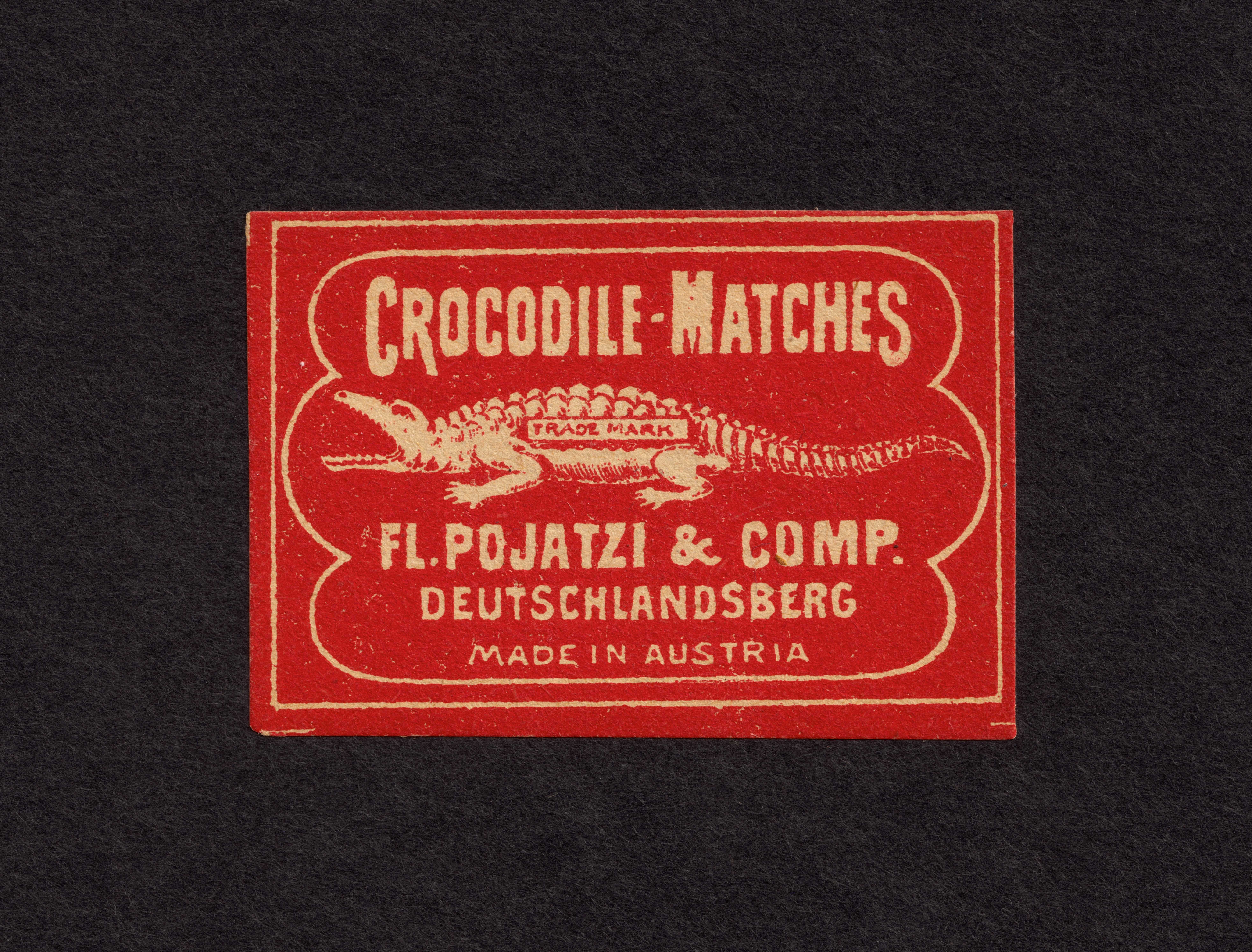
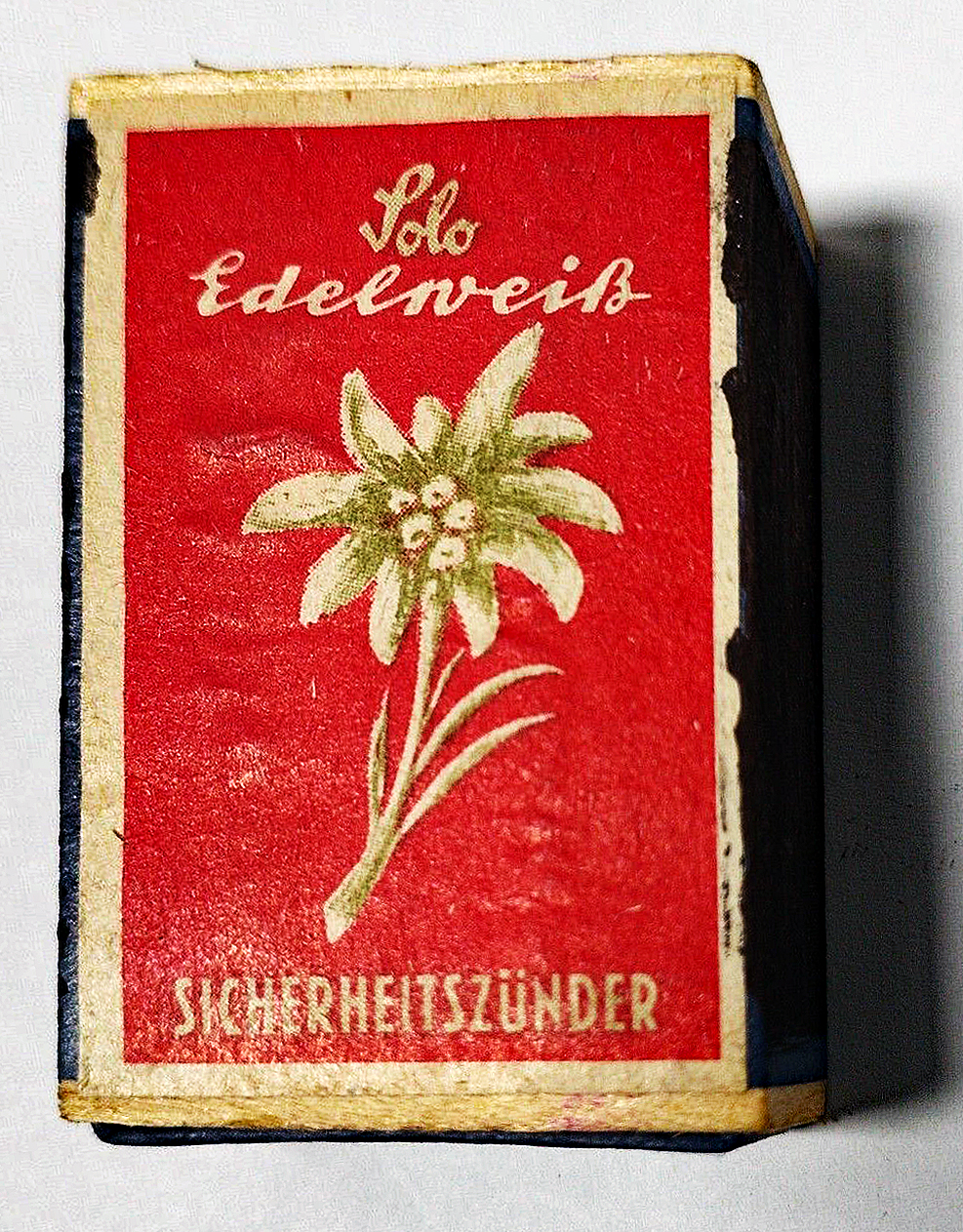
Eine der häufigsten Zündholzpackungen der SOLO ab den 1950er-Jahren

1976 wurde das Werk von einem schwedischen Zündholzkonzern übernommen, der das Unternehmen mit 31. März 1982 schloss. Das Werksgelände wurde von der Stadtgemeinde Deutschlandsberg übernommen, die Industrieanlagen bis auf wenige Reste abgetragen und das Gebiet neu verbaut. Von der einstigen Industrieanlage, die auch ein großes Holzlager und eine eigene schmalspurige Werksbahn umfasste, ist noch das Warenmagazin in der Frauentalerstraße erhalten.

### 21. Jahrhundert
Aufsehen erregte 2007 ein Raubüberfall auf eine 76-jährige Pensionistin, in deren Handtasche etwa 30 Schilling (ca. 2 Euro) erbeutet worden waren und der mit dem Tod der Frau endete. Sie wurde mit einem Ast erschlagen. Nach Hinweisen aus der Bevölkerung wurde ein 18-jähriger Brasilianer als Täter ausgeforscht.
Am 10. März 2009 stürzte um 14:15 Uhr ein Hubschrauber des Innenministeriums im Zentrum von Deutschlandsberg am Ufer der Laßnitz ab, nachdem er ein Haus gestreift hatte. Der Pilot verstarb am selben Tag im Krankenhaus, ein mitgeflogener Polizeibeamter eine Woche später ebenfalls, ein weiterer Insasse überlebte schwer verletzt. Es wurden keine Passanten getötet oder verletzt, obwohl am Hauptplatz ein vielbesuchter Kirtag stattfand.

### Bevölkerungsentwicklung
Zu Beginn des Jahres 2024 zählte die Stadtgemeinde 11.753 Einwohner. Damit ist Deutschlandsberg die größte Stadt der Weststeiermark, gefolgt von Köflach mit knapp unter 10.000 Einwohner.[Link]

## Kultur und Sehenswürdigkeiten

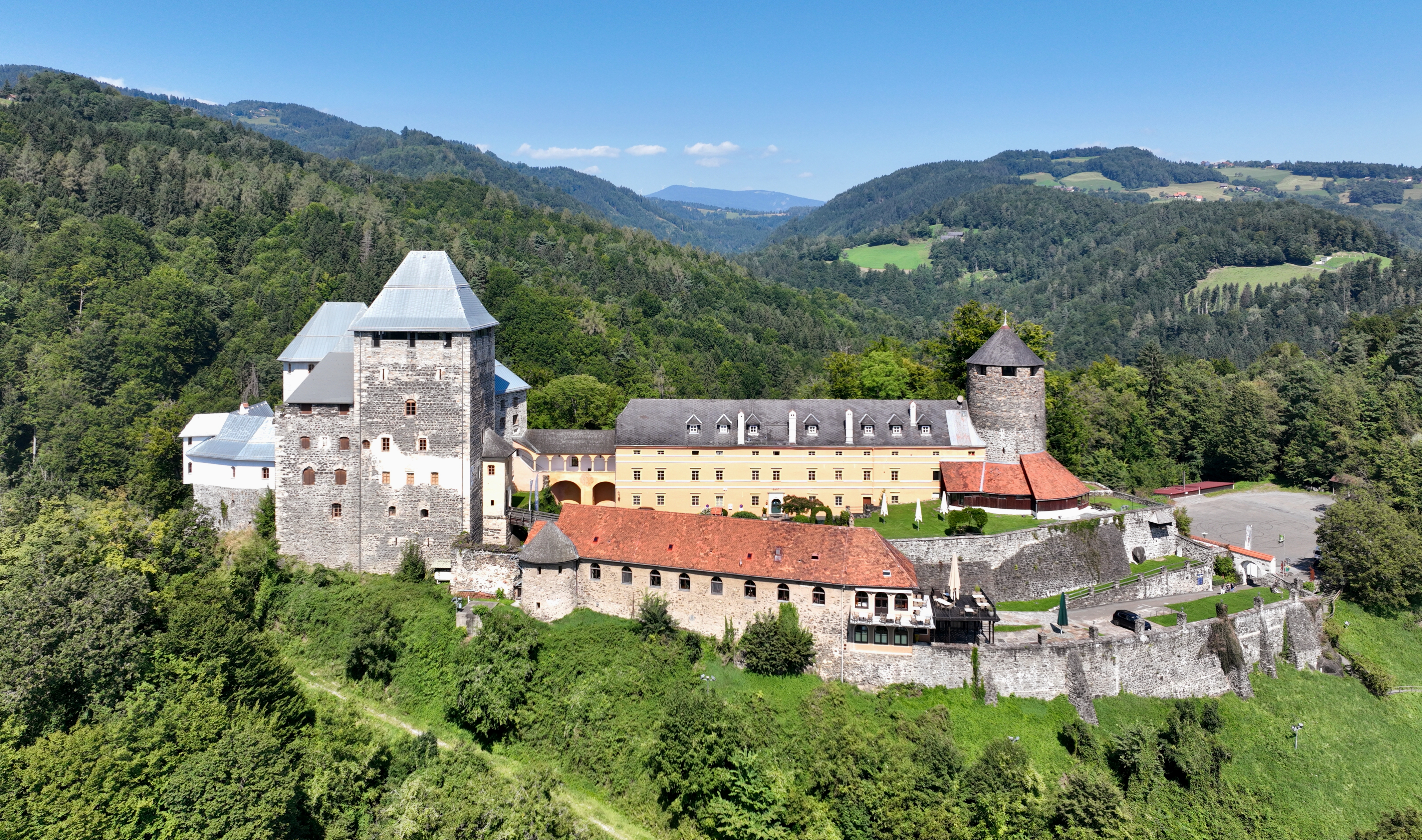
Burg Deutschlandsberg

- Die Burg Deutschlandsberg ist das Wahrzeichen von Deutschlandsberg. Sie ist seit 1932 im Besitz der Stadt und beherbergt seit 1981 das Museum „Archeo Norico“, ein Restaurant sowie ein Hotel. Das Burgmuseum wurde in den 2010er-Jahren dank der Wiedererrichtung des im 19. Jh. gesprengten Polygonalturmes und den zugehörigen Gebäuden stark vergrößert.
- Ulrichskirche: Die Kirche stammt in den Grundzügen aus dem 10. Jahrhundert und gehört somit zu den ältesten Sakralbauten der Steiermark. Sie befindet sich in der Katastralgemeinde Hörbing auf dem Ulrichsberg nahe Schloss Frauenthal. Na der Stelle der Kirche wird eine alte Burganlage vermutet, in den Mauern des Gebäudes sind zudem römische Grabsteine eingearbeitet.
- Alban-Berg-Villa: Das Gebäude stammt aus der Mitte des 19. Jahrhunderts und befindet sich im Ortsteil Trahütten. Die Villa ist nach dem Komponisten Alban Berg benannt, der hier einige Zeit lang wohnte. Die Villa ist heute ein Hotel, jedoch finden hier teilweise auch Konzerte statt.
- Das Schloss Wildbach befindet sich im gleichnamigen Ortsteil.
- Das heutige Rathaus der Stadt wurde erstmals 1322 als zur Burg Deutschlandsberg gehöriges Hofhaus erwähnt und diente als Wohnhaus für Verwalter und Beamte der Herrschaft Landsperg des Erzstiftes Salzburg. Um 1700 war es als Standort eines Kapuzinerklosters vorgesehen, welches letztlich aber in Schwanberg entstand. 1787 war es Ordinationsstätte des Arztes Anton Kristel, der dort auch eine Warenhandlung und eine Gastwirtschaft betrieb. Sein heutiges barock-klassizistisches Aussehen erhielt das Haus im 18. Jahrhundert durch den Administrator der Herrschaft Landsperg Franz Xaver Jud, der es 1795 erworben hatte. Nach dem Kauf des Hauses durch die Gemeinde im Jahr 1919 wurde es im Rahmen einer Festsitzung am 25. Juni 1925 als Rathaus eröffnet.[WR 42]
- Pfarrkirche Deutschlandsberg: Die Kirche wurde in den Jahren 1688 bis 1701 in der heutigen Form errichtet. Vorläufer war eine Marktkapelle, die bereits 1383 vom Schneider Albrecht gestiftet wurde. 1867 erhielt die Kirche ihren heutigen Turm.
- Schloss Frauenthal befindet sich im Ortsteil Hörbing nahe der Ulrichskirche. Es ist im Besitz der Familie Liechtenstein und liegt unmittelbar vom Schlossteich entfernt. Trotz Namensgleichheit mit der Marktgemeinde Frauental an der Laßnitz ist das Schloss zur Gänze auf Deutschlandsberger Gemeindegrund.
- Der Stiftungspark liegt nördlich vom Gebäude der Bezirkshauptmannschaft auf einem Hügel in der Nähe des ehemaligen Galgenfelds. Im Park befindet sich ein Denkmal für Friedrich Schiller.
- Kaiser Joseph II - Denkmal: Eine überlebensgroße Statue zu Ehren der Abschaffung der Leibeigenschaft unter Kaiser Joseph II befindet sich im Park zwischen Bahnhof und Bezirkshauptmannschaft.
- Historische Gebäude am Hauptplatz: Am Hauptplatz der Stadt befinden sich zahlreiche historische bzw. denkmalgeschützte Gebäude, unter anderem der alte Pfarrhof, das ehemalige Rathaus sowie mehrere Bürgerhäuser.
- Verpackungshalle der SOLO-Zündholzfabrik: Das Bauwerk ist das einzige noch vollständig erhaltene Gebäude der SOLO-Fabrik und steht in der Frauentaler Straße. Der historische Baustil mit den lang gezogenen Fensternischen wurde bei der Umfunktionierung nach Schließung der Fabrik beibehalten. Heute beherbergt das Gebäude einen Standort von Jugend am Werk sowie ein Café.
- Pfarrkirche Freiland bei Deutschlandsberg
- Pfarrkirche Maria Osterwitz
- Pfarrkirche St. Oswald in Freiland
- Pfarrkirche Trahütten
- Die Höllbauer-Kapelle am Wallfahrtsweg zur Wolfgangikirche oberhalb Hollenegg im Süden der Stadt ⊙ wird auf ein Gelübde aus der Zeit um 1770 zur Rettung des letzten Kindes einer Bauernfamilie zurückgeführt, nachdem bereits 10 Kinder innerhalb eines Monats verstorben waren. Sie wurde ab 2020 renoviert und am 3. Juni 2023 neu eingeweiht.[WR 43]
- Wolfgangikirche: Das Gebäude der Kirche aus dem 13. Jahrhundert in der Katastralgemeinde Neuberg liegt zur Gänze auf Gemeindegebiet der Marktgemeinde Bad Schwanberg (die Gemeindegrenze verläuft wenige Meter nördlich der Kirche), ist aber von Deutschlandsberg gut sichtbar. Es ist aufgrund der ausgezeichneten Aussicht bis ins Leibnitzer Feld und zum Schöckl ein beliebtes Wander- und Ausflugsziel.

### Mariensäule

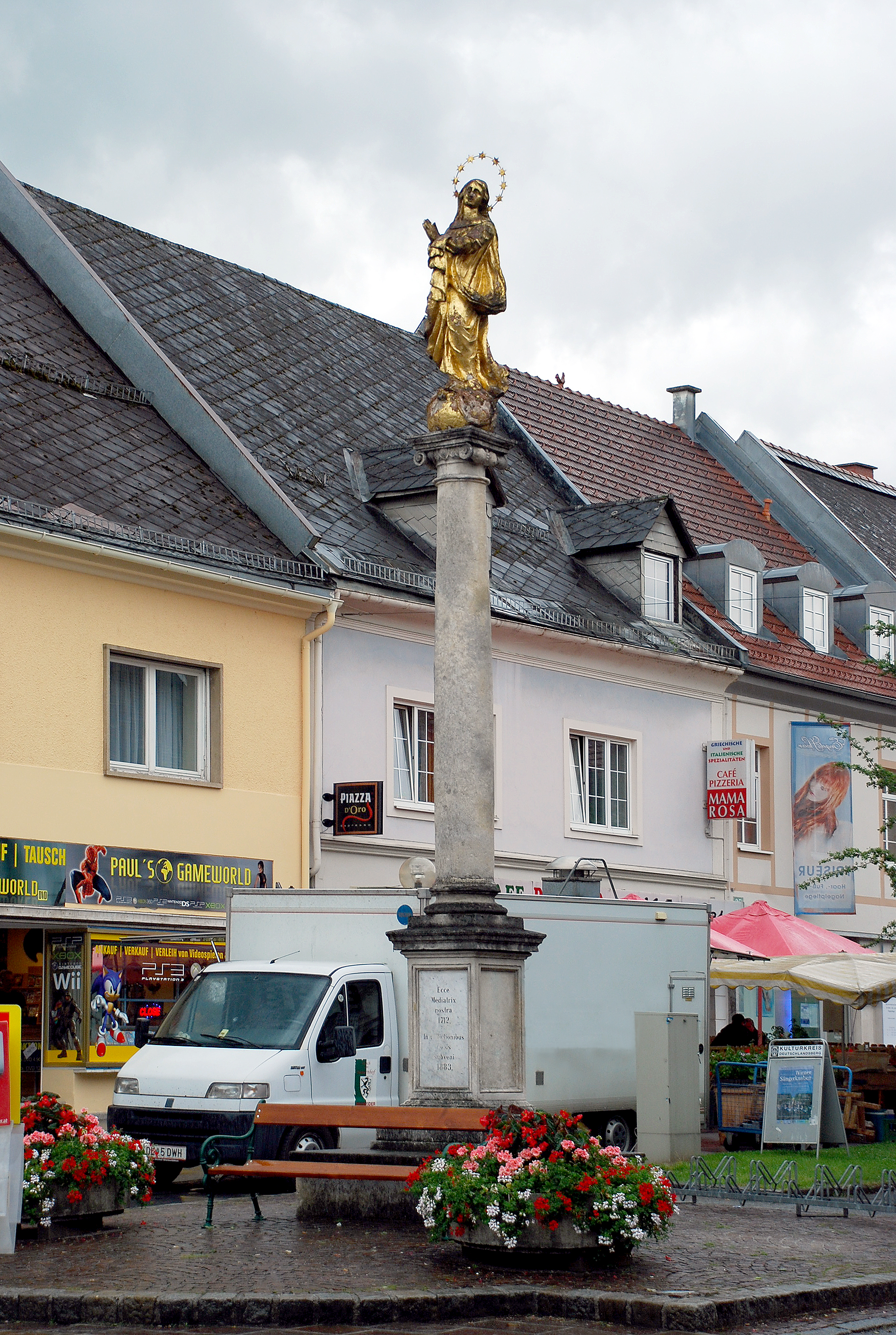
Mariensäule am Hauptplatz

Im Mittelteil des Hauptplatzes steht eine vergoldete Marienstatue auf einer Säule. Diese „Mariensäule“ wurde im Sommer 1714 geweiht, sie ersetzte ein älteres Marienstandbild („Frauensäule“), über das keine Details bekannt sind. Als Anlass für die Stiftung einer Mariensäule werden die Pestepidemie des Jahres 1680, die großen Brände 1680, 1688 und 1691 sowie die Belastungen durch die Türkenkriege angenommen. 1799, 1883, 1935 und 1975 wurde die Säule renoviert, 1903 das schadhafte Fundament erneuert und die Säule fünf Meter nach Westen versetzt, um Platz für eine Grünanlage zu schaffen. Die Inschrift „In afflictionibus nobis subveni“ am Sockel bedeutet „in unseren Bedrängnissen komm uns zu Hilfe“. Über diesem Text befindet sich der Satz „Ecce Mediatrix nostra“, was „seht hier unsere Mittlerin (von Gnade)“ bedeutet. Die Jahreszahl 1712 bei diesem Satz nennt das Jahr, in dem die Errichtung der Säule beschlossen wurde.
Gemeinsam mit der Mariensäule wurden auch die Josefsstatue am Unteren Markt und die Nepomukstatue am Uferweg in der Nähe des Rathauses angeschafft.

### Museum
Das Museum Archeo Norico ist in der Burg Deutschlandsberg beheimatet und erstreckt sich über 600 m² auf sechs Stockwerken. Es beinhaltet eine Ausstellung für Ur- und Frühgeschichte, eine Schau über den Mythos Kelten, eine Waffenausstellung, eine Folterkammer, eine Ausstellung von antikem Gold-, Silber- und Bronzeschmuck und wechselnde Sonderausstellungen.

### Archiv
Das Kultur/Geschichte-Archivs der Stadtgemeinde befindet sich am Hauptplatz 15 im 1. Stock. Dort sind Unterlagen über die Kulturgeschichte Deutschlandsbergs der Öffentlichkeit zugänglich. Eine der Grundlagen ist der umfangreiche Archivbestand von Helene und Herbert Kriegl. Die offizielle Eröffnung des Kultur/Geschichte-Archivs musste über mehrere Jahre verschoben werden und fand am 12. Mai 2022 statt.

### Czerweny-Haus
Dieses Gebäude wurde als Arbeiterwohnhaus der Zündholzfabrik von Franz Czerweny aus Anlass seines 40-jährigen Dienstjubiläums und des 60. Thronbesteigungsjubiläums des Kaisers Franz Joseph I. gestiftet. Der Stiftungsbrief nennt ein Stammkapital von 40.000 Kronen, es sollte ein Gebäude mit gesunden und billigen Wohnungen entstehen, welches die Voraussetzungen für Begünstigungen solcher Bauten erfüllte. Der Mietzins sollte um 10 bis 20 % billiger sein als der normale Mietzins gleichartiger Wohnungen in Deutschlandsberg. Eine Hälfte des Nettoertrages des Hauses sollte Tuberkulosekranke unterstützen, die andere Hälfte bedürftigen rekonvaleszenten Arbeitern zugutekommen. Das Gebäude steht seit 2013 unter Denkmalschutz.

### Musik
Deutschlandsberg bietet ein sehr reges musikalisches Kulturleben. Eine erste zwölfköpfige „Musikbanda“ war bereits 1848 aufgestellt worden, aus ihr entwickelte sich die Musikkapelle der Stadt Deutschlandsberg.
1862 wurde der Männergesangsverein (MGV) gegründet. Er war damit der erste bürgerliche Verein in der südlichen Weststeiermark auf Grundlage des Vereinspatentes 1852 überhaupt. Dieser Verein erweiterte sich 1892 um einen Damenchor und hatte 1903 ein Hausorchester. Neben anderen Veranstaltungen hielt der Verein im Zusammenhang mit dem 10. Deutschen Sängerbundfest (das in Wien stattfand und von dem aus die weitestgehend aus Deutschland kommenden Besucher die österreichischen Länder besuchen konnten) am 24. Juli 1928 ein Fest ab, zu dem allein 1700 Sänger aus Schwaben mit zwei Sonderzügen im Rahmen eines Tagesausfluges von Graz aus anreisten und sich insgesamt ca. 4000 Personen in der nur 1500 Einwohner zählenden Stadt befanden. Zwei Tage später, am 26. Juli 1928 kamen 300 Sänger des Stuttgarter Liederkranzes ebenfalls von Graz zu einem Tagesausflug in die Stadt. Das erste offizielle Auftreten des Frauenchores fand am 24. Mai 1930 statt. Der 1907 gegründete zweite Männergesangsverein im Ort, die „Sängerrunde Deutschlandsberg“ wurde 1940 mit diesem Verein vereinigt.
Als eigenständige Veranstaltung war weiters das Jugendmusikfest Deutschlandsberg, das vom Komponisten Hans Werner Henze gegründet und von Barbara Faulend-Klauser geleitet wurde, 1984 bis 2003 fixer Bestandteil des Avantgardefestivals Steirischer Herbst. Das Archiv des Jugendmusikfestivals wurde 2013 der Österreichischen Nationalbibliothek übergeben und in einem Dokumentarband festgehalten.
Im Rahmen des Deutschlandsberger Klavierfrühlings treten international bekannte Pianisten auf, wie in der Vergangenheit Paul Badura-Skoda, Elisabeth Leonskaja, Oleg Maisenberg, Leonid Brumberg und auch Swjatoslaw Richter. Regelmäßige Auftritte anderer Künstler wie des Altenberg Trios ergänzen den Konzertkalender der Stadt. Der Sologesang hat seine Heimat durch den Internationalen Sommerkurs für Operngesang „Vittorio Terranova“ und dem Internationalen Gesangswettbewerb „Ferruccio Tagliavini“.
Ansässige Vereine bereichern das Musikleben wie etwa die weithin bekannte Stadtkapelle Deutschlandsberg, der Gesangsverein Deutschlandsberg und der Schilcherlandchor. Reges Zentrum der musikalischen Ausbildung ist die örtliche Musikschule.
Die Bands, die sich hier etablierten, sind zum Beispiel die „Lonsperch Roffler“, man findet aber genauso junge Talente wie die Gruppen „Denny’s Drive In“, „Kismet“, „AudioFlow“ oder „Di Baend“, die im Irish Punk, Rock und Pop Bereich tätig sind.

### Theater und Kino
Der Bereich des darstellenden Spiels wird vom Theaterzentrum Deutschlandsberg abgedeckt. Dabei setzt das Theaterzentrum Deutschlandsberg vor allem auf die Jugend, welche schon früh in den tatsächlichen Spielbetrieb eingebaut wird.
Erste Theateraufführungen sind für 1858 durch das „Markttheater Deutschlandsberg“ dokumentiert, das in verschiedenen Gaststätten auftrat. Der Bau eines eigenen Theatergebäudes wurde in den Jahren um 1874/75 überlegt, es kam aber nicht dazu. 1885 traten in Deutschlandsberg Gäste des damaligen Grazer Landestheaters auf.
Das erste Kino von Deutschlandsberg, das „Lichtspieltheater Faulend“ befand sich in der Kirchengasse. Es wurde bis 1985 von der Familie Faulend betrieben.

### Veranstaltungen
Alljährlich findet in der Stadt auf den Schilcherbergen rund um die Burg das Fest „Schilcherberg in Flammen“ statt. Innerhalb der letzten Jahre hat sich dieses zu einer großen Tourismusattraktion gewandelt. Das wiederentdeckte Fest greift dabei auf alte Traditionen zurück. Ursprünglich wurde das Fest auch Jacobifest genannt.
Zu den Höhepunkten dieses Festes gehören neben den Vorführungen rund um die Burg auch die große Pyrotechnikshow die jedes Jahr Menschen aus der ganzen Steiermark – und sogar Touristen aus dem Ausland – anzieht.
Der Kaufmann Karl Trücher gründete Anfang der 1960er-Jahre eine Mädchengarde, die bis zum Fasching 1970 bestand und die auch einen eigenen Mädchengardeball abhielt. In den 1960er-Jahren gab es bis zu 12 Bälle in der Faschingszeit.

### Klause

#### Engtal der Laßnitz, Ausbaupläne
Die Klause ist ein geschütztes romantisches Felstal im Westen von Deutschlandsberg, das von der Laßnitz durchflossen wird. Diese Klamm ist in Gneise und Glimmerschiefer eingeschnitten, ihre steilen Hänge sind von felsigen Stellen durchsetzt. Ihr Klima ist feucht, hat wenig Sonne und relativ geringe Temperaturunterschiede. Die Bewaldung gehört zur unteren Buchenwaldstufe.

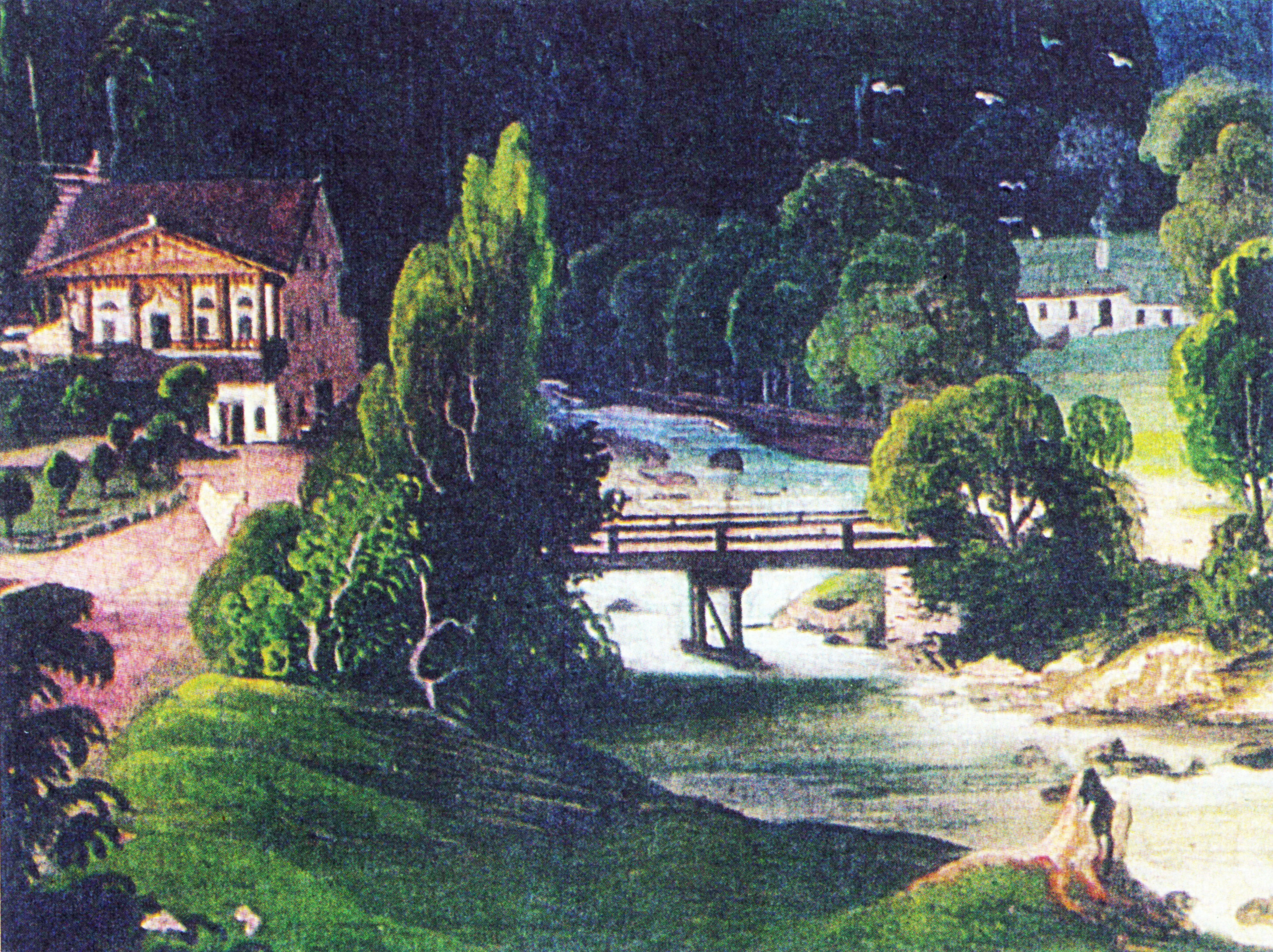
Klauseneingang und Frizberghaus, Gemälde vom Jakob Wibmer (1814-1881), um 1855

Die Klause ist durch einen Fußweg erschlossen, der an einer (nie bewohnten) Einsiedelei vorbei auf die das Tal überragende Burg Deutschlandsberg führt. Die Klause wurde nach 1811 vom damaligen Besitzer Moritz von Fries  und dessen Oberförster Sebastian Hofer mit Wegen und („als romantisches Attribut“) den Gebäuden der Einsiedelei ausgestattet. Von den späteren Besitzern aus der Familie Liechtenstein wurde die Anlage weiter erhalten. Der Aufwand dafür war hoch, weil Hochwässer der Laßnitz immer wieder Anlagen wegrissen und 1867 die Kapelle der Einsiedelei durch Blitzschlag zerstört wurde. Sie wurde 1887 von Henriette von Liechtenstein wieder aufgebaut. 1890 wurden die gesamten Weganlagen in der Klause für die Öffentlichkeit freigegeben, wobei allerdings die Gemeinde einen Teil der Erhaltungskosten zu übernehmen hatte. Der Ansturm an Besuchern war so stark, dass zeitweise Tafeln für ein Betretungsverbot aufgestellt waren, was lange Diskussionen im Gemeinderat der Stadt auslöste. In den Jahren nach 1923 verfiel die Anlage mangels finanzieller Mittel und wegen der Notlage der Bevölkerung. Allein 1931 wurden 24 Personen bei Holzdiebstählen ertappt, Diebe horteten in einer Höhle ihre Beute. Nach 1938 verfiel die Anlage weiter, eine Räuberbande hatte dort ihr Quartier. Die Anlage wurde 1948 restauriert und am 27. Juni 1948 wieder eröffnet.
Die Einsiedelei wurde im Dezember 2012 durch einen Felssturz zerstört und am 23. August 2013 renoviert eröffnet. Sie wurde 2014 durch umgestürzte Bäume nochmals zerstört, aber ebenfalls wiedererrichtet.
Anlass für den Ausbau der Klause war ursprünglich der Wunsch, Holzbestände des oberen Laßnitztales für die Messingfabrik in Frauental zu nutzen. Umfangreiche Waldbestände bei der Handalm und der Landsberger Brendl sowie im Buchwald des Amtes Trahütten sollten abgeholzt und das Holz über Triftanlagen der Laßnitz abtransportiert werden. Dafür wurde ein Wegenetz für die Triftarbeiter geschaffen, das später ausgebaut und auch für die Öffentlichkeit geöffnet wurde. Der Holzrechen wurde auch für Bringungsarbeiten anderer Forstwirtschaften genützt. Teile der Ausmauerungen der Triftanlagen sind sichtbar geblieben, z. B. unter dem Falkenstein. Maßgebend für die Öffnung waren der Besitzer der liechtensteinischen Güter (damals ein Fideikommiss), Franz de Paula von und zu Liechtenstein, der Gründer der Zündwarenfabrik Florian Pojatzi und der Mühlenbesitzer Carl August Schleicher. Sie wurden vom Brauereibesitzer Michael Friz Edler von Frizberg unterstützt, der am Klauseneingang eine Bierbrauerei mit angeschlossener Gaststätte „Zur Bierhalle“ errichtete.
Die Nutzung der Laßnitz für die Holztrift wurde später durch eine Waldbahn abgelöst. Die Waldbahn Deutschlandsberg verlief nicht durch die Klause, sondern verließ das Laßnitztal an der nördlichen Grenze der Klause durch einen Tunnel Richtung Osten und führte im Norden um die Stadt herum weiter zum Sägewerk Deutschlandsberg beim Bahnhof der Stadt. Nur in der Bauphase der Waldbahn bestand ab 1921 eine provisorische Bahnanlage durch die Klause, die erst 1923 abgetragen wurde.
Zu Beginn des 20. Jahrhunderts gab es Pläne, am Klauseneingang einen Staudamm für ein Elektrizitätswerk zu errichten. Das kam nicht zustande, weil das Wasserrecht, das dem damaligen Besitzer Fürst Alfred von und zu Liechtenstein zustand, nicht zu diesem Zweck freigegeben wurde, weil es nicht der Allgemeinheit dienen solle. Dessen Sohn Franz stand den Plänen aufgeschlossener gegenüber und richtete auch zu diesem Thema ein Schreiben an die damals zuständige Fideikommissbehörde, Proteste des Verschönerungsvereins folgten. Das Projekt wurde nicht umgesetzt.
Am Weg befindet sich eine Reihe von Tafeln mit kurzen Inschriften. Ihre Texte stammen aus Werken von Seneca, Goethe, Friedrich von Matthisson und Schiller.

#### Naturschutzgebiet
Die Deutschlandsberger Klause ist Naturschutzgebiet (NSG-c19): Das Schutzgebiet erstreckt sich auf einer Länge von rund 1200 Metern mit einer Ausdehnung von etwa 27 ha und einer durchschnittlichen Seehöhe von 400 bis 500 Metern zu beiden Seiten der Laßnitz. Es dient dem Schutz seiner Pflanzengesellschaft (Buchenwald, Kräuter, Farne, Moose).
Die Deutschlandsberger Klause ist weiters in einem Bereich von 22,7 ha ein NATURA-2000-Schutzgebiet (Europaschutzgebiet). Schutzgüter sind die Lebensräume der dort wachsenden Pflanzen. Die nähere Beschreibung lautet:
„Die Schluchtstrecke, im steirischen Randgebirge gelegen, wird von Bergsturzhalden aus grobem, blockigem Material durchzogen. Die Flußstrecke des Lassnitzbaches bietet ein abwechslungsreiches Bild mit Kolken, Inselbildungen und großen Felsblöcken. Kleine Waldbäche, Rieselfluren und Sickerstellen treten an den steilen Hängen auf.“

### Burgegger Lisl
Dabei handelt es sich um eine Klapotetz, ein windbetriebenes Klapperrad, das die Funktion einer Vogelscheuche hat. Das Gerät wird jährlich um den 25. Juli (St. Jakobstag, Jakobi) in Burgegg im Weingarten der ehemaligen Winzerei der Pfarrkirche Trahütten aufgestellt und verbleibt dort bis in die Zeit der Weinlese. Der Name wird mit der Mutter eines früheren Pfarrers aus Osterwitz, zu dessen Pfründe der Weingarten gehörte, in Verbindung gebracht. Das ist allerdings nicht verifizierbar. Die Burgegger Lisl ist Eigentum der Stadtgemeinde, von 1969 bis 2019 wurde sie beim Anwesen Lenz aufgestellt, sie wurde 2022 grundlegend renoviert. Sie läuft seitdem auf einem Kugellager und besteht aus einem Grindel aus Eichenholz, dem Schlagwerk mit acht Schlegeln aus Esche, einem Klangbrett aus Kirsche, vier je 6,4 m langen Flügeln und dem tragenden Baum aus Fichtenholz mit einer Gesamthöhe von 12 m. Seit 2022 wird sie jedes Jahr beim Buschenschank Resch aufgestellt.

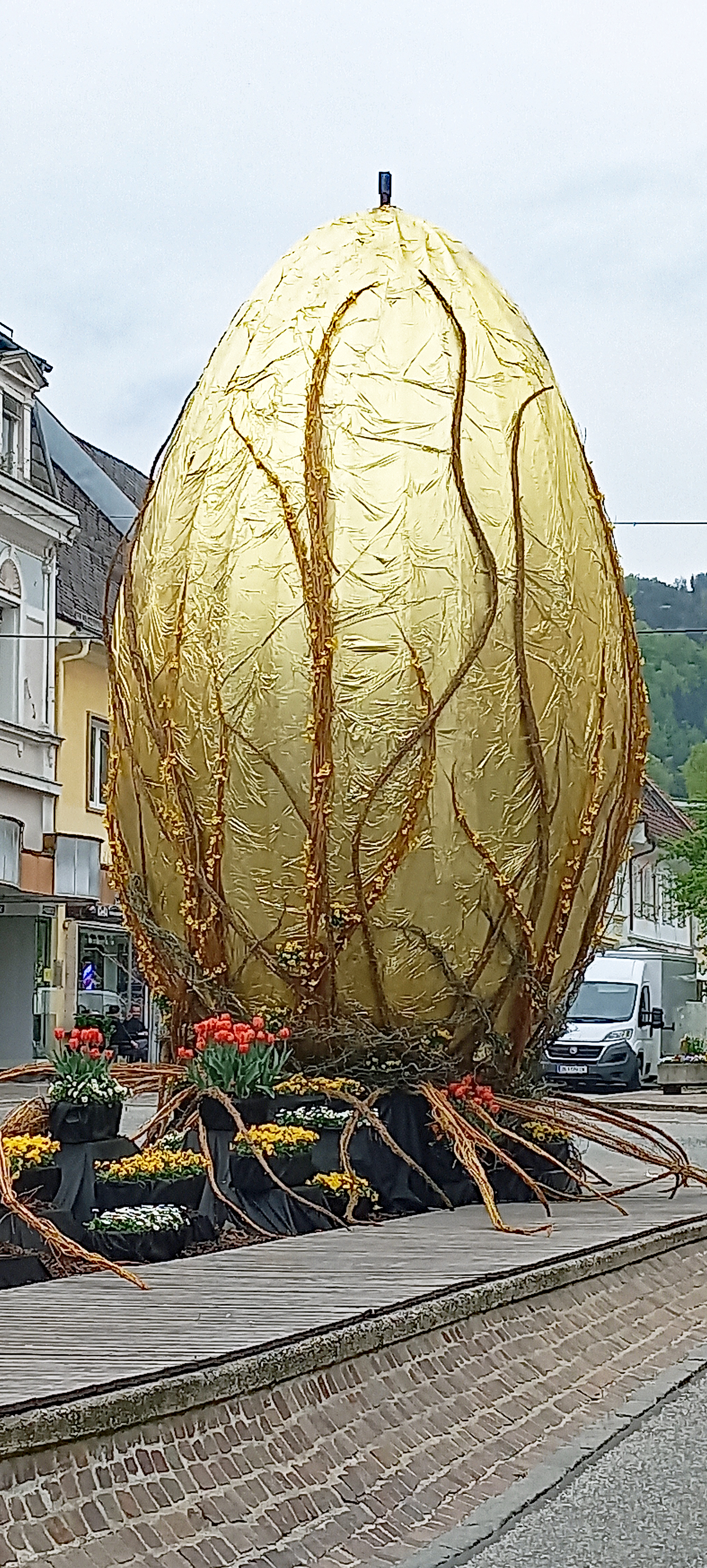
Osterei am Hauptplatz 2025

### Ortsbildgestaltung, Osterei
Im Rahmen des europäischen Wettbewerbes „Entente Florale Europe“ wurde die Stadt 2009 mit einer Silbermedaille in der Kategorie Stadt ausgezeichnet.
Seit 1997 wird auf dem Hauptplatz jährlich (ausgenommen 2020) ein großes Osterei aufgestellt, das jedes Jahr mit verschiedenen Motiven geschmückt wird. Es ist mit einer Höhe von ca. 8,6 m, Breite von 3,4 m und einem Gesamtgewicht von ca. 600 kg eines der größten seiner Art in Österreich. Das Ei wird durch eine Stahlkonstruktion getragen, für die Oberflächengestaltung seiner ca. 60 m² werden jährlich abwechselnd verschiedene Personen oder Stellen herangezogen (Künstler, Schulklassen usw.). 2022 waren dies Heinz Aschenbrenner aus Innsbruck und Gilbert Kleissner aus Graz. 2025 war das Ei mit goldener Folie überzogen und in einem Geflecht von Wurzeln verankert.

### Sport
Bekannte sportliche Veranstaltung in Deutschlandsberg ist der Ölspurlauf für Läufer und Nordic Walker. Seit 2007 veranstaltet der örtliche Triathlon Club alljährlich im September den „City Duathlon Deutschlandsberg“ (Laufen – Radfahren – Laufen), mittlerweile einen der größten Duathlons Österreichs (in den Jahren 2012, 2014 und 2015 war der Verein Ausrichter der Österreichischen Duathlon Staatsmeisterschaften).
Die Weltradsportwoche wurde 2012 zum 25. Mal in Deutschlandsberg abgehalten, danach aber mangels weiterer Subventionen eingestellt.
Der Fußballverein von Deutschlandsberg ist der Deutschlandsberger SC, aus dessen Jugend unter anderem Gernot Fraydl hervorging, der in den 1960er Jahren 27 mal das Tor der Nationalmannschaft hütete. Der im Jahr 1935 gegründete Verein spielt seit der Saison 2015/16 in der Regionalliga Mitte.
Der Tennisverein Deutschlandsberg wurde 1902 von Ernest Rathausky und Robert Czerweny gegründet, der Platz 1903 auf dem Trattenschlossergrund geschaffen.

### Jugend
Das Jugend- und Kulturzentrum SUBWAY wurde 2010 zwecks Umstrukturierung geschlossen. Ein Jugendgästehaus wurde 2006 fertiggestellt und dort befinden sich auch Räumlichkeiten, die für kleinere Tagungen und Seminare und andere Veranstaltungen genutzt werden können. Weiters gibt es eine Jugendgruppe, die sich in den Räumen der Deutschlandsberger Pfarre aufhält. Am Programm stehen dort auch Ausflüge und kulturelle Ereignisse.

### Bienenstock Bunker
Dieses 2003 entstandene Werk von Chris Burden, auch „Poured Concrete Bunker“ genannt, war bis 2021 beim Bahnhof Deutschlandsberg aufgestellt (östlich vom Hauptgebäude, später vorübergehend beim Abstellgleis am Bahnübergang) und wurde im Rahmen der Neugestaltung des Bahnhofs als Leihgabe der GKB und der Stadtgemeinde Deutschlandsberg dem Österreichischen Skulpturenpark in Premstätten bei Graz übergeben.

## Wirtschaft und Infrastruktur

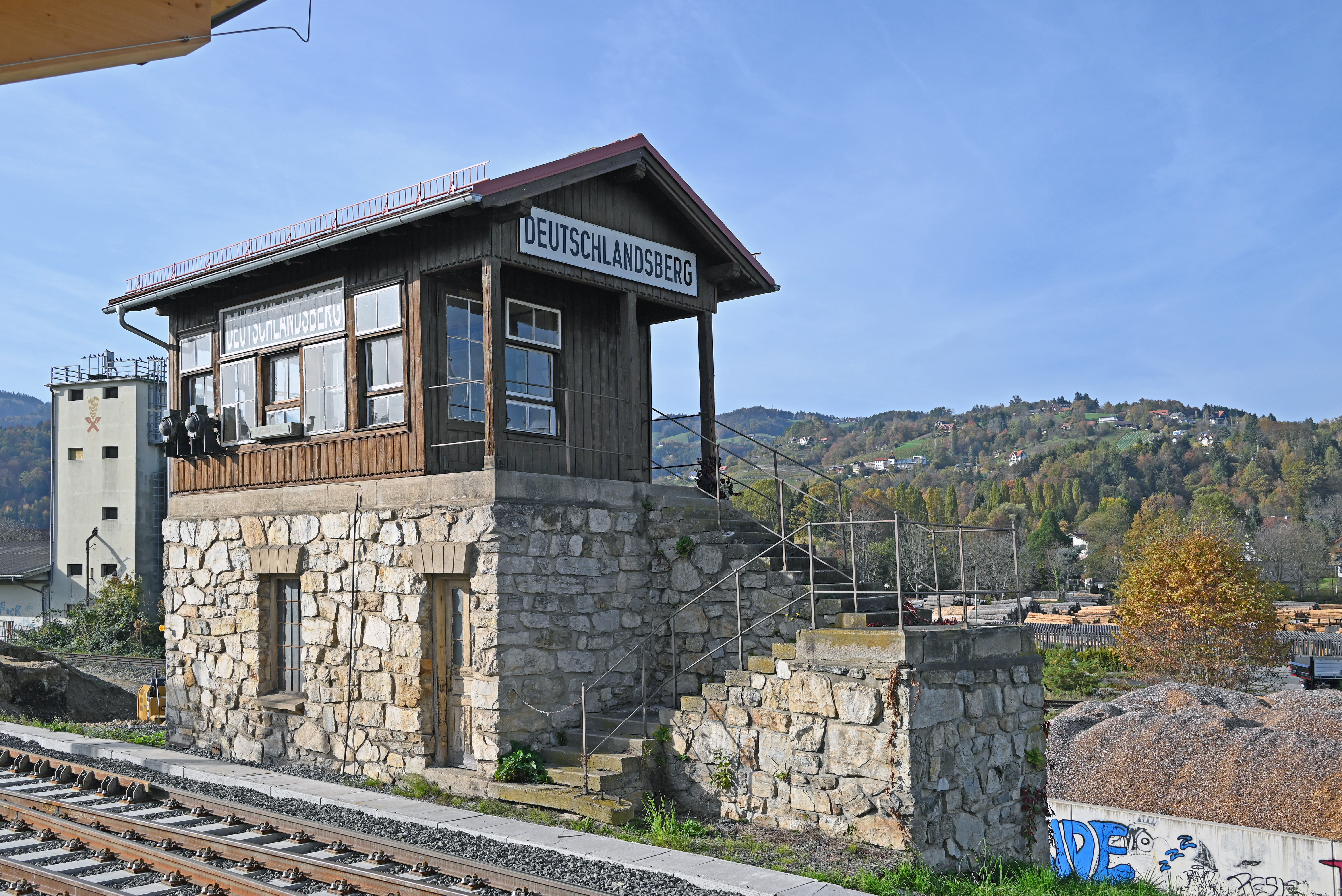
Historisches Stellwerk am Bahnhof Deutschlandsberg. Die lange Zeit gegebene Begrünung wurde im Zug der Umbauarbeiten zur Elektrifizierung entfernt

### Verkehr
Deutschlandsberg ist über die Wieserbahn (GKB), die als S6 und S61 in das steirische Schnellbahnnetz aufgenommen wurde, mit dem Zentralraum Graz verbunden. Der Bahnhof Deutschlandsbergs trägt seit 2020 den Namen „Deutschlandsberg Stadt“. Die Strecke wird bis 2025 elektrifiziert. Die GKB bedient diese Strecke bis dahin mit dieselelektrischen Zügen (Stadler-GTW 2/8), die es ermöglichen, eine Verbindung zwischen Deutschlandsberg und Graz mit Fahrtzeiten von 40 Minuten über das erste Teilstück der Koralmbahn anzubieten. Durch die Koralmbahn und den zu errichtenden Bahnhof Weststeiermark soll ab 2025 der Anschluss der Region Deutschlandsberg an das hochrangige Eisenbahnnetz verbessert werden.
Das Sägewerk in Deutschlandsberg nördlich des Bahnhofes der GKB war bis zur Einstellung der schmalspurigen Waldbahn Deutschlandsberg auch deren Endpunkt. Aus dem Bahnhof Deutschlandsberg führt weiters ein 622 m langes normalspuriges Anschlussgleis in das Sägewerk, wo aber nur mehr ca. 30 m Gleis für Ladearbeiten zur Verfügung stehen würden. Da die Anschlussbahn aber wegen ihres schlechten Zustandes (vermorschte Schwellen etc.) ohnedies gesperrt ist, wird der Gleisanschluss nicht verwendet. Eine Abzweigung dieses Gleises schloss ein landwirtschaftliches Lagerhaus an die Bahn an, es ist verwachsen und kann ebenfalls nicht verwendet werden. Der Bau des Sägewerkes wird als Voraussetzung für die Genehmigung der Waldbahn als begünstigter Eisenbahnbau genannt, wodurch auch Grundstücksenteignungen möglich geworden wären.
Die erste Tiefgarage Deutschlandsbergs wurde am 9. September 2016 eröffnet. Sie befindet sich am östlichen Ende des Hauptplatzes (Standort des früheren Hotels Rainer) und hat über 90 PKW-Abstellplätze, von denen 57 als Kurzparkzone kostenfrei bis zu drei Stunden von der Gemeinde zur Verfügung gestellt werden.
Der Postdienst begann mit 1. September 1887 mit einer „Briefsammlung“, die bei der Apotheke geführt wurde. Ab 1870 gab es Postanweisungen, ab 1883 den Postsparkassendienst, ab 1889 den Telegrafendienst und ab 1905 den Fernsprechdienst. Ab 1908 betreuten Landbriefträger auch die Orte der Umgebung. 1967/68 wurde das Gebäude des Post- und Telegrafenamtes errichtet, das von 1983 bis 1987 erweitert und am 29. Jänner 1987 neu eröffnet wurde.

### Ansässige Unternehmen
Deutschlandsberg ist Einkaufsstadt für die Weststeiermark mit Niederlassungen großer Anbieter.
Die Sparkasse Deutschlandsberg (nun: Steiermärkische Sparkasse) nahm ihren Betrieb am 1. Februar 1866 auf. Sie verwaltete neben einer Reihe anderer Widmungen auch die Dr.-Knaffl-Stiftung, deren Zinsertrag den Gemeindeangehörigen zugutekam, die keine andere Gemeindeversorgung erhielten. Ihr Stifter war Rechtsanwalt mit Sitz im Sparkassengebäude in der Schulgasse, er hatte 1912 ein Buch über die Geschichte Deutschlandsbergs veröffentlicht.
Das wichtigste Unternehmen für die Stadt ist der Halbleiterhersteller Epcos (ehemalige Teilsparte der Siemens AG). Das japanische Elektronik-Unternehmen TDK übernahm den Betrieb 2008/09 und baute es zu einem Entwicklungs- und Produktionszentrum aus. 2023 war dieses Werk mit 70.000 m² das größte TDK-Werk in Europa.
Weitere wichtige Unternehmen sind SVI Austria GmbH (ehem. Seidl Elektronik), LOGICDATA Electronic & Software Entwicklungs GmbH sowie Kaiser Systeme. Einer der ersten Betriebe Deutschlandsbergs, der sich mit neuen Techniken beschäftigte, war 1966 die „Eldra“ in der Frauentalerstraße, die mit einer Lackdraht- und Kondensatorenproduktion begann. Ihre Gebäude wurden 1999 abgerissen, an ihre Stelle trat ein Fachmarktzentrum.

### Sicherheit
Deutschlandsberg ist Sitz des Bezirkspolizeikommandos Deutschlandsberg mit angeschlossener Polizeiinspektion. Diese ist für die Gemeinden Deutschlandsberg und Frauental an der Laßnitz örtlich zuständig.

### Hochwasserschutz
Die Laßnitz fließt durch das Siedlungsgebiet von Deutschlandsberg und hat ein großes Einzugsgebiet im Westen der Stadt, die damit nach starken Gewitterregen immer wieder von Hochwasser bedroht ist. Um diese Gefahren zu verringern, wurde 2023 beim Klauseneingang ein Rückhaltebecken und ein Unholzrechen erbaut, wodurch bei Hochwasser im Fluss treibende Baumstämme und angeschwemmtes Geröll noch vor dem Stadtgebiet abgefangen werden sollen (eine Aussage über die weitere Verwendbarkeit, z. B. Holz als Hackschnitzel, ist damit nicht verbunden). In diesem Bereich (in Höhe der Abzweigung der Burgstraße) befand sich schon ab 1876 ein Holzrechen, bei dem das gefällte und getriftete Holz aus den Wäldern des Forstbetriebes der Familie Liechtenstein am dem Oberlauf des Flusses gesammelt und weiter transportiert wurde. Davor hatte bereits 1869 das Unternehmen Carl Franz einen Mühlgang bis zu den Anlagen der Papierfabrik gebaut. 1891 wurde der Rechen neu errichtet.

### Feuerwehr
Das Feuerwehr-Einsatzzentrum in der Verdroß-Straße 7 ⊙ wurde 1991 eröffnet. Davor befand sich das Rüsthaus ab 1960 in der Rathausstraße, sein Vorgänger auf der Ziegelplatzwiese (heutige Polytechnische Schule).

### Medien
Die Wochenzeitung „Weststeirische Rundschau“ (WR) wird seit 1927 in Deutschlandsberg herausgegeben, sie bringt Nachrichten und Veranstaltungshinweise für den politischen Bezirk Deutschlandsberg. Am Hauptplatz befindet sich das Redaktionsbüro der „Woche Deutschlandsberg“.

### Öffentliche Einrichtungen

#### Kommunale Einrichtungen
Wichtige kommunale (durch die Gemeinde getragenene) Einrichtungen von Deutschlandsberg: zwei Seniorenwohnheime, Koralmhalle (Turnhalle, Veranstaltungszentrum und permanente Fotogalerie) und das Laßnitzhaus (Kulturzentrum). Weiters gibt es noch verschiedene Angebote für Menschen mit Behinderung (z. B. Werkstätten, Qualifizierung für den Arbeitsmarkt, Intensiv betreutes Wohnen der Caritas Steiermark).

#### Landeskrankenhaus
Das LKH Deutschlandsberg (bis Ende 2024 LKH Weststeiermark, Standort Deutschlandsberg, ab 2025 Teil des LKH Südweststeiermark mit Wagna und Bad Radkersburg) gehört zur Krankenhausbetriebsgesellschaft KAGes des Landes Steiermark. Es wurde 1984 eröffnet, im Dezember 2023 wurde es um eine Palliativstation erweitert. Vorher hatte es in Deutschlandsberg im 15. Jahrhundert bereits ein „Marktspital“ an der Kreuzung Holleneggerstraße-Untere Schmiedgasse gegeben, das aber eher die Funktion eines Altersheimes hatte. Im Dezember 1883 wurde das erste Krankenhaus am Ort der Musikschule eröffnet, weitere Versuche in den Jahren 1928 und 1946, ein Krankenhaus zu errichten, waren nicht erfolgreich. Auch der Versuch, die Piebervilla in ein Privatspital umzuwandeln, wurde nicht umgesetzt.

### Bildung
Schulen in Deutschlandsberg (inkl. eingemeindete Gemeinden mittels der Steirischen Gemeindestrukturreform):
- Volksschulen Bad Gams, Deutschlandsberg, Kloster, Trahütten, Wildbach
- Neue Mittelschule 1 (ehem. Hauptschule I)
- Neue Mittelschule 2 (ehem. Hauptschule II)
- Sternschule Deutschlandsberg (Montessori)
- BG und Bundesoberstufenrealgymnasium (BORG), Pädagogischer Panther 1999[90] Zu Beginn des Schuljahres 2020/21 wurde eine erste Klasse ab der Gymnasiums-Unterstufe („gymnasiale Langform“) begonnen, für das folgende Schuljahr waren bereits zwei erste Klassen geplant.[WR 77] Diese Klassen wurden vorerst als dislozierte Klassen des BG Rein geführt, ab dem Schuljahr 2022/23 gehört eine AHS-Unterstufe auch offiziell zum BG/BORG Deutschlandsberg.[WR 78] Das wurde am 24. November 2022 mit einem Festakt unter Anwesenheit des Bildungsministers gefeiert.[WR 79]
- Bundeshandelsakademie/Bundeshandelsschule
- Hauswirtschaftsschule Schloss Frauenthal (2021 geschlossen)
- Polytechnische Schule
- Produktionsschule Deutschlandsberg
- HLW/FW Deutschlandsberg
- Dislozierung der HTBLuVA Graz-Gösting (Tagesbulme), Abendbulme Deutschlandsberg; bei der HTBLuVA Graz-Gösting handelt es sich nach Stand 2016 um die kleinste HTL Österreichs[91]

Musikschulen in Deutschlandsberg:

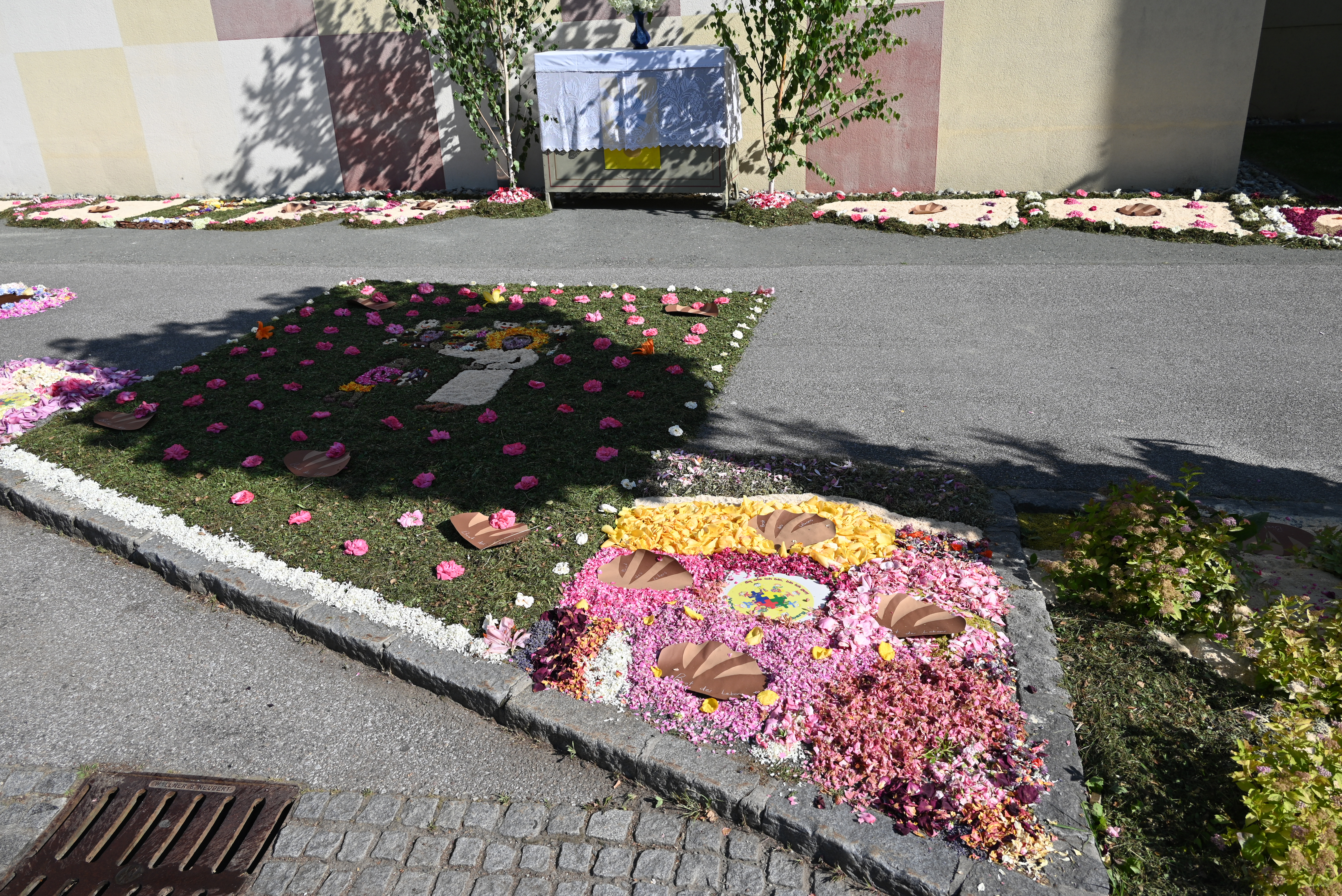
Blumenteppiche zu Fronleichnam 2025 vor der Volksschule in der Schulgasse

- Musik- und Kunstschule Deutschlandsberg (öffentlich)
- Musikschule Bad Gams (privat)

Kindergärten in Deutschlandsberg:
- Kindergarten Dr.-Hans-Kloepfer-Weg
- WIKI-Kindergarten Bad Gams
- Kindergarten Erlenweg
- Heilpädagogischer Kindergarten der Stadtgemeinde Deutschlandsberg
- Kindergarten Wildbach
- Kindergarten Trahütten
- Kindergarten Kloster
- Kindergarten Obere Schmiedgasse
- Sternderlhaus (Kindergarten der Sternschule Deutschlandsberg)

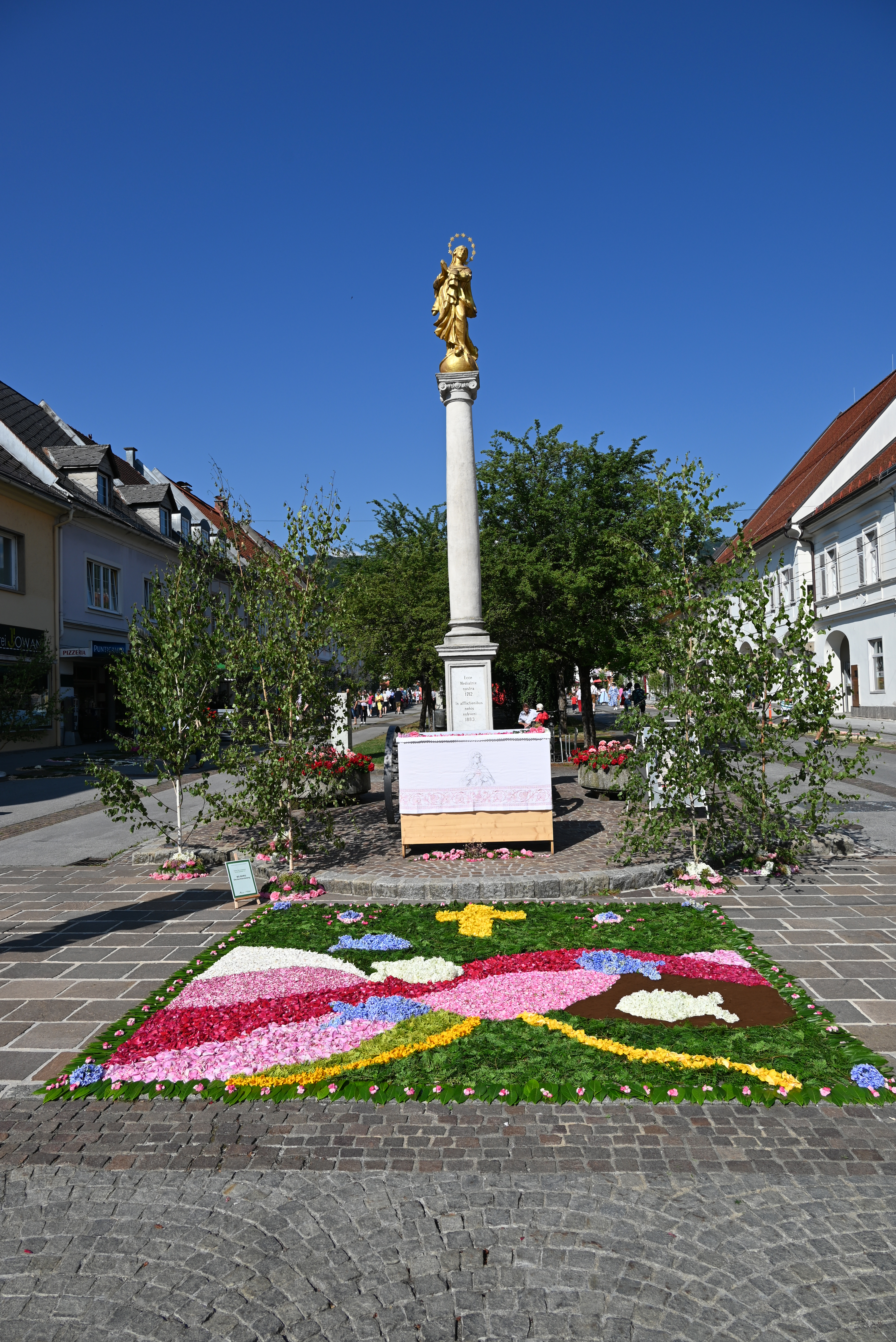
Blumenteppich zu Fronleichnam 2025 vor der Mariensäule

### Glaubensgemeinschaften

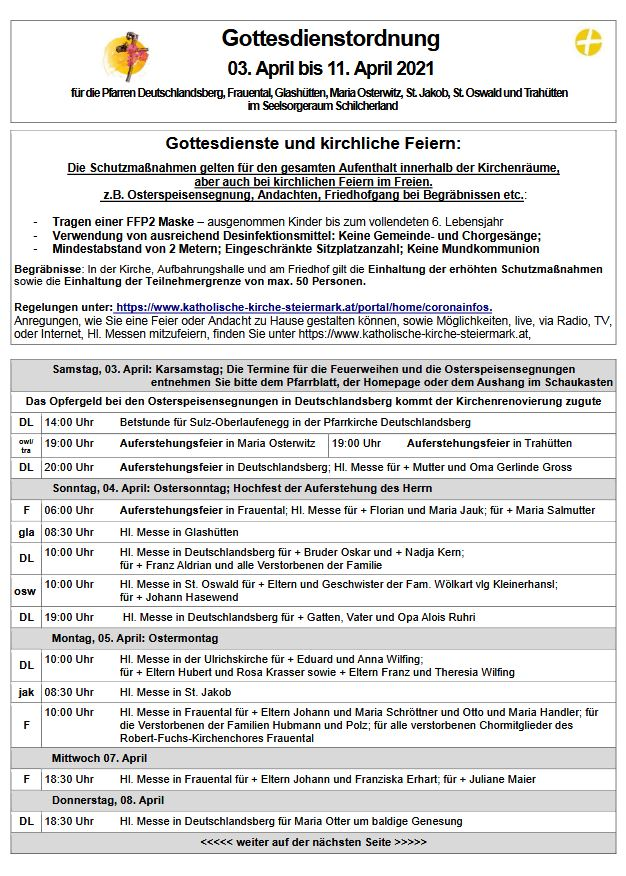
Gottesdienstordnung der Pfarre 2021 mit Nennung des Seelsorgeraumes Schilcherland

- Die römisch-katholische Pfarre Deutschlandsberg gehört zum Seelsorgeraum Schilcherland in der Region Südweststeiermark der Diözese Graz-Seckau, der die Pfarren im Norden des Bezirks Deutschlandsberg umfasst.[92] Sie war bis Ende August 2018 Sitz des Dekanats Deutschlandsberg.[WR 80] Die Pfarre Deutschlandsberg war Zentrum des Pfarrverbandes Deutschlandsberg. Zu diesem Verband gehören auch die Pfarren Maria Osterwitz, St. Oswald in Freiland, St. Jakob in Freiland und (seit September 2009) Frauental an der Laßnitz. Der Pfarrverband endete mit 1. September 2020 mit der Aufnahme der Tätigkeit des Seelsorgeraumes, wobei eine informelle Zusammenarbeit einzelner Pfarren im Seelsorgeraum weiterhin möglich blieb. Im Seelsorgeraum wurden die Pfarren Bad Gams, Deutschlandsberg, Frauental an der Laßnitz, Glashütten, Maria Osterwitz, St. Jakob in Freiland, St. Josef/Weststeiermark, St. Oswald in Freiland, St. Stefan ob Stainz, Stainz und Trahütten organisatorisch zusammengeschlossen, die jeweilige Rechtspersönlichkeit blieb bestehen.[93]

Ebenfalls mit September 2009 trat der seit über vierzig Jahren in Deutschlandsberg tätige Dechant Johann Kollar († 24. September 2012) in den Ruhestand. Nach seinem Nachfolger Michael Riemer und dem Provisor Clemens Grill (2012/13) wurde mit István Holló am 8. September 2013 ein neuer Pfarrer installiert. Holló erhielt im März 2024 den Ehrentitel „Geistlicher Rat“.
Das Fronleichnam-Fest in der Pfarre ist bekannt für die Blumenteppiche, die an der Route des Umzuges bei Altären und anderen Stellen aufgelegt werden. Diese Teppiche bestehen aus verschiedenfarbigen Blumenblütenblättern, die nach vorgezeichneten Schablonen am Boden händisch gelegt werden. Der Brauch wurde unter Dechant August Bossi (1899–1903) aus Italien übernommen, setzte sich aber nur langsam durch. Unter seinem Nachfolger Dechant Rudolf Schelch (1904–1907) wurde er mit kleinen Blumenumrandungen bei den Altären fortgesetzt. Ein erster Blumenteppich am Hauptplatz wurde 1936 durch die Schneidermeisterin Hedwig Bretterklieber angelegt, von der diese Aufgabe (die NS-Zeit 1939–1945 ausgenommen) über 40 Jahre betreut wurde. Auch in anderen Pfarren des Seelsorgeraumes wie Frauental, Bad Schwanberg oder Eibiswald werden Blumenteppiche gelegt.
- Das Gebiet von Deutschlandsberg gehört zur Evangelischen Pfarrgemeinde A.B. Stainz-Deutschlandsberg.
- In Deutschlandsberg gibt es einen Königreichssaal der Zeugen Jehovas.
- Weiters haben die Siebenten-Tags-Adventisten eine Kirche im Stadtgebiet.

## Politik

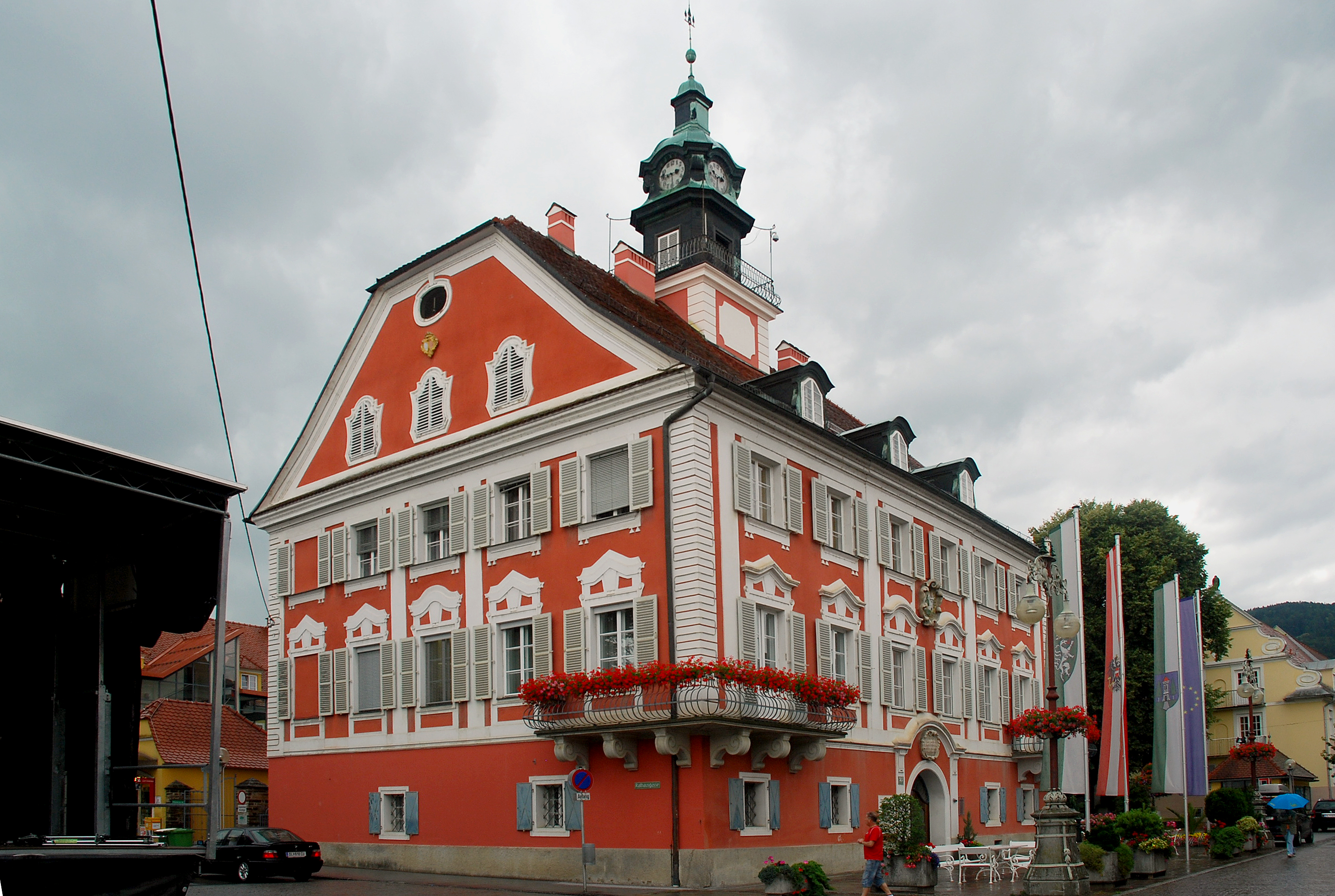
Rathaus

### Gemeinderat
Der Gemeinderat hat 31 Mitglieder.
- Mit den Gemeinderatswahlen in der Steiermark 2000 hatte der Gemeinderat folgende Verteilung: 17 SPÖ, 6 ÖVP und 2 FPÖ.
- Mit den Gemeinderatswahlen in der Steiermark 2005 hatte der Gemeinderat folgende Verteilung: 19 SPÖ, 4 ÖVP, 1 FPÖ und 1 GRÜNE.[94]
- Mit den Gemeinderatswahlen in der Steiermark 2010 hatte der Gemeinderat folgende Verteilung: 17 SPÖ, 5 ÖVP, 1 GRÜNE, 1 FPÖ und 1 BZÖ.[95]
- Mit den Gemeinderatswahlen in der Steiermark 2015 hatte der Gemeinderat folgende Verteilung: 18 SPÖ, 6 ÖVP, 4 FPÖ, 2 GRÜNE und 1 KPÖ.[96]
- Mit den Gemeinderatswahlen in der Steiermark 2020 hat der Gemeinderat folgende Verteilung: 20 SPÖ, 5 ÖVP, 4 GRÜNE, 1 FPÖ und 1 KPÖ.[97]
- Mit den Gemeinderatswahlen in der Steiermark 2025 hat der Gemeinderat folgende Verteilung: 15 SPÖ, 8 ÖVP, 4 FPÖ, 2 GRÜNE&Bürgerliste und 2 ZDL-Zukunft Deutschlandsberg.[98]

### Bürgermeister

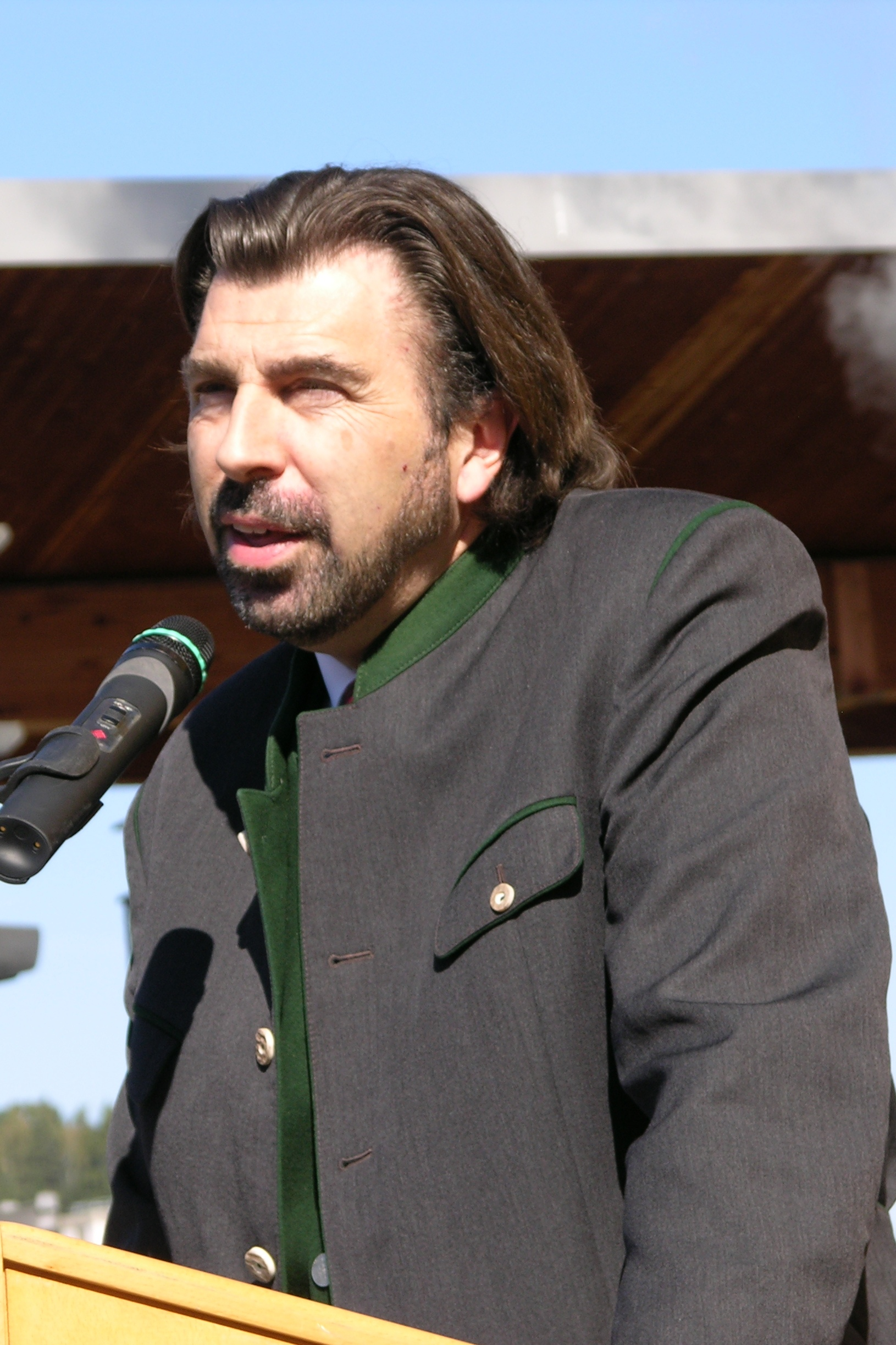
Bürgermeister Josef Wallner (2008)

- 1973–1999 Hubert Zingler (SPÖ)
- seit 2000 Josef Wallner (SPÖ)[WR 86]

### Ortsvorsteher
Ortsvorsteher haben dem Bürgermeister über die Wünsche und Erfordernisse der Bevölkerung sowie über den Zustand des Gemeindeeigentums und der öffentlichen Einrichtungen, insbesondere der Straßen, Wege, Brücken und Plätze, in ihrem Ortsverwaltungsteil laufend zu berichten und diesbezügliche Vorschläge zu erstatten. Die Bestellung obliegt dem Gemeinderat, es müssen nicht für alle Ortsteile solche Personen bestellt werden, ihre Entlohnung hängt von der Bevölkerungszahl im Ortsteil ab. Bei der ersten Sitzung des Gemeinderates nach dessen Wahl wurden am 27. Mai 2025 für Gebiete, die vor 2015 selbstständige Gemeinden waren, folgende Ortsteilvorsteher bestellt:
- Wildbach/Feldbaum: Manuel Koller
- Bad Gams: Barbara Spiz
- Kloster: Christoph Koch
- Osterwitz: Hannes Wunder
- Trahütten: Simon Schmelzer-Ziringer
- Freiland: Gerhard Reinisch.

### Kleinregion und Tourismusverband
Vor der Zusammenlegung von Gemeinden durch die Gemeindestrukturreform 2015 bestand die Kleinregion „Kernraum Bad Gams – Deutschlandsberg – Frauental“. In diesem Gemeindeverband sollten die Aufgaben von Straßenerhaltung, Einkauf und die Kinder- und Jugendbetreuung gemeinsam erledigt werden. Der Verband konstituierte sich am 9. Dezember 2010, er hatte Rechtspersönlichkeit und beruhte auf freiwilliger Vereinbarung. Sein Sitz war in Frauental, seine rechtliche Basis § 38a der Gemeindeordnung. Die Aufgaben der Kleinregion werden nach 2015 von den verbleibenden zwei Gemeinden erledigt.
Deutschlandsberg bildet gemeinsam mit Frauental an der Laßnitz auch den Tourismusverband „Schilcherland Deutschlandsberg“.

### Wappen

Wappen der Vorgängergemeinden
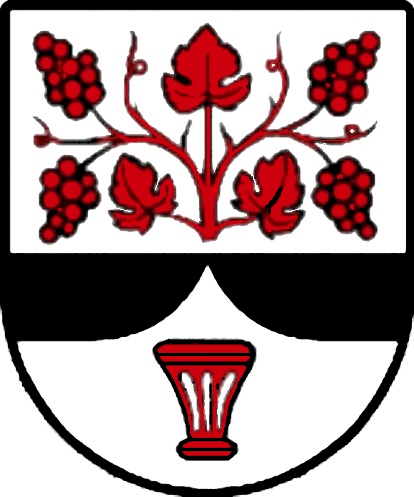
Bad Gams
Deutschlandsberg
Freiland bei Deutschlandsberg
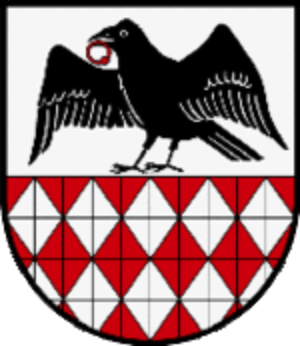
Kloster
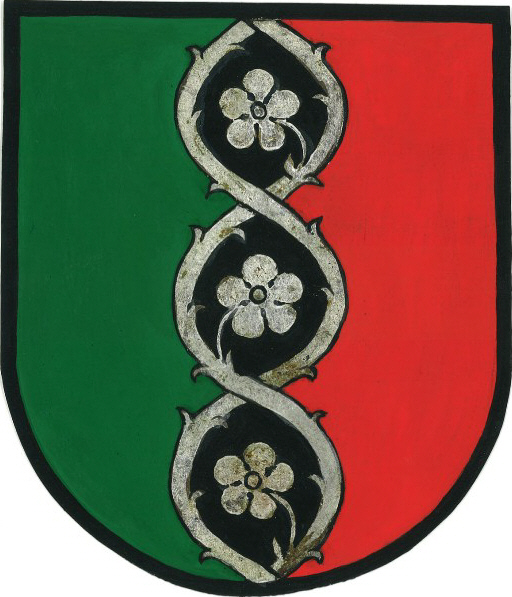
Trahütten

Fünf der sechs Vorgängergemeinden hatten ein Gemeindewappen. Wegen der Gemeindezusammenlegung verloren diese mit 1. Jänner 2015 ihre offizielle Gültigkeit. Eine Neuverleihung des Gemeindewappens für die Fusionsgemeinde erfolgte bis Sommer 2024 nicht. Die „neue“ Stadtgemeinde Deutschlandsberg führt das Wappen der „alten“ Stadtgemeinde weiter.
Das derzeit (2024) geführte Wappen der Stadtgemeinde Deutschlandsberg zeigt einen runden Wehrturm, der dem der Burg Deutschlandsberg entspricht. Links und rechts des Turmes steht je eine Lärche. Es wurde vom alten Siegel der Gemeinde abgenommen. Der älteste bekannte Siegelabdruck stammt vom 11. April 1747, erwähnt wurde das Siegel erstmals in einem Diplom Kaiser Ferdinand II. vom 8. Mai 1627. Eine formelle Wappenverleihung aus dieser Zeit oder vorher ist nicht dokumentiert, wohl aber war mit einer Markterhebung (deren Datum nicht bekannt ist) meist die Verleihung eines Wappens und Siegels verbunden; der Ort wurde bereits 1322 als „forum“ – Markt genannt.

## Persönlichkeiten

### Ehrenbürger
- 1888: Florian Pojatzi (1830–1917), Industrieller (SOLO-Zündholzfabrik)
- 1906: Franz Czerweny von Arland (1848–1921), Industrieller (SOLO-Zündholzfabrik)[WR 47]
- 1935: Josef Rainer (1881–1961, Landwirt; Ehrenbürger der Katastralgemeinde Burgegg, ab 1941 Stadtgemeinde Deutschlandsberg)
- 1963: Franz Pieber (II., + 1966)[WR 32], Kaufmann, Warenhausbesitzer[104]
- 1968: Karl Pfleger (1895–1973), Ehrenring 1965, Baumeister und Gemeinderat[WR 90]
- 1999: Elisabeth Leonskaja, Pianistin
- 2019: Barbara Faulend-Klauser, Musikpädagogin

### Söhne und Töchter der Stadt
- Robert Czerweny von Arland (1878–1962), Industrieller (SOLO-Zündholzfabrik)
- Viktor Czerweny von Arland (1877–1956), Industrieller und Erfinder (Czerweny-Zündholzautomatmaschine)
- Michael Berger (* 1990), Fußballspieler
- Alois Dengg (1863–1944), Politiker
- Andreas Diermair (* 1986), Schachspieler
- Viktor Geramb (1884–1958), Volkskundler
- Irmgard Griss (* 1946), ehemalige Präsidentin des Obersten Gerichtshofes
- Peter Hagenauer (* 1945), Landespolitiker (Grüne)
- Eleonore Hödl (* 1944), Politikerin (SPÖ)
- Stefan Kammerhofer (* 1990), Fußballspieler und -trainer
- Christoph Klauser (1924–2009), Bürgermeister von 1960 bis 1972, Landespolitiker[WR 91]
- Christina „Chrissi“ Klug (* 1989), Sängerin
- Julius Kratter (1848–1926), Hochschulprofessor
- Walter Kröpfl (* 1951), Hauptschullehrer, Politiker und Abgeordneter zum Steiermärkischen Landtag
- Alexander Kortschak sen. (1906–1987), Unternehmer (Transport, Buslinien, Bestattung)[WR 92]
- Christoph Lang (* 2002), Fußballspieler
- Raphael Meinhart (* 1986), Jazzmusiker
- Adelheid Netoliczka-Baldershofen (1875–1958), Altphilologin
- Pænda (* 1988 als Gabriela Horn), Popmusikerin
- Jonas Peinhart (* 2009), Fußballspieler
- Paul Pizzera (* 1988), Kabarettist
- Florian Pojatzi (1830–1917), Industrieller (SOLO-Zündholzfabrik)
- Josef Rainer (1881–1962), Politiker
- Johann Reinbacher (1866–1935), Volks- und Naturheiler
- Max Ringel (1907–1992), Landrat
- Julia Scheib (* 1998), Skirennläuferin
- Michael Schimpl, Guinness Weltrekordhalter, Most Albums Digitally Released, 408[105]
- Christoph Schreiner (* 1975), Footballer und Geschäftsführer der Graz Giants, Träger der Ehrennadel der Gemeinde Deutschlandsberg[106]
- Josef Silldorf (1921–2008), Musiker und Maler[WR 93]
- Armin Spahic (* 2000), Fußballspieler
- Daniel Stefan (* 1990), Eishockeyspieler
- Wolfgang Temmel (* 1953), Künstler
- Ernest Theußl (1947–2024), Theologe, Vorsitzender der KMB, 40 Jahre Religionslehrer am BORG Deutschlandsberg, Vortragender und Fachautor[WR 94]
- Marvin Wieser (* 2004), Fußballspieler
- Melitta Zingler (* 1945), Malerin
- Jacob Zurl (* 1988), Langstreckenradfahrer

### Mit der Stadt verbundene Persönlichkeiten
- Irene Diwiak (* 1991), Schriftstellerin
- Gernot Fraydl (* 1939), Fußball-Nationalspieler und Fußballtrainer, wuchs in Deutschlandsberg auf
- Gerald Grosz (* 1977), österreichischer Nationalratsabgeordneter (BZÖ), ging in Deutschlandsberg in die Schule
- Maria Huber (* 1979), Politikerin (Grüne), Gemeinderätin, Mitglied des Bundesrates
- Andreas Kiendl (* 1975), Schauspieler, Komponist und Regisseur, wuchs in Deutschlandsberg auf
- Gerhard Klinkicht (* 1915; † 14. März 2000 in Bayern), der sich im April 1945 als Hauptmann der deutschen Wehrmacht weigerte, den Stephansdom mit Granaten zu beschießen und damit zu zerstören, lebte nach dem Zweiten Weltkrieg in Deutschlandsberg und arbeitete bei den SOLO-Werken.[WR 95][WR 96] Er spendete insgesamt 150.000 Euro für die Restaurierung des Doms. Eine Gedenktafel am Südturm des Stephansdoms erinnert an ihn.[WR 97]
- Herbert Kriegl (* 1938), Musiker, Kulturhistoriker und Autor der Südweststeiermark, Leiter des Kulturgeschichtearchivs in Deutschlandsberg[WR 98]
- Josephine, Herzogin von Lobkowitz, geb. von Thun-Hohenstein (1886–1971) lebte hier in den letzten Jahren ihres Lebens und starb hier.[107]
- Gerd (auch: Gert) Meditz (* 1943), Dirigent, Gründer des Österreichischen Jugendsymphonieorchesters (begonnen 1974 als steirisches Jugendorchester), der Gesellschaft der Musikfreunde Deutschlandsberg (1964) und der Sommerfestspiele Frauenthal (2002), ist in Deutschlandsberg aufgewachsen.[WR 99]
- Carl Pfleger (* 3. November 1866, † 3. April 1938), Baumeister und Ziegeleibesitzer (Wildbacherstraße ⊙), Bürgermeister von 1925 bis 1928, Adoptivsohn von Josef Pfleger.[WR 100]
- Josef Pfleger (* 1843, † 23. August 1905), Baumeister, baute alle Bahnhöfe und andere Hochbauten an der Wieserbahn im Auftrag des Bauunternehmens Hoffmann, Baumeister des Hauses der Bezirkshauptmannschaft und von Privathäusern, der sogenannten „Pfleger-Häuser“.[WR 101]
- Jakob Wibmer (* 17. Oktober 1814 Matrei in Osttirol; † 12. März 1881 Deutschlandsberg), Maler, bekannt durch seine Stillleben steirischer Früchte in Körben und Schalen, lebte lange Zeit in Deutschlandsberg.[108]
- Hubert Zingler (* 1925 in Bärnbach; † 20. Mai 2024), Bürgermeister von 1972 bis 1999[WR 102]

## Historische Ansichten

Das Gebiet von Deutschlandsberg in den drei Landesaufnahmen in der Zeit von ca. 1789 bis 1910
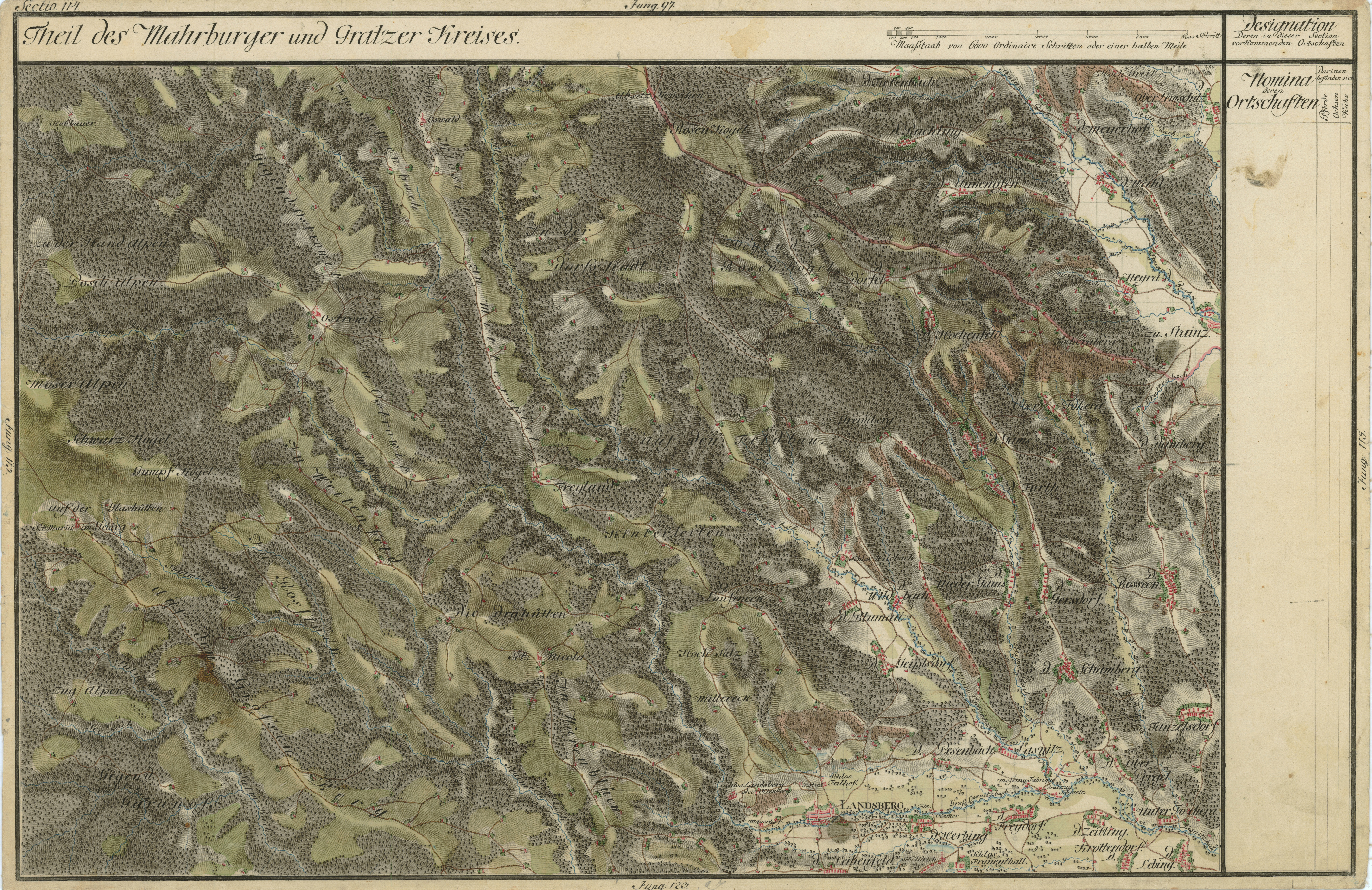
Das Gebiet von Deutschlandsberg in der Josephinischen (1.) Landesaufnahme, um 1790
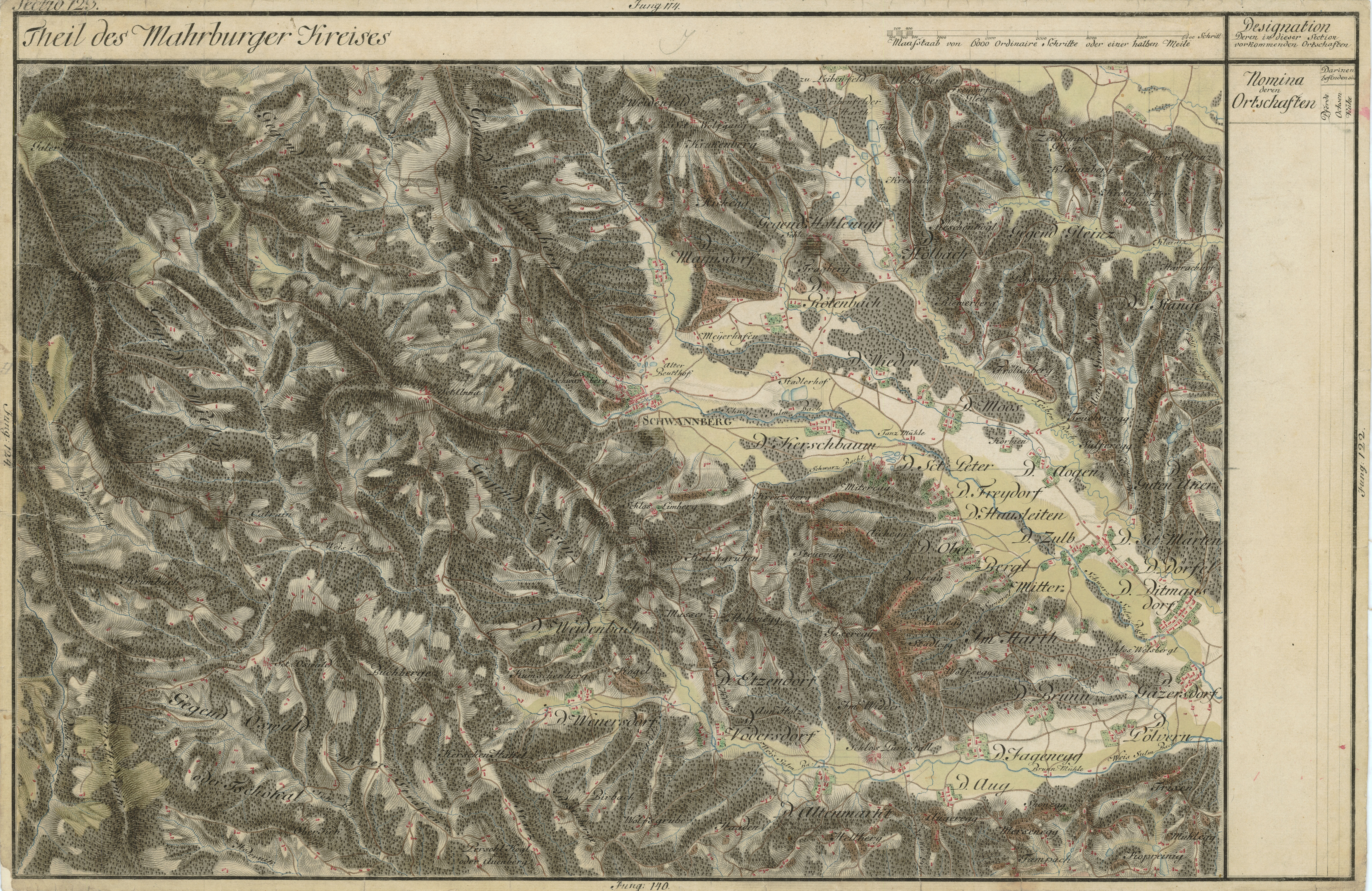
Leibenfeld, Hollenegg und Schwanberg südlich von Deutschlandsberg
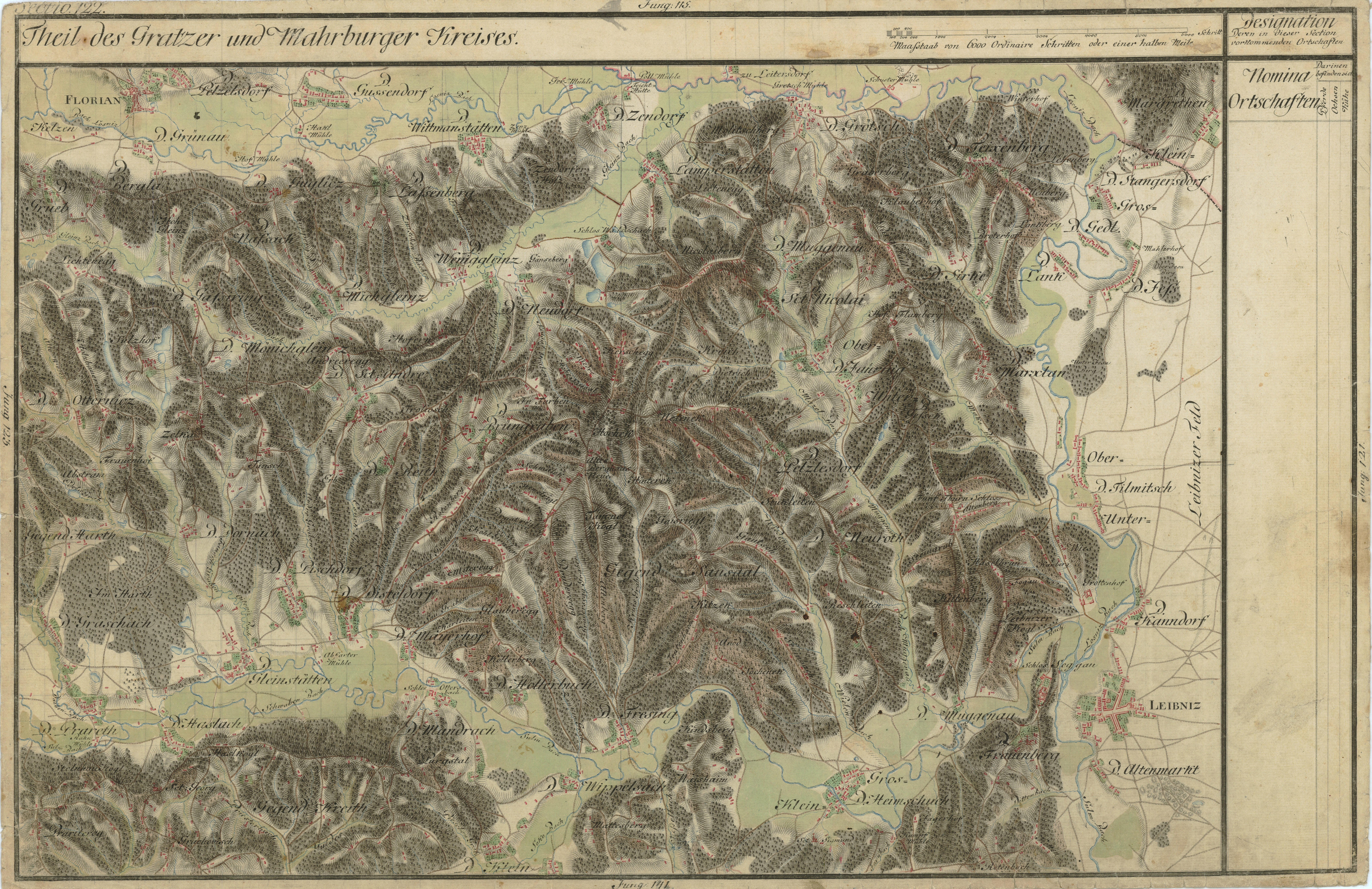
Die Laßnitz als „Bach Losniz“ (oben links) bei St. Florian östlich von Deutschlandsberg
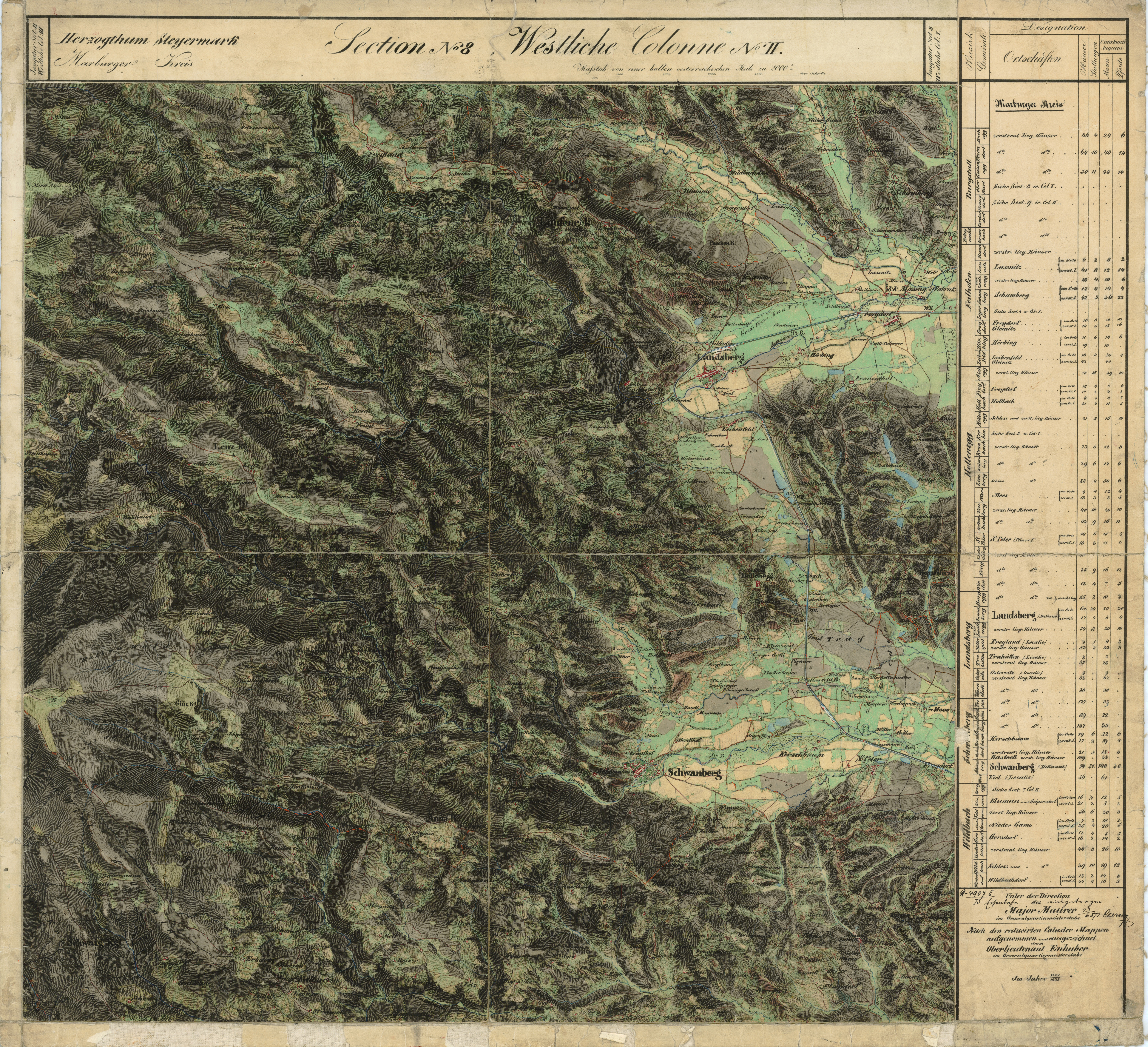
Deutschlandsberg in der Franziszeischen (2.) Landesaufnahme, um 1835
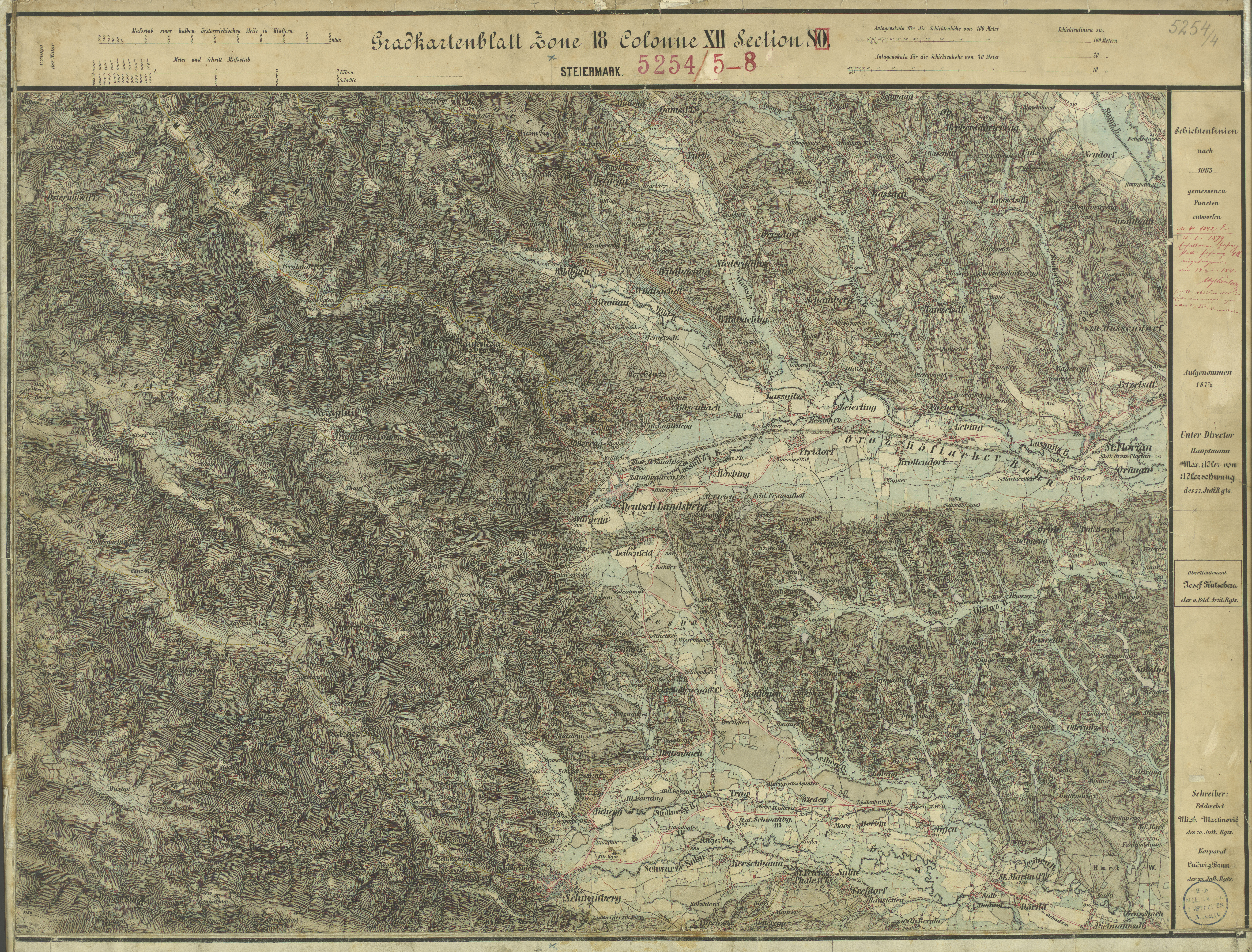
Aufnahmeblatt 1:25.000 der franzisco-josephinischen (3.) Landesaufnahme, Stand 1877/78
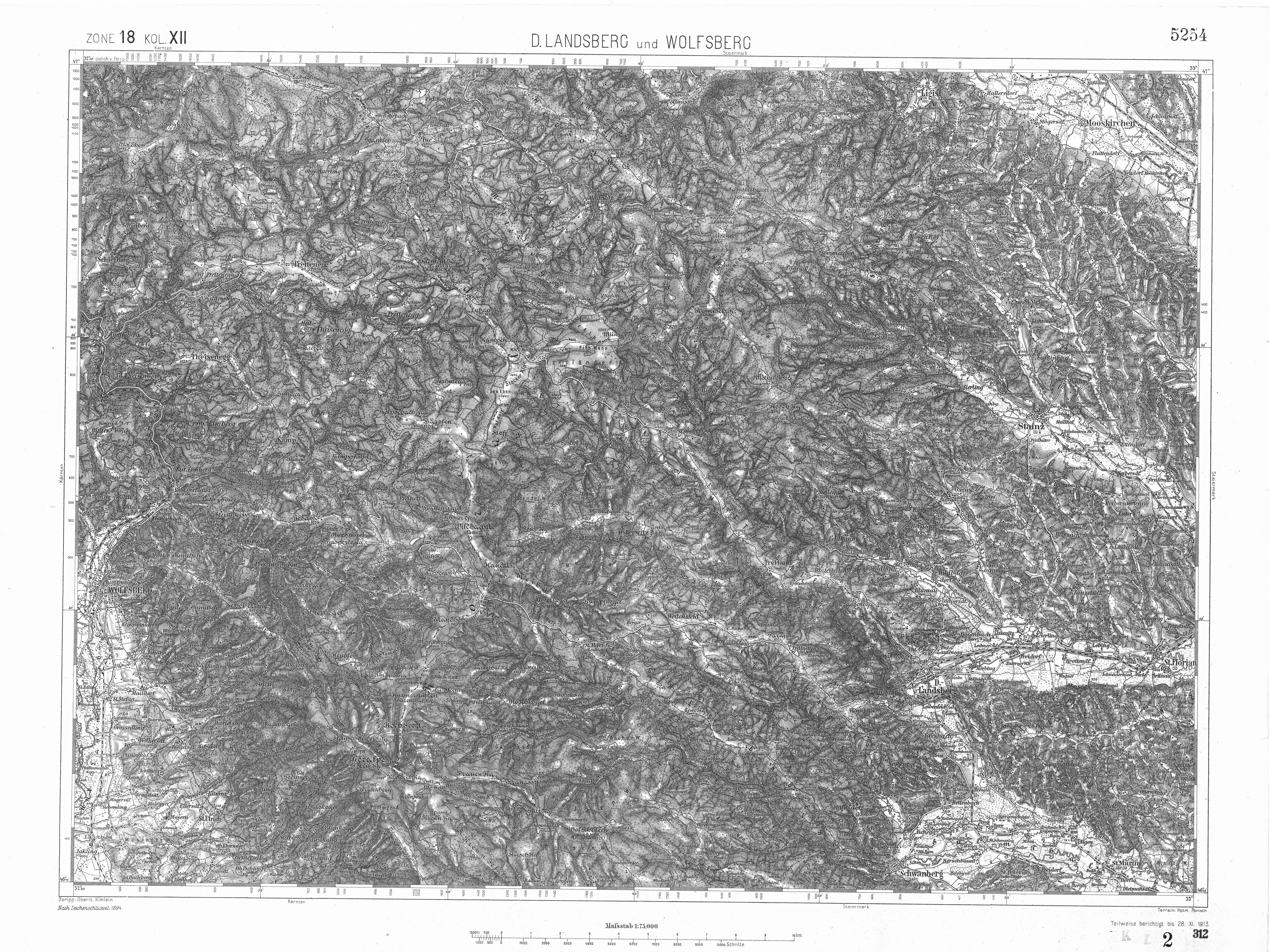
Spezialkarte 1:75.000, um 1910
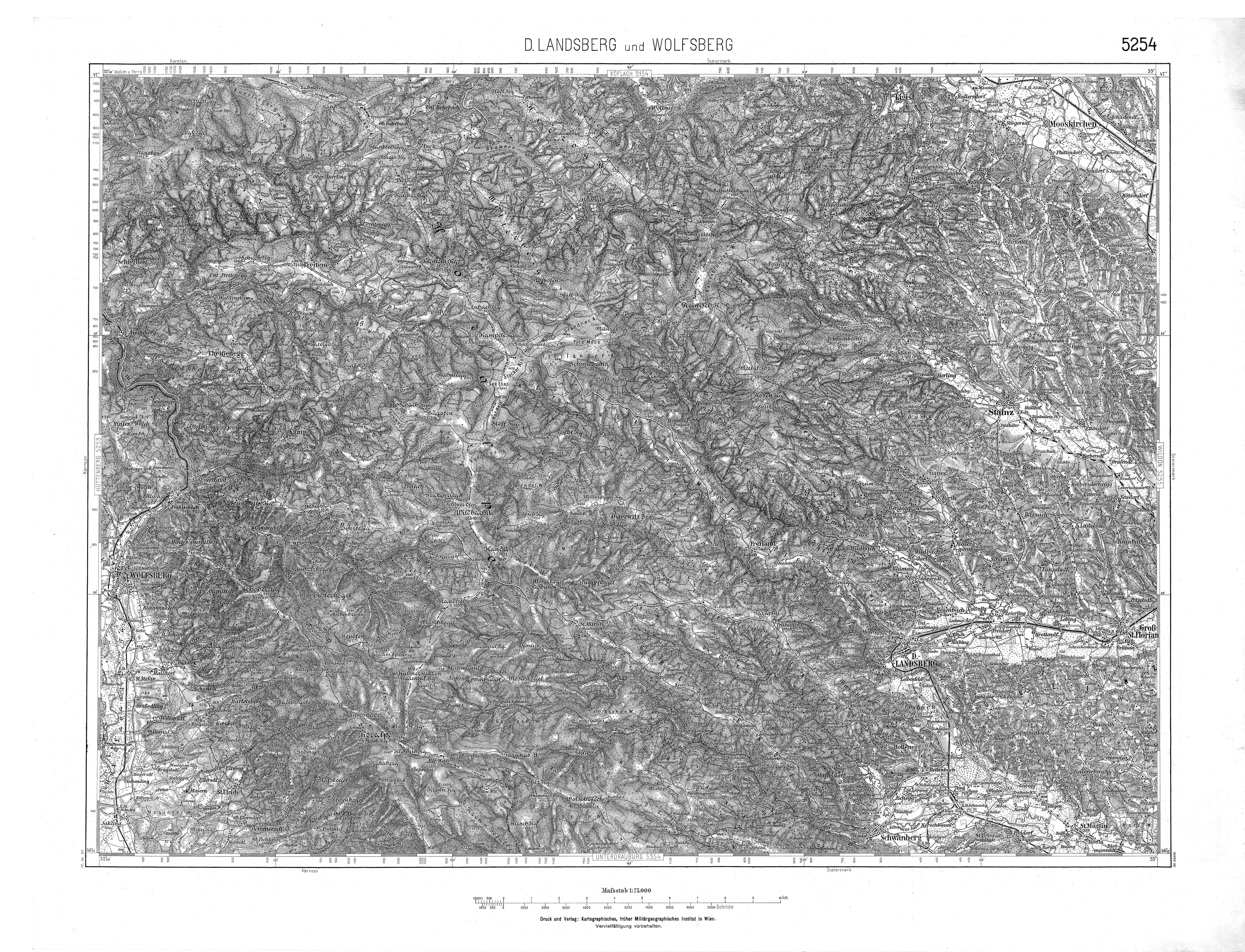
Spezialkarte Stand 1937, mit Trasse der Waldbahn

### Spezielles
- Gerhard Fischer: Die Besitz- und Sozialstrukturen weststeirischer Gemeinden vom 16. bis 19. Jahrhundert. Besitzgrößen, Besitzerreihen, Abgaben, Belastungen und Behausungsziffern in den Katastralgemeinden Blumau, Burgegg, Geipersdorf, Leibenfeld, Warnblick, Wildbachdorf und Wildbachberg des Gerichtsbezirkes Deutschlandsberg vom 16. bis 19. Jahrhundert. Dissertation an der Universität Graz, 1991.
- Erich Hudecek: Frühe Grabhügel aus dem Gräberfeld Deutschlandsberg/Leibenfeld im Territorium von Flavia Solva. 4. Internat. Tagung über römerzeitliche Hügelgräber Veszprém, 10.–15. September 1996, Balácai Közlemények V., 1997, 63 ff.
- Rupert Pitter: Wildbach. Geschichte eines weststeirischen Edelhofes. In: Blätter für Heimatkunde. Band 8, Graz 1930, S. 13–27 (historischerverein-stmk.at).

### Zusammenstellungen
- Bibliographie des Bezirkes Deutschlandsberg. S. 8–13 (pdf, BH Deutschlandsberg).

### Bildwerke
- Waltraud Weisi: Alte Photographien aus dem Bezirk Deutschlandsberg. Deutschlandsberg; Band 1 Damals. 1992; Band 2 Damals 2. 1995; Band 3 Damals III. 2004.
- Doris Deix, Martin Deix, Gerhard Fischer: Deutschlandsberg in alten Ansichten. Band 1: Ära Franz Deix. Deutschlandsberg 2005.